# Personaggi di The Walking Dead
Questa voce contiene un elenco dei personaggi presenti nella serie televisiva The Walking Dead.

## Personaggi principali

### Rick Grimes
Rick Grimes (stagioni 1-9; 11), interpretato da Andrew Lincoln, doppiato da Christian Iansante.
È il protagonista della serie, il vice sceriffo di una piccola cittadina della Georgia. In seguito a una sparatoria sul lavoro, viene ferito ed entra in coma. Risvegliandosi dal coma, scopre che il mondo ha subito un'apocalisse di zombie e si mette alla ricerca della moglie Lori e del figlio Carl, che ritrova nei pressi di Atlanta insieme con il migliore amico e collega Shane Walsh e a un gruppo di sopravvissuti, del quale diventa il leader.

### Shane Walsh
Shane Walsh (stagioni 1-2; guest: 3, 9), interpretato da Jon Bernthal, doppiato da Giorgio Borghetti (stagioni 1-2) e Simone D'Andrea (stagione 9).
È il migliore amico nonché collega di Rick, che in seguito allo scoppio dell'epidemia si prende cura di Carl e Lori, con la quale stabilisce una relazione. Prima dell'arrivo di Rick al campo dei sopravvissuti era lui il leader del gruppo, diventando poi il braccio destro di Rick. Durante la seconda stagione ha profonde diatribe con tutto il gruppo, specialmente con Dale e Rick, nei confronti del quale sviluppa una forte invidia. Inoltre, diventa sempre più spietato e privo di umanità. Tende un agguato a Rick quando uccide Randall e lo attira nel bosco per coglierlo di sorpresa e per questo viene ucciso da Rick con una pugnalata nel cuore per legittima difesa. Risvegliatosi come vagante viene abbattuto definitivamente da Carl. Riappare nella terza stagione come allucinazione di Rick durante l'assedio a Woodbury. Nella nona stagione riappare nuovamente come allucinazione a un ferito Rick.

### Lori Grimes
Lori Grimes (stagioni 1-3), interpretata da Sarah Wayne Callies, doppiata da Chiara Colizzi.
È la moglie di Rick e la madre di Carl e Judith. È una casalinga e anche una donna molto forte e attiva. Durante il periodo in cui crede che il marito sia morto, inizia una storia con Shane. Quando Rick arriva all'accampamento, la donna sentendosi colpevole di aver tradito il marito rompe immediatamente con Shane. Nella seconda stagione scopre di essere incinta pur non sapendo con certezza se il padre della bambina sia Rick oppure Shane. Nella terza stagione, quando un detenuto di nome Andrew apre le porte della prigione per far passare i vaganti, Lori è costretta a rifugiarsi nella caldaie della prigione per poi morire dissanguata in seguito a un parto cesareo, praticato in condizioni precarie da Maggie, per dare alla luce sua figlia Judith. Per evitare la rianimazione del cadavere, il figlio le spara alla testa. Quando Rick va a cercare il suo cadavere ne trova pochi resti, in quanto divorato da un vagante, che si trova ancora lì. Rick lo uccide e poi lo pugnala ripetutamente all'addome. Quel che ne rimane del corpo di Lori viene sepolto nel giardino della prigione. Tormenta Rick sotto forma di allucinazione fino alla fine della terza stagione.

### Andrea
Andrea (stagioni 1-3), interpretata da Laurie Holden, doppiata da Alessandra Cassioli.
È una donna, avvocato di diritti civili, che fa parte del gruppo di Atlanta insieme alla sorella minore Amy. Dopo la morte della sorella, che sarà proprio lei ad abbattere dopo la trasformazione in vagante, attraversa un periodo buio dal quale riesce a uscire grazie all'aiuto di Dale. Durante la seconda stagione pian piano diventa sempre più importante per il gruppo, imparando a utilizzare le armi da fuoco. Dopo l'attacco dei vaganti alla fattoria viene creduta morta e abbandonata dal gruppo. Fuggendo nei boschi, incontra Michonne che la salva da una mandria di vaganti. Durante la terza stagione le due donne diventano amiche e passano otto mesi viaggiando per la Georgia in condizioni di salute precarie, fino a quando vengono trovate da Merle e portate a Woodbury. Nella cittadina, Andrea conosce il Governatore, inizia una storia con lui e diventa parte della comunità. Dopo aver capito la natura malvagia del Governatore, cerca di fuggire da Woodbury ma viene catturata dall'uomo, che la imprigiona e la tortura. Durante la prigionia viene morsa al collo dallo scienziato Milton Mamet (ucciso poco prima dal Governatore e lasciato trasformare), così decide di morire sparandosi alla testa, per evitare di trasformarsi.

### Dale Horvath
Dale Horvath (stagioni 1-2), interpretato da Jeffrey DeMunn, doppiato da Stefano De Sando.
È l'uomo più anziano e anche saggio del gruppo di Atlanta che svolge spesso il ruolo di pacificatore, prima dell'apocalisse era un normale pensionato e anche vedovo. È molto diretto, dice sempre le cose in faccia. Instaura un forte legame con Andrea e anche con Amy le quali aveva salvato precedentemente. Durante la seconda stagione ha duri scontri con Shane a causa degli atteggiamenti di quest'ultimo. Quando il gruppo decide di giustiziare Randall, Dale non vuole assistere a questa esecuzione e si allontana dalla fattoria e muore in seguito all'attacco di un vagante, che gli squarcia la pancia. Per non farlo soffrire Daryl gli spara alla testa.

### Glenn Rhee
Glenn Rhee (stagioni 1-7), interpretato da Steven Yeun, doppiato da Andrea Mete.
È un giovane ragazzo di origine coreana che fa parte del gruppo di Atlanta. Prima dell'apocalisse era un fattorino addetto alla consegna delle pizze. È lui a salvare Rick ad Atlanta, e ne diventa poi molto amico. È un membro molto attivo per il gruppo, infatti viene spesso utilizzato per le missioni più pericolose. Dalla seconda stagione inizia una relazione con Maggie Greene, che successivamente chiede in sposa. Durante la terza stagione viene rapito da Merle e portato a Woodbury, dove dopo varie torture viene condannato a morte insieme a Maggie, ma i due fidanzati si salvano grazie all'intervento di Rick e degli altri compagni. Verso la fine della stagione, Maggie accetta la proposta di matrimonio di Glenn. Durante la quarta stagione rischia di morire a causa di una malattia che si diffonde nella prigione, ma viene salvato da Hershel, appena in tempo. Dopo la distruzione della prigione, e aver scoperto che non c'è più nessuno, Glenn si mette in viaggio, insieme a Tara Chambler e al gruppo di Abraham Ford, per ritrovare Maggie.

### Carl Grimes
Carl Grimes (stagioni 1-8), interpretato da Chandler Riggs, doppiato da Tito Marteddu.
È il figlio di Rick e Lori. Nella seconda stagione, rischia di morire a causa di un colpo di fucile, ma viene curato e salvato da Hershel Greene. Una volta guarito, impara a utilizzare la pistola e diventa un membro più attivo per il gruppo. Durante la serie si assiste alla perdita della sua innocenza. Abbatte Shane divenuto vagante e spara alla madre dopo che questa è morta di parto per non farla trasformare. Nella terza stagione, dopo aver sparato in testa alla madre, Carl diventa sempre più freddo e spietato, arrivando persino a uccidere un ragazzo di Woodbury che stava scappando dopo aver attaccato la prigione (l'abitazione del proprio gruppo), nonostante quest'ultimo si fosse arreso.

### Daryl Dixon
Daryl Dixon (stagioni 1-11): interpretato da Norman Reedus, doppiato da Francesco Pezzulli.
È un uomo dal carattere taciturno e solitario, brandisce sempre una balestra, esperto nell'utilizzo delle armi da fuoco, della caccia e delle tecniche di sopravvivenza. Fa parte del gruppo di Atlanta insieme al fratello maggiore Merle, da cui è stato cresciuto. Nella seconda stagione sarà l'unico che continuerà fino alla fine le ricerche di Sophia, avvicinandosi molto a Carol. Inizialmente scontroso con tutti i membri del gruppo, dalla terza stagione diventa il braccio destro di Rick e molto più sociale con tutti. Dopo aver scoperto che il fratello Merle era ancora vivo e dopo la fuga insieme a lui da Woodbury, decide di lasciare il gruppo di Rick per partire insieme al fratello (che era ostile al gruppo). Durante l'attacco del Governatore e alcuni suoi uomini alla prigione, Daryl torna insieme a Merle, salvando Rick da un gruppo di vaganti e aiutandolo successivamente nella lotta contro il Governatore dove verrà ucciso suo fratello.

### Carol Peletier
Carol Peletier (stagioni 1-11), interpretata da Melissa McBride, doppiata da Michela Alborghetti.
È una casalinga, che fa parte del gruppo di Atlanta, insieme alla figlia Sophia e al marito Ed. Inizialmente appare come una donna debole, soprattutto a causa dei maltrattamenti del marito. Nella seconda stagione, dopo la morte di quest'ultimo, acquista molta più sicurezza in se stessa e in seguito alla morte della figlia, diventa una donna più combattiva e più decisa. Nella terza stagione, durante l'invasione dei vaganti nella prigione, viene salvata da T-Dog, che sacrifica la sua vita per far sì che possa scappare. Inizialmente data per morta, viene poi ritrovata viva e stremata da Daryl.

### Merle Dixon
Merle Dixon (stagioni 1-3), interpretato da Michael Rooker, doppiato da Roberto Draghetti.
È il fratello maggiore di Daryl che fa parte del gruppo di Atlanta. Si è sempre preso cura di lui, poiché il padre era sempre assente. È un uomo irascibile, duro e razzista. Nella prima stagione, dopo un attacco d'ira viene ammanettato da Rick sul tetto di un palazzo di Atlanta. Dopo che T-Dog fa cadere le chiavi per sbaglio, Merle viene abbandonato dal gruppo e rischia di essere divorato dai vaganti. Per salvarsi si taglia la mano destra, abbatte alcuni vaganti e scappa da Atlanta. Appare nella seconda stagione come allucinazione di Daryl, mentre trova la bambola di Sophia. Appare nuovamente nella terza stagione, dove si scopre che è stato salvato dal Governatore, di cui è diventato un uomo di fiducia, e che fa parte della comunità di Woodbury. Medita vendetta verso il gruppo di Rick, ma vuole ritrovare suo fratello Daryl. Ritrovato il fratello, prima si estranea da entrambi i gruppi insieme a lui, ma poi si unisce al gruppo della prigione. Dopo che il Governatore dichiara guerra a Rick, Merle tenta di mettere pace consegnando Michonne al Governatore, ma dopo averla rapita, si pente e la lascia andare e si mette in viaggio verso Woodbury con l'obiettivo di uccidere il Governatore e i suoi uomini. Il suo piano fallisce, in quanto è il Governatore a uccidere lui. Trasformatosi in vagante, Merle viene abbattuto dal fratello Daryl.

### Morgan Jones
Morgan Jones (stagioni 1, 3, 5-8), interpretato da Lennie James, doppiato da Paolo Marchese.
È il primo uomo che Rick incontra dopo essersi risvegliato dal coma. Vive nella città natale di Rick insieme al figlio Duane, mentre sua moglie Jenny è una dei vaganti che infestano la cittadina. È lui a curare la ferita dello sceriffo e a spiegargli dell'epidemia, inoltre lo accompagna alla stazione di polizia per recuperare armi e munizioni. Dopo la partenza per Atlanta, Rick lo contatta frequentemente attraverso un walkie talkie, ma non riceve alcuna risposta. Morgan, riappare nella terza stagione, quando incontra Rick, Carl e Michonne, e si scopre che ha perso suo figlio Duane (trasformatosi in seguito al morso della madre Jenny). L'uomo appare in uno stato di pazzia, causato dalla perdita del figlio (di cui si ritiene responsabile) e dalla vita condotta in solitudine. Aiuta il gruppo grazie alla sua estrema abilità nell'utilizzo di un solo bastone per difendersi, ma si trova in grossa difficoltà quando dovrà usare le sue capacità per uccidere. Abbandona in seguito il gruppo.

### Hershel Greene
Hershel Greene (stagioni 2-4; 9), interpretato da Scott Wilson, doppiato da Dario Penne (stagioni 2-4) e Pieraldo Ferrante (stagione 9).
È un uomo anziano che, durante la seconda stagione, ospita il gruppo di Rick nella sua fattoria. Ha due figlie, Maggie e Beth. È un medico veterinario, che grazie alle sue conoscenze salva la vita a Carl e cura le ferite di tutti i membri del gruppo. È vedovo di due mogli e ha un passato da alcolista. Dotato di grande fede e umanità, si rifiuta di abbattere i vaganti perché li considera persone malate in attesa di una cura, a tal punto da tenerne diversi nel fienile della sua fattoria; tra essi ci sono la sua seconda moglie Annette e il figlio adottivo Shawn. Cambierà idea durante il loro abbattimento; Shane infatti, per dimostrare a Hershel che i vaganti non sono persone malate ma morti, sparerà a uno di loro ripetutamente in punti vitali, mostrandogli come stesse ancora in piedi.

### Maggie Rhee
Maggie Rhee, nata Maggie Greene (stagioni 2-11), interpretata da Lauren Cohan, doppiata da Chiara Gioncardi.
È la primogenita del fattore Hershel, che durante la seconda stagione accoglie il gruppo di Atlanta nella sua fattoria. È una ragazza forte, coraggiosa e determinata. Abile con l'utilizzo delle armi, partecipa spesso alle spedizioni più pericolose. Da subito inizia una relazione con Glenn. Durante la terza stagione, fa nascere Judith, praticando un parto cesareo improvvisato che provoca la morte di Lori. Inoltre, viene rapita da Merle e portata a Woodbury, dove dopo aver subito delle torture psicologiche da parte del Governatore, viene condannata a morte insieme a Glenn, ma i due si salvano grazie all'intervento di Rick e degli altri. Alla fine della terza stagione accetta la proposta di matrimonio di Glenn. Nella quarta stagione assiste alla morte del padre e, dopo la distruzione della prigione, si separa da Glenn e dalla sorellastra Beth, e si mette in salvo insieme a Sasha e Bob. Alla fine della quarta stagione ritrova Glenn. Nella quinta stagione, dopo la fuga da Terminus, affronta il dolore per la morte di Beth. In seguito arrivata nella comunità di Alexandria diventa collaboratrice della leader Deanna Monroe. Nella sesta stagione si scopre che è incinta di Glenn. Dopo l'assalto dei lupi e della mandria di vaganti ad Alexandria Maggie inizia a mettere su dei giardini da coltivare senza successo. Viene poi portata a Hilltop per conoscere la nuova comunità e parlerà per prima con il leader, Gregory, con cui stabilisce un accordo di scambi fra Hilltop e Alexandria.

### Beth Greene
Beth Greene (stagioni 2-5), interpretata da Emily Kinney, doppiata da Veronica Puccio.
È la figlia minore del fattore Hershel. Durante la seconda stagione, tenta il suicidio dopo la morte della madre, ma poi si rende conto di voler continuare a vivere. Insieme al padre e alla sorella si unisce al gruppo di sopravvissuti. Nella terza stagione impara a usare un'arma da fuoco e si prende cura della piccola Judith. Nella quarta stagione assiste alla morte del padre e, dopo la distruzione della prigione, si mette in salvo insieme a Daryl, con il quale stringe un legame profondo. Il viaggio in compagnia di Daryl termina nel momento in cui Beth viene rapita e sparisce misteriosamente. Nella quinta stagione si scopre che Beth è ancora viva ed è tenuta prigioniera in un ospedale di Atlanta gestito in maniera quasi militare da un gruppo di poliziotti con la ferrea regola del "tutto ha un prezzo". Secondo questa regola, Beth è costretta a vivere e lavorare nell'ospedale fino a quando non avrà ripagato i poliziotti. La ragazza, sentendosi in trappola, prova a scappare insieme a Noah ma viene catturata e riportata all'interno dell'ospedale mentre il suo nuovo amico riesce a scappare ma a malincuore. Poco dopo viene portata nell'ospedale anche Carol. Viene uccisa accidentalmente da Dawn Lerner, il capo dei poliziotti, sotto gli occhi dei suoi amici durante uno scambio tra ostaggi e viene subito vendicata da Daryl che senza esitare uccide Dawn.

### Michonne
Michonne (stagioni 3-10; 11), interpretata da Danai Gurira, doppiata da Laura Lenghi.
È una donna solitaria e taciturna, che a causa dell'epidemia ha perso il fidanzato Mike e il figlio Andre Anthony. È un'esperta combattente e brandisce sempre una spada, che alla fine della seconda stagione salva Andrea da un attacco di vaganti, diventando sua amica e compagna di viaggio. Porta con sé due vaganti (il fidanzato Mike e l'amico Terry) incatenati e privi degli arti superiori e della dentatura. Durante la terza stagione viene portata a Woodbury, ma capendo la natura malvagia del Governatore decide di andarsene, separandosi da Andrea. Dopo essere sopravvissuta a un attacco degli uomini di Woodbury, giunge ferita alla prigione, dove incontra il gruppo di Rick. Gradualmente si inserisce nel gruppo e aiuta Rick a salvare Glenn e Maggie, tenuti prigionieri a Woodbury. Durante la spedizione nella cittadina trova la figlia vagante del Governatore e la abbatte, scatenando l'ira dell'uomo, e quest'ultimo ci rimette un occhio. Alla fine della terza stagione assiste l'amica Andrea nel momento in cui si uccide per evitare la trasformazione. Lascia il gruppo per mettersi alla ricerca di Rick; riappare alla fine dell'ultima puntata dell'undicesima e ultima stagione.

### Il Governatore
Philip Blake / Il Governatore (stagioni 3-5), interpretato da David Morrissey, doppiato da Roberto Pedicini.
È il capo autoritario e carismatico della comunità di Woodbury, che lui stesso ha contribuito a creare. Il suo vero nome è Philip Blake ed è un uomo manipolatore, spietato e privo di sentimenti. Colleziona le teste delle persone che ha ingannato e ucciso. Il suo unico punto debole è la figlia vagante di nome Penny, che tiene nascosta in casa sua. La pazzia del Governatore raggiunge i massimi livelli quando Michonne abbatte Penny e lo ferisce all'occhio destro, rendendolo cieco. Ciò lo porta a dichiarare guerra al gruppo di Rick (di cui Michonne fa parte) e a uccidere prima Merle che lo aveva tradito e poi ad attaccare la prigione con il suo esercito.

### Judith Grimes
Judith Grimes (stagioni 3-11), interpretata da Cailey Fleming (stagioni 9-11), doppiata da Sara Tesei.
È la figlia neonata di Lori e di uno tra Rick e Shane. Nasce durante il soggiorno del gruppo alla prigione e la sua nascita provoca la morte di Lori. Pur non avendo la certezza della paternità, Rick la cresce come fosse sua figlia, con l'aiuto degli altri sopravvissuti. Durante l'attacco del Governatore alla prigione, si perdono le tracce della piccola, nello sconforto di Rick e lo shock di Carl. Successivamente si scopre che è stata salvata da Tyreese, che si prende cura di lei con l'aiuto di Carol fino al momento in cui la piccola viene ricongiunta con il padre e il fratello dopo essersi salvati dalla comunità di cannibali di Terminus. A metà quinta stagione arriva ad Alexandria con il gruppo del padre dove può crescere serenamente. Nella settima stagione Rick confessa a Michonne di credere che Judith è probabilmente in realtà figlia di Shane e Lori. L'uomo esprime inoltre il desiderio di volerla crescere e di insegnarle a sopravvivere prima della sua morte. Nell'ottava stagione riceve dall'ormai morente Carl il suo cappello da sceriffo. Nella nona stagione, sei anni dopo la scomparsa di Rick, Judith che ora ha nove anni, salva il gruppo di Magna. In questa occasione la bambina possiede oltre al cappello di Rick, anche la sua colt e una katana.

### Tyreese
Tyreese (stagioni 3-5), interpretato da Chad Coleman, doppiato Fabio Boccanera.
È un uomo che brandisce sempre un martello a capo di un piccolo gruppo di sopravvissuti tra cui sua sorella minore Sasha che trova rifugio nella prigione, fino a quando Rick decide di mandarli via. Rifugiatosi a Woodbury, decide di non partecipare alla battaglia tra il Governatore e il gruppo della prigione. Alla fine della terza stagione si unisce al gruppo di Rick e va a vivere nuovamente nella prigione con sua sorella. Nella quarta stagione ha una relazione con Karen, fino a quando quest'ultima si ammala e viene uccisa da Carol perché ritenuta contagiosa. La morte di Karen scatena la disperazione e l'ira di Tyreese, che intende scoprire e uccidere il colpevole. Dopo la distruzione della prigione, Tyreese mette in salvo la piccola Judith e le bambine Lizzie e Mika. Insieme a loro e a Carol si mette in viaggio verso Terminus. Durante il viaggio, Carol confessa a Tyreese di essere colpevole dell'uccisione di Karen, ma l'uomo decide di perdonarla dato anche delle recenti morti delle sorelle Samuels. Dopo la morte di Beth lui e il suo gruppo decidono di partire per Richmond in Virginia e di trovare così la comunità dove risiedeva prima Noah. Una volta arrivati trovano la comunità distrutta e mentre perlustra la casa di Noah viene morso da uno dei fratelli minori di Noah, tornato in vita come vagante. Dopo diverse ore di sofferenze e il fallito tentativo di Michonne di salvargli la vita amputandogli il braccio, muore dissanguato.

### Sasha
Sasha (stagioni 3-7; 9), interpretata da Sonequa Martin-Green, doppiata da Domitilla D'Amico.
È la sorella minore di Tyreese e fa parte del piccolo gruppo di sopravvissuti guidato dal fratello. Dopo il periodo vissuto a Woodbury, alla fine della terza stagione, torna con il fratello a vivere nella prigione. Nella quarta stagione, fa parte del consiglio che gestisce la comunità della prigione e rischia di morire a causa della malattia che si diffonde nella comunità. Dopo la distruzione della prigione si mette in salvo insieme a Maggie e Bob, con il quale instaura una relazione. Nella quinta stagione, dopo la fuga da Terminus, uccide uno dei cannibali di Terminus sopravvissuti, dopo questa faccenda deve affrontare prima il dolore per la morte di Bob e poi per quella del fratello, Tyreese. La perdita delle persone care le fa perdere la speranza e la trasforma in una persona piena di rabbia. Arrivata ad Alexandria non riesce ad adattarsi alla vita tranquilla della comunità, ma decide di rimanere a patto di lavorare come vedetta addetta alla sicurezza dei confini della città. Nella sesta stagione partecipa alla missione di allontanare i vaganti da Alexandria, sulla via di ritorno, lei insieme ad Abraham e Daryl incontreranno una banda di salvatori che minaccia loro di ucciderli se non gli avessero consegnato ogni bene di cui dispongono, poco dopo Daryl li fa saltare in aria con un razzo RPG. Dopo la rottura con Rosita, Abraham inizia a corteggiare Sasha, la donna inizialmente sembra respingerlo, ma sembra che più tardi inizi a provare dei sentimenti per l'uomo. Questo legame termina tuttavia con la morte di Abraham per mano di Negan. In seguito cerca di irrompere da sola al Santuario per uccidere quest’ultimo, fallendo nel suo intento e venendo imprigionata. Cerca di concludere la missione chiedendo a Eugene un’arma per suicidarsi, ma L’uomo le procura solo del veleno, mandando a monte il piano. Portata ad Alexandria dai Salvatori dentro una bara come ostaggio, decide di suicidarsi durante il viaggio con il veleno. L’obbiettivo era cogliere alla sprovvista Negan e ucciderlo una volta trasformata, ma anche questo tentativo fallisce. In seguito alla fuga dei Salvatori da Alexandria viene ritrovata nel bosco da Maggie e Jesus e abbattuta definitivamente da quest’ultimo. Riappare nella nona stagione come allucinazione di un Rick gravemente ferito.

### Bob Stookey
Bob Stookey (stagioni 4-5), interpretato da Lawrence Gilliard Jr., doppiato da Gianfranco Miranda.
È un uomo che entra a far parte della comunità della prigione, dopo essere stato trovato da Glenn e Daryl. Prima dell'epidemia era un medico dell'esercito. Soffre di alcolismo, anche se dopo l'arrivo alla prigione supera pian piano la sua dipendenza. Bob partecipa alla missione insieme a Daryl, Tyreese e Michonne per trovare dei medicinali, debellando il virus che si è diffuso nella prigione. Dopo la distruzione della prigione, si mette in salvo insieme a Maggie e Sasha, con la quale instaura una relazione, e giunge a Terminus dove viene imprigionato insieme agli altri sopravvissuti. Nella quinta stagione dopo la fuga da Terminus, partecipa a una spedizione per raccogliere provviste e viene morso sulla spalla destra da un vagante. La sera stessa viene rapito da Gareth e gli altri cannibali di Terminus, che si nutrono della sua gamba sinistra e lo rilasciano dopo aver scoperto che è stato morso. Ritornato dal suo gruppo, Bob muore a causa della malattia, in seguito viene finito da Tyreese e sepolto davanti alla chiesa di padre Gabriel.

### Tara Chambler
Tara Chambler (stagioni 4-9), interpretata da Alanna Masterson, doppiata da Erica Necci.
È una giovane donna che vive rifugiata in un appartamento insieme al padre David, la sorella maggiore Lilly e la nipote Meghan. Ha un carattere forte ed è abile con le armi da fuoco. Accoglie nella propria casa il Governatore e successivamente dopo la morte del padre dovuta al cancro, insieme a lui, Lilly e Meghan, si unisce a un gruppo di sopravvissuti inizialmente guidato da Martinez e poi dal Governatore stesso. All'accampamento conosce Alisha, una donna che diventa la sua fidanzata. Nella quinta stagione, dopo la fuga da Terminus, arrivata ad Alexandria, entra a far parte del gruppo addetto alle spedizioni esterne e durante una di queste viene gravemente ferita alla testa, ma sopravvive grazie all'intervento chirurgico di Pete Anderson e alle cure di Rosita. In seguito partecipa alla missione per uccidere i salvatori, inoltre come Glenn e Heath è la prima volta in cui la ragazza uccide delle persone. Dopo la missione, parte con Heath per una spedizione, alla ricerca di provviste per Alexandria. Durante la spedizione, parla con Heath su quel che hanno dovuto fare all'avamposto dei salvatori e di come sia stato necessario per sopravvivere, successivamente decide di prolungare la spedizione di qualche giorno, perché non avevano trovato abbastanza risorse. Arrivati a un accampamento deserto su un ponte la donna libera alcuni zombie rimasti intrappolati sotto della sabbia e i due vengono separati, poiché Tara precipita nel fiume. La corrente la porterà sulla riva di una spiaggia dove viene trovata da Cyndie e Rachel, due ragazze di una comunità nascosta nel bosco.

### Abraham Ford
Abraham Ford (stagioni 4-7), interpretato da Michael Cudlitz, doppiato da Franco Mannella.
È un sergente dell'esercito degli Stati Uniti che dopo aver perso la moglie e i due figli, diventa leader di un gruppo di sopravvissuti formato dallo scienziato Eugene Porter e dalla fidanzata Rosita Espinosa. Ha l'obiettivo di portare Eugene a Washington, poiché lo scienziato afferma di conoscere la causa dell'epidemia e la possibile cura. Nella quinta stagione, dopo la fuga da Terminus, scopre che Eugene ha mentito sull'esistenza di una cura. Dopo la missione per allontanare i vaganti da Alexandria, sulla via di ritorno, lui insieme a Sasha e Daryl incontreranno una banda di salvatori che minaccia loro di ucciderli se non gli avessero consegnato ogni bene di cui dispongono. Durante una ronda con Eugene, lascia da solo l'uomo a causa di un litigio, e gli dice di tornare a casa da solo. Ma quando Eugene viene fatto prigioniero da alcuni salvatori guidati da Dwight, tornerà per salvarlo, aprendo il fuoco sui nemici. Vedendo l'atto di coraggio di Eugene, che durante la sparatoria viene ferito, inizierà a rispettarlo. In seguito Abraham con un gruppo organizzato da Rick andrà a Hilltop, a causa dei dolori di Maggie, ma lungo la strada vengono circondati dai salvatori, catturati e portati al cospetto del loro capo. Qui Abraham con tutto il gruppo riunito e inginocchiato fa la conoscenza di Negan, che dopo aver ricordato loro le azioni commesse contro di lui in passato si appresta a uccidere uno di loro tramite una conta. Finita la conta, si scopre che a morire sotto Lucille, la mazza da baseball di Negan, è proprio Abraham. Dopo l'esecuzione Daryl aggredisce Negan, e per punizione anche Glenn fa la sua medesima sorte. Il suo corpo viene portato a Hilltop insieme a quello di Glenn per celebrare i funerali.

### Eugene Porter
Eugene Porter (stagioni 4-11), interpretato da Josh McDermitt, doppiato da David Chevalier.
È uno scienziato che fa parte del gruppo guidato da Abraham Ford e che dice di conoscere la causa che ha scatenato l'epidemia. Per questo motivo, Abraham e Rosita hanno l'obiettivo di portarlo sano e salvo a Washington, con la speranza che arrivato nella capitale possa essere d'aiuto per trovare una cura. Nella quinta stagione, dopo la fuga da Terminus, confessa di non essere uno scienziato e di aver mentito sull'esistenza di una cura. La sua confessione scatena l'ira di Abraham che picchia violentemente Eugene riducendolo in fin di vita. Arrivato ad Alexandria si occupa della sicurezza tecnologica della comunità. Nella sesta stagione, Rosita decide di insegnargli l'uso del machete insieme ad altri alessandrini. Durante l'invasione della mandria di vaganti, tirerà finalmente fuori il suo coraggio e combatterà a fianco degli altri abitanti, in seguito a questi eventi, esprime il desiderio di voler iniziare a fare le ronde insieme ad Abraham al posto di Sasha. Durante una ronda con Abraham troverà un'acciaieria dove vuole iniziare a produrre munizioni per Alexandria e per Hilltop. Nell'edificio avrà una discussione con Abraham e l'uomo se ne va lasciandolo solo. Verrà trovato da Dwight e da alcuni suoi uomini che lo fanno prigioniero. Viene trasportato fino a che Dwight non trova Daryl in compagnia di Rosita e Denise. Dopo aver distratto Dwight grazie al ritorno di Abraham, Eugene gli morde i genitali per riuscire a liberarsi. Insieme ad Abraham, Daryl e Rosita riusciranno a respingere i nemici, ma non prima di essere ferito da uno di loro. Dopo la morte di Abraham e Glenn per mano di Negan, inizia a riparare una radio per i salvatori a causa dell'accordo forzato tra Negan e Rick. Rosita gli chiederà di produrre un proiettile per una pistola che aveva trovato dai resti dei salvatori che erano presenti alla morte di Denise. In seguito verrà portato via da Negan dopo che Rosita tenta di uccidere quest'ultimo fallendo e chiedendo chi l'avesse fabbricato dopo la morte di Olivia avventura per colpa di Rosita che aveva mentito riguardo al proiettile.

### Rosita Espinosa
Rosita Espinosa (stagioni 4-11), interpretata da Christian Serratos, doppiata da Benedetta Degli Innocenti.
È una giovane soldatessa ispanica appartenente al gruppo guidato dal fidanzato Abraham Ford. Nella quinta stagione, dopo la fuga da Terminus, arrivata ad Alexandria, diventa l'assistente di Pete come medico fino alla morte di quest'ultimo per mano di Rick. Nella sesta stagione svolgerà diversi turni di guardia alle mura della comunità insieme a Spencer e insegnerà a Eugene e altri alessandrini a usare il machete per affrontare i nemici. In seguito viene lasciata da Abraham, a causa della cotta che l'uomo ha per Sasha. Dopo questi eventi sembra avere iniziato una relazione con Spencer, ma la donna non ne sembra ancora convinta. Durante una spedizione con Daryl e Denise, che l'ha invitata per fare superare la sua solitudine, per cercare forniture mediche, incontrano Dwight e alcuni salvatori e assiste alla morte di Denise. Riuscirà a respingere i nemici con l'aiuto di Abraham ed Eugene e faranno ritorno ad Alexandria. Quando Daryl va alla ricerca di Dwight per vendicarsi, Rosita accompagna Glenn e Michonne sul luogo dell'ultimo incontro con i salvatori, per cercare di fermare il ragazzo. Daryl rifiuterà di tornare e Rosita decide di accompagnarlo nella sua ricerca, insieme troveranno l'accampamento di Dwight, ma anche Glenn e Michonne che sono stati catturati. Prima di poter fare qualcosa, Dwight e un suo compagno sono dietro a Rosita e a Daryl, quest'ultimo viene ferito e tutti i quattro alessandrini fatti prigionieri. Verrà poi portata insieme agli altri sul luogo dell'incontro dove incontreranno Negan per la prima volta e assiste all'esecuzione di Abraham e Glenn per mano dell'uomo. Muore, morsa dagli zombi, nell'ultima puntata dell'undicesima e ultima stagione.

### Gabriel Stokes
Gabriel Stokes (stagioni 5-11), interpretato da Seth Gilliam, doppiato da Fabrizio Vidale.
È un prete che vive barricato nella sua chiesa dall'inizio dell'epidemia. Non è abituato a vivere nel nuovo mondo e a difendersi dai vaganti. Salvato da un attacco di vaganti da Rick e compagni, Gabriel decide di accoglierli nella sua chiesa. Nasconde un oscuro segreto: si è barricato in chiesa non aiutando i suoi fedeli che lo supplicavano di farli entrare. In seguito a un'invasione di vaganti e la morte di Beth ad Atlanta, lascia la chiesa e si mette in viaggio con gli altri sopravvissuti fino a giungere ad Alexandria. I sensi di colpa per ciò che ha fatto in passato ai suoi fedeli lo portano a mettere in discussione la sua fede e a compiere azioni che mettono in pericolo la stabilità del rapporto tra il gruppo di Rick e la comunità di Alexandria. Nella sesta stagione accetterà il fatto di dover convivere con il nuovo mondo e dopo essersi scusato con Carl per la sua codardia e per essere andato contro il gruppo di Rick chiederà al ragazzo di insegnargli a difendersi. Dimostra ancora una volta di volere essere utile per il gruppo, quando porta in salvo Judith alla chiesa, durante l'invasione dei vaganti ad Alexandria e quando partecipa con Rick e altri nella missione per uccidere i salvatori.

### Aaron
Aaron (stagioni 5-11), interpretato da Ross Marquand, doppiato da Edoardo Stoppacciaro.
È un uomo che fa parte della comunità di Alexandria. Si occupa di reclutare le persone ed è colui che porta Rick, all'inizio riluttante, e il suo gruppo ad Alexandria. Partecipa alla missione per uccidere i salvatori e liberare Craig, un abitante di Hilltop. Infine partecipa anche alla missione per portare Maggie, malata, a Hilltop. In questa verrà catturato e portato al cospetto di Negan, che ucciderà Abraham e Glenn. Dopo questa faccenda andrà con Rick a cercare provviste per Negan, al loro ritorno i salvatori sono già ad Alexandria, e viene preso a botte da due di loro, per aver letto un biglietto che sembrava un insulto per loro. Si unirà a Rick, Michonne, Tara e Rosita nella ricerca di Gabriel, quest'ultimo aveva lasciato un messaggio che si riferiva alla casa galleggiante che Aaron e Rick avevano trovato e giunti sul posto, quest'ultimi e le donne vengono circondati da dei sopravvissuti armati.

### Jessie Anderson
Jessie Anderson (stagioni 5-6), interpretata da Alexandra Breckenridge, doppiata da Gemma Donati.
È una donna che vive ad Alexandria insieme al marito Pete e ai figli Ron e Sam. Jessie accoglie calorosamente Rick nella comunità, tagliandogli i capelli. Subisce i maltrattamenti del marito, fino all'intervento di Rick (il quale ha instaurato con Jessie un feeling particolare) che porta all'allontanamento di Pete dalla sua famiglia. In seguito a un raptus di follia Pete uccide Reg, il marito di Deanna Monroe, leader della comunità, e su suo ordine Rick gli spara in faccia. Nella sesta stagione inizia a diventare più combattiva per la sicurezza dei figli e Rosita decide di insegnarle l'uso del machete insieme ad altri alessandrini. Inoltre tra Rick e lei nasce un'attrazione e una storia d'amore, molto breve, a causa della tragica fine di Jessie, che muore sbranata da una mandria di vaganti dopo avere assistito scioccata alla morte del figlio Sam.

### Deanna Monroe
Deanna Monroe (stagioni 5-6), interpretata da Tovah Feldshuh, doppiata da Cinzia De Carolis.
È la leader della comunità di Alexandria. Ha un marito di nome Reg e due figli di nome Spencer e Aiden. Prima dell'epidemia era un politico. Accoglie il gruppo di sopravvissuti nella propria cittadina e assegna a ciascuno di essi un lavoro utile per la comunità. Inizialmente in disaccordo con i modi duri e spesso violenti di Rick e compagni, in seguito alla morte del figlio Aiden e del marito Reg, capisce che per sopravvivere al nuovo mondo bisogna combattere ed essere forti. Durante la sesta stagione, disegna i progetti per l'espansione della comunità e li consegna a Rick. Dopo che la mandria di vaganti entra ad Alexandria verrà morsa per salvare Rick. Dopo che Rick e gli altri si camuffano con le viscere dei vaganti per uscire dalla casa di Jessie e salvarsi dalla mandria, Deanna rimane sola nella casa pronta a suicidarsi ma quando sente che i vaganti stanno salendo le scale dove si trova lei, esce dalla stanza e comincia a spararli fino all'ultimo colpo prima di essere divorata dai non morti. Due mesi dopo viene ritrovata nel bosco in stato di vagante da Carl e Enid e successivamente da Michonne e Spencer, quest'ultimo la accoltella dietro la testa.

### Spencer Monroe
Spencer Monroe (stagioni 5-7), interpretato da Austin Nichols, doppiato da Daniele Giuliani.
È il figlio di Reg e Deanna e fratello di Aiden. È un cecchino e si occupa di sorvegliare i confini di Alexandria dalla torre di controllo. Salva la comunità uccidendo il conducente di un camion diretto ad Alexandria, per sfondare le recinzioni. Durante l'assedio dei vaganti, cerca di far capire agli abitanti della comunità di non depredare la dispensa, trovando il parere di Olivia, responsabile di essa. Purtroppo Spencer non riesce a controllarsi e prende qualcosa nella dispensa, Deanna non è d'accordo. Inoltre cerca di superare la recinzione di vaganti fuori dalle mura con un filo, ma l'intervento non ha successo, visto che Rick lo fermerà. Qualche giorno dopo avviene l'invasione dei vaganti ad Alexandria. Spencer si salva, ma la madre viene prima morsa e poi muore risvegliandosi come vagante. Due mesi dopo, durante un'uscita dalle mura con Michonne, ucciderà sua madre divenuta vagante nel bosco, per porre fine alle sue sofferenze.

### Enid
Enid (stagioni 5-9), interpretata da Katelyn Nacon, doppiata da Vittoria Bartolomei.
È una ragazzina che da pochi mesi fa parte della comunità di Alexandria. Fidanzata di Ron e amica di Mikey, suscita sin da subito l'interesse di Carl. Dopo l'assalto dei lupi decide di lasciare la comunità e di avventurarsi nei boschi. Durante questo lasso di tempo, trova e soccorre Glenn e insieme riusciranno a dare un segnale della loro sopravvivenza al resto degli alessandrini. Dopo le morti di Abraham e Glenn, decide di andare a Hilltop per restare con Maggie che ormai considera essere la sua famiglia.

### Dwight
Dwight (stagioni 6-8), interpretato da Austin Amelio, doppiato da Simone Crisari.
È un uomo che comanda il piccolo gruppo composto da lui, le sorelle Tina e Sherry, della quale è il marito, e una donna di nome Patty e si rivela essere anche un ottimo intagliatore di legna. Quando Daryl incontra le due sorelle, Dwight lo mette fuori combattimento e gli ruba la balestra. Il trio spiega che vogliono consegnarlo a un certo Wade per essere lasciati in pace, ma prima devono recuperare Patty. Dopo il mancamento di Tina a causa del diabete, lui e le sorelle si ricrederanno su Daryl quando egli restituirà la borsa con l'insulina che durante la fuga aveva rubato e quando l'arciere li salverà dagli uomini di Wade. Nonostante la proposta di Daryl di essere condotti ad Alexandria, Dwight e Sherry gli rubano di nuovo la balestra e la moto per poi allontanarsi. Potrebbe essersi riunito a Negan e ai salvatori, infatti quando Rick porta una squadra nella base di Negan per eliminarli, Daryl nota la moto rubatagli da Dwight mesi prima.

### Jesus
Paul Rovia / Jesus (stagioni 6-9), interpretato da Tom Payne, doppiato da Emiliano Coltorti.
È un membro di spicco e reclutatore della comunità di Hilltop. È un esperto di arti marziali. Incontra Rick e Daryl nei pressi di una stazione di servizio e imbroglierà i due per poter rubar loro il camion pieno di provviste che avevano trovato. Verrà subito rintracciato, poiché era riuscito a salire sopra il camion e dopo una breve colluttazione viene fatto prigioniero, venendo portato ad Alexandria. Jesus condurrà il gruppo di Rick alla sua comunità, Hilltop, comandata da Gregory, per proporre uno scambio di viveri fra Hilltop e Alexandria, che si risolverà tramite una missione con alessandrini e abitanti di Hilltop per distruggere una base dei salvatori, per portare a casa Craig, prigioniero. Jesus parteciperà alla missione. Quando Maggie e Sasha vanno a Hilltop dopo la morte dei loro compagni, Paul racconta a Sasha che egli non potrebbe mai sostituire Gregory come leader e insieme alle ragazze cerca una soluzione per farle rimanere alla comunità. Più avanti Jesus si unisce ad alcuni alessandrini per recarsi a Oceanside e prendere delle armi con cui combattere i salvatori. Dopo una battaglia fra Alexandria, Hilltop e Regno contro Negan e Jadis con i loro uomini, si reca insieme a Maggie nel bosco dove trovano Sasha zombie e la abbatteranno.

### Gregory
Gregory (stagioni 6-9), interpretato da Xander Berkeley, doppiato da Fabrizio Pucci.
È il leader codardo della comunità di Hilltop. Ha fatto un patto con il leader dei salvatori, Negan. Prima dell'arrivo del gruppo di Rick aveva mandato alcuni abitanti a consegnare delle scorte a Negan, ma il giorno dell'arrivo di Rick, un abitante di Hilltop, Ethan, di ritorno dalla missione finita male, attenta alla vita di Gregory che viene salvato da Rick e gli altri. Dopo questi eventi Gregory viene curato dal medico di Hilltop e farà un accordo con Maggie e gli alessandrini, ovvero dare loro delle provviste in cambio dell'annientamento di Negan e dei salvatori, salvando Craig, fratello di Ethan, nelle mani dei nemici. Si dimostra molto contrariato nei confronti della presenza di Maggie e Sasha a Hilltop dopo il fallimento di Alexandria nello sconfiggere Negan e i salvatori, poiché teme una reazione negativa da parte di Negan. Ruba l'orologio appartenente a Glenn, ma Maggie lo scopre e gli tira un pugno in faccia per poi riprenderselo. Durante l'incontro con Simon, il quale aveva intuito che Gregory nascondeva qualcosa, dimostra ancora una volta la sua codardia, portando il salvatore davanti al nascondiglio di Maggie e Sasha per consegnarle, restando stizzito nel trovare invece i suoi alcolici personali. Jesus infatti aveva nascosto le donne da un'altra parte e Gregory consegna a malincuore i suoi alcolici pregiati a Simon. Dopo la guerra cercherà di farsi eleggere di nuovo leader di Hilltop, ma senza successo. In seguito tenta di far uccidere Maggie, ma fallisce e alla fine viene impiccato per i suoi crimini.

### Negan
Negan (stagioni 6-11), interpretato da Jeffrey Dean Morgan, doppiato da Fabrizio Temperini.
È il leader dei Salvatori, mentre in passato lavorava come allenatore in una scuola superiore. Appare nel finale della sesta stagione, portandosi dietro una schiera di 50 uomini che circondano il gruppo di Rick, i quali stavano trasportando Maggie a Hilltop. La sua arma preferita è una mazza da baseball avvolta nel filo spinato che lui chiama "Lucille". Sottometterà psicologicamente il gruppo di Rick e dopo averli fatti inginocchiare, annuncia che da quel momento Alexandria lavorerà per lui, quindi si appresta a uccidere uno di loro con Lucille per vendicare i suoi uomini uccisi precedentemente dagli alessandrini. Per poter scegliere chi uccidere comincia a fare una conta che si scopre che la vittima designata è Abraham (che uccide brutalmente), ma a causa di Daryl che cerca di aggredire l'uomo, Negan uccide anche Glenn per punire tutto il gruppo. Prima di andarsene con i suoi uomini, Negan inizia un gioco psicologico con Rick, spaventandolo a tal punto da spingerlo ad amputare il braccio del figlio per salvare tutti i compagni rimasti.

### Simon
Simon (stagioni 6-8), interpretato da Steven Ogg, doppiato da Oreste Baldini.
È uno dei luogotenenti di Negan, nonché suo braccio destro. Simon, sebbene sia apparentemente normale, ha dei comportamenti strani nei confronti di Gregory. Ama l'arte, soprattutto il quadro di Van Dick con Carlo V a cavallo. Ha un forte senso del dovere e rispetta molto Negan. È incaricato di ricevere le provviste da Hilltop, parlandone con Gregory, con cui ha un rapporto singolare. Ha intuito però che Gregory nasconde qualcosa e avrà una discussione con lui per capire come mai i soldati dell'avamposto di Negan sono stati eliminati così facilmente e di come siano riusciti a uccidere i vaganti che lui aveva fatto entrare a Hilltop. Simon comunica inoltre che alcuni uomini di Hilltop, poco in forma, sono stati trucidati. Dopo la fuga di Daryl andrà a cercarlo a Hilltop e ad Alexandria, ma non lo trova. Successivamente si reca di nuovo a Hilltop per prelevare Harlan Carson, medico della cittadina, in sostituzione del fratello di quest'ultimo, Emmett, ucciso da Negan. Prima di tornare alla base, Gregory gli fa sapere che qualcuno potrebbe cospirare contro Negan, Simon allora gli fornisce le coordinate e un lasciapassare per il Santuario, dicendogli di andarlo a trovare se dovesse sapere qualcosa e insieme si occuperanno del problema. Simon partecipa alla prima battaglia tra Alexandria e i Salvatori. Egli fugge e si salva. Tornato al Santuario lui, Negan e Dwight comunicano che i Salvatori sono in guerra. Nell'ottava stagione passerà per sciocco davanti a Negan poiché si era fidato di Gregory, ormai privo di ogni autorità a Hilltop. Durante la prima riunione viene rimproverato aspramente da Negan poiché aveva proposto di sterminare l'intera colonia di Hilltop. Negan adirato gli ricorda che le persone sono una risorsa e che non è lui il capo. Durante l'assenza temporanea di Negan assume lui il controllo del Santuario. Più avanti blocca Maggie e Jesus diretti al Regno, dicendo che la loro comunità sarebbe stata risparmiata se avessero continuato a produrre oppure avrebbe ucciso Jerry e portato Maggie a Hilltop per ucciderla davanti a tutti. Rivela inoltre che sono usciti grazie a Eugene. Poi uccide Neil e si allontana con i suoi uomini. Negan lo incaricherà di uccidere un residente della discarica per mettere tutti gli altri in riga, ma siccome non ottiene delle scuse sincere da Jadis, lui darà l'ordine di sterminare l'intera comunità a eccezione di Jadis. Successivamente viene ammazzato da Negan in duello.

### Ezekiel
Ezekiel (stagioni 7-11), interpretato da Khary Payton, doppiato da Massimo Bitossi.
È un ex guardiano dello zoo e attore teatrale che è diventato il leader degli abitanti del Regno, per questo si fa chiamare il Re. Ha una tigre domestica di nome Shiva, salvata dallo zoo in cui egli lavorava durante le prime fasi dell'epidemia. Eziekel riesce infatti ad addomesticare con facilità la tigre, che ora difende il palazzo reale della città. Tra i due c'è un rapporto di reciproco rispetto, non essendoci un padrone. La sua arma principale è una spada la cui custodia funge anche da bastone. L'uomo è legato particolarmente a un ragazzo del regno, Benjamin, e quindi al fratello minore di quest'ultimo, Henry. Ha accettato anche lui l'accordo con Negan e i salvatori, ma ha tenuto all'oscuro della faccenda i cittadini del Regno, temendo che essi avrebbero voluto combattere contro i nemici, perciò gli scambi avvengono fuori dalle mura della comunità. Inoltre ha ideato un piano per eliminare la minaccia dei Salvatori, esso consiste nel donare ai nemici, dei maiali allevati con carne infetta di zombie, pensando che questo possa infettare tutti i Salvatori. Accoglie Morgan e Carol nella sua comunità e chiede a Morgan di diventare il mentore di Benjamin. Capisce subito che Carol recita la parte della donna indifesa e le confessa di essere lui stesso un bugiardo che recita la parte del Re solo per proteggere la sua comunità. Partecipa alla guerra contro i Salvatori insieme alle altre comunità (dove perde la sua tigre domestica, Shiva). 2 anni dopo la sconfitta dei Salvatori chiede a Carol di sposarlo e insieme adottano Henry. 6 anni dopo Ezekiel e Carol controllano il "Regno" ora un luogo di pace e tranquillità. Durante il viaggio per raggiungere il punto dove Eugene ha ricevuto la chiamata rivela a tutti (tranne Carol) che ha il cancro in fase terminale e che non gli rimane molto da vivere.

### Jerry
Jerry (stagioni 7-11), interpretato da Cooper Andrews, doppiato da Emilio Mauro Barchiesi.
È un abitante del Regno ed è anche l'amministratore di Ezekiel. Brandisce una grossa ascia come arma che perde dopo lo scontro all'avamposto di Gavin. In quell'occasione è l'unico soldato del re a salvarsi, in più uccide Gunther, un salvatore che stava per uccidere Ezekiel. Dopo la fine della guerra ha messo su famiglia con Nabila.

### Jadis
Anne / Jadis (stagioni 7-9), interpretata da Pollyanna McIntosh, doppiata da Federica De Bortoli.
È la leader del gruppo della discarica, donna poco socievole e dall'atteggiamento apatico. Stringe un accordo con Rick per combattere i salvatori dopo aver visto il valore del leader di Alexandria contro uno zombie ben corazzato. Rick, ferito brutalmente, riesce a convincere la donna sul numero delle armi da dare e da ottenere. Rick e Michonne troveranno quindi 63 armi e gliele consegnano, ma quest'ultima ne pretende almeno il doppio e manda gli alessandrini a cercarne delle altre. Jadis è anche menefreghista e provocatoria, infatti chiederà a Michonne se le fosse dispiaciuto se lei e Rick avessero avuto un rapporto sessuale, mentre attendono l'arrivo dei Salvatori. Tradirà la fiducia Rick durante la prima battaglia contro Negan con la quale ha stipulato un accordo migliore. Sparerà al fianco dello sceriffo e lo condurrà da Negan per fargli ricevere la sua punizione.

### Siddiq
Siddiq (stagioni 8-10), interpretato da Avi Nash, doppiato da Lorenzo De Angelis.
È un uomo musulmano che Carl incontra durante il periodo di guerra contro i salvatori. Prima dell'epidemia si stava specializzando in medicina. Carl gli regala del cibo sebbene il padre fosse contrario all'idea e in seguito lo andrà a cercare per portarlo ad Alexandria. Prima di andare ad Alexandria racconta a Carl il numero di vaganti che ha ucciso per liberare le loro anime come gli diceva di fare sua madre, morta durante l'apocalisse. Per aiutarlo Carl verrà morso da un vagante e condannato a morte. Prima che il figlio di Rick muoia, Siddiq lo ringrazierà e gli dice che avrebbe onorato il suo nome e che tutti sapranno ciò che ha fatto per lui e Alexandria
Dopo sei anni Siddiq lavora come medico a Hilltop e a una relazione con Rosita, durante un festival del cinema inaugurato da Carol egli viene rapito da altri 8 abitanti da Alfa e osserva illeso i suoi amici e conoscenti venire uccisi e impalati come segno di guerra portandolo a un forte trauma psicologico che lo tormenterà per mesi. Tornato a Hilltop, insieme all'aiuto del nuovo medico Dante, si prende cura degli abitanti che misteriosamente iniziano a sentirsi male per via di una malattia non specificata che porta solo a più morti. Siddiq scoprirà che ciò è dovuto al condotto idrico manomesso da Dante che si rivela una spia dei Sussurratori. Siddiq cerca di avvertire gli altri ma viene ucciso strangolato da Dante.

### Alden
Alden (stagioni 8-11), interpretato da Callan McAuliffe, doppiato da Flavio Aquilone.
È un membro dei salvatori che si arrende a Jesus e portato a Hilltop come prigioniero. Si dimostra molto cordiale con Maggie in modo da convincerla a trattare meno duramente i suoi compagni. Quando Jared riesce a fuggire con gli altri prigionieri, Alden viene abbandonato a Hilltop da quest'ultimi. Alden lascia definitivamente i salvatori e aiuta i coloni di Hilltop, salva inoltre la vita di Siddiq abbattendo un vagante. Dopo la sconfitta di Negan si stabilisce a Hilltop per aiutare a costruire beni materiali come letto nel libro che Georgie aveva consegnato a Maggie.

### Magna
Magna (stagioni 9-11), interpretata da Nadia Hilker, doppiata da Valentina Favazza (ep. 9x05-9x08) e Barbara Pitotti (ep. 9x09-in corso).
È una ragazza forte, furba, dura e intelligente che in passato lavorava come cameriera in una stazione di camionisti, inoltre ha passato molto tempo in prigione come suggerisce il suo tatuaggio. Dopo l'epidemia è diventata la leader del suo gruppo, di cui fa parte anche la sua fidanzata Yumiko. Le sue armi principali sono dei pugnali che porta in una guaina sulla sua gamba. Viene salvata dai vaganti insieme ai suoi compagni da Judith e condotta ad Alexandria. Tuttavia il suo comportamento costa al gruppo il soggiorno nella comunità. Per questo il gruppo verrà scortato fino a Hilltop.

### Yumiko
Yumiko (stagioni 9-11), interpretata da Eleanor Matsuura, doppiata da Eleonora Reti.
È una donna che fa parte del gruppo guidato dalla sua fidanzata Magna. In passato Era un'avvocato e ha difeso quest'ultima da una sentenza. La sua arma principale è l'arco e possiede una collana con un coltello nascosto.

### Connie
Connie (stagioni 9-11), interpretata da Lauren Ridloff.
È la sorella sorda di Kelly, entrambe fanno parte del gruppo di Magna. In passato era una giornalista del liceo. La sua arma principale è una fionda.

### Alpha
Alpha (stagioni 9-10), interpretata da Samantha Morton, doppiata da Barbara De Bortoli.
È la spietata leader dei Sussurratori. Ha una figlia, Lydia. È una psicopatica che crede fortemente nel concetto di sopravvivenza e che solo i più forti possono vivere, eliminando i più deboli, si è dimostrata senza rimpianto nel compiere le sue azioni pure sacrificando la vita di suo marito e tutti i sopravvissuti con cui era scappata credendo che non sarebbero solo diventati un peso. Anni dopo lei e sua figlia incontrarono Beta in un edificio abbandonato e i due finirono per andare molto d'accordo dato che condividevano lo stesso folle ideale. Grazie alla sua abilità nel reclutare adepti Alfa ha creato un gruppo estremamente vasto di persone che usano maschere per mescolarsi con l'orda di zombie imitando anche l'atteggiamento. Nonostante Carol cerchi di risolvere pacificamente la faida, sottovaluta la pericolosità di Alfa che in risposta uccide Jesus, distrugge Hilltop, rapisce, uccidendo e impalando 9 membri di Alexandria compresi Tara e Henry e dirige un'orda immensa di zombie su le comunità. Solo grazie all'aiuto di Negan, che si infiltra tra i sussurratori e guadagna la fiducia di Alfa, Lydia, che decide di tradire la madre consapevole della sua pericolosità, e al temporaneo aiuto di Gamma, Carol riesce a portarla in una trappola dove verrà sgozzata e impalata da Negan per vendetta da parte di Carol.

### Lydia
Lydia (stagioni 9-11), interpretata da Cassady McClincy, doppiata da Sara Labidi.
È la giovane figlia di Alpha. Viene catturata dal gruppo di Alexandria e portata a Hilltop per essere interrogata da Daryl sul suo gruppo e il loro scopo. Stabilirà un legame di fiducia con Henry a cui racconterà varie storie sul proprio passato e sul suo gruppo.

### Beta
Beta (stagioni 9-10), interpretato da Ryan Hurst, doppiato da Massimo De Ambrosis.
È il secondo in comando dei Sussurratori. È un uomo alto oltre 2 metri e un grande combattente dalla forza sovrumana e un grande stratega. Prima dell'apocalisse era un cantante country. ha incontrato Alfa e sua figlia in un edificio abbandonato anni prima dove si era rifugiato con suo fratello, zombificato e poi ucciso dalla stessa Alfa, e quest'ultima lo motiva a sopravvivere e formare un gruppo che si possa "mescolare" con gli zombie. si sfida con Daryl più volte venendo battuto con l'astuzia. dopo la morte di Alfa prende il controllo dei Sussurratori e dirige un'orda di zombie verso Alexandria. Viene reso cieco da Daryl e Negan e poi divorato dall'orda di zombie che lui dirigeva.

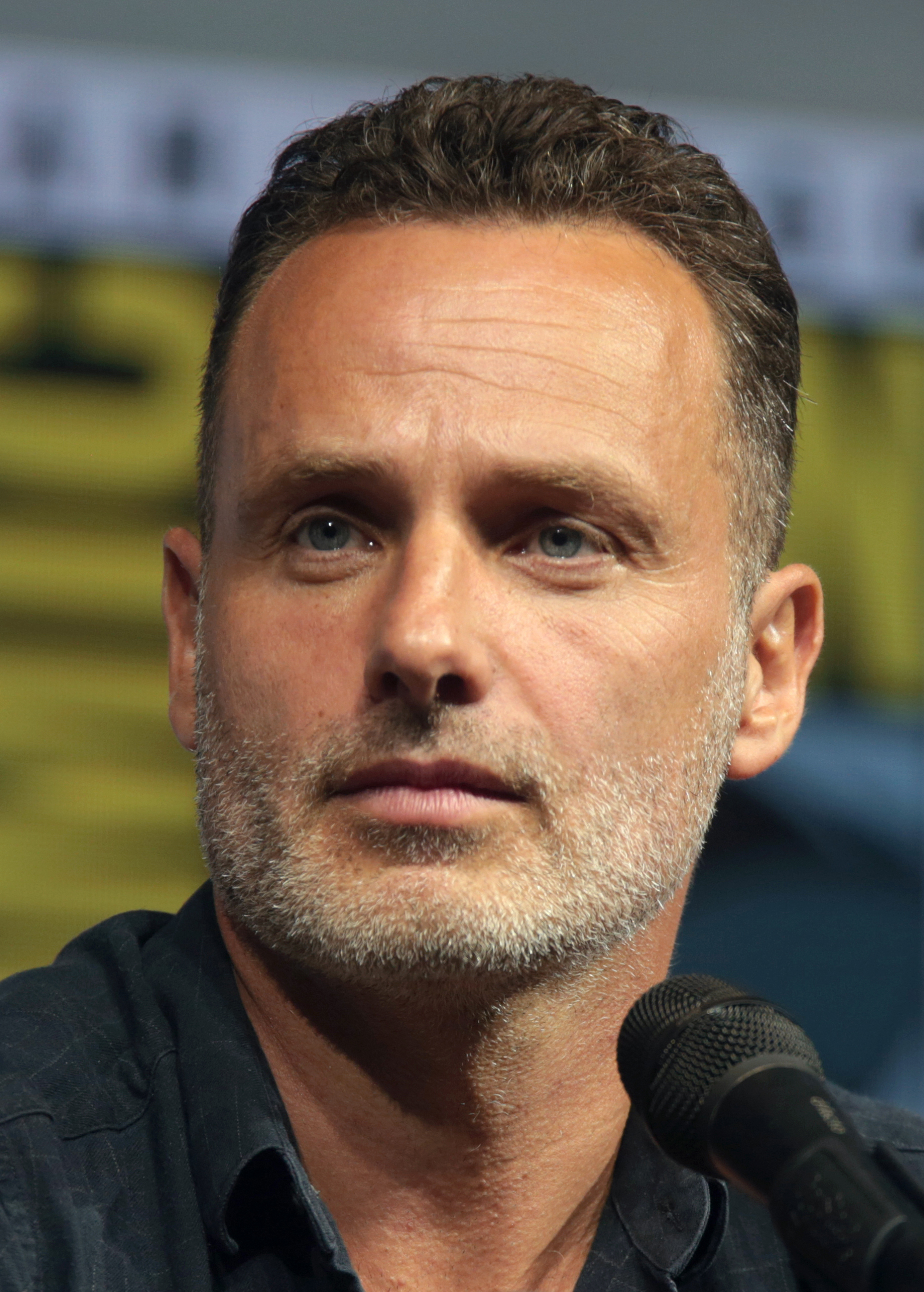
Andrew Lincoln interpreta Rick Grimes
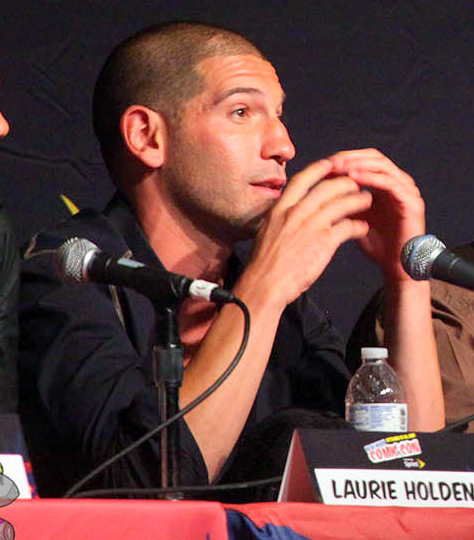
Jon Bernthal interpreta Shane Walsh
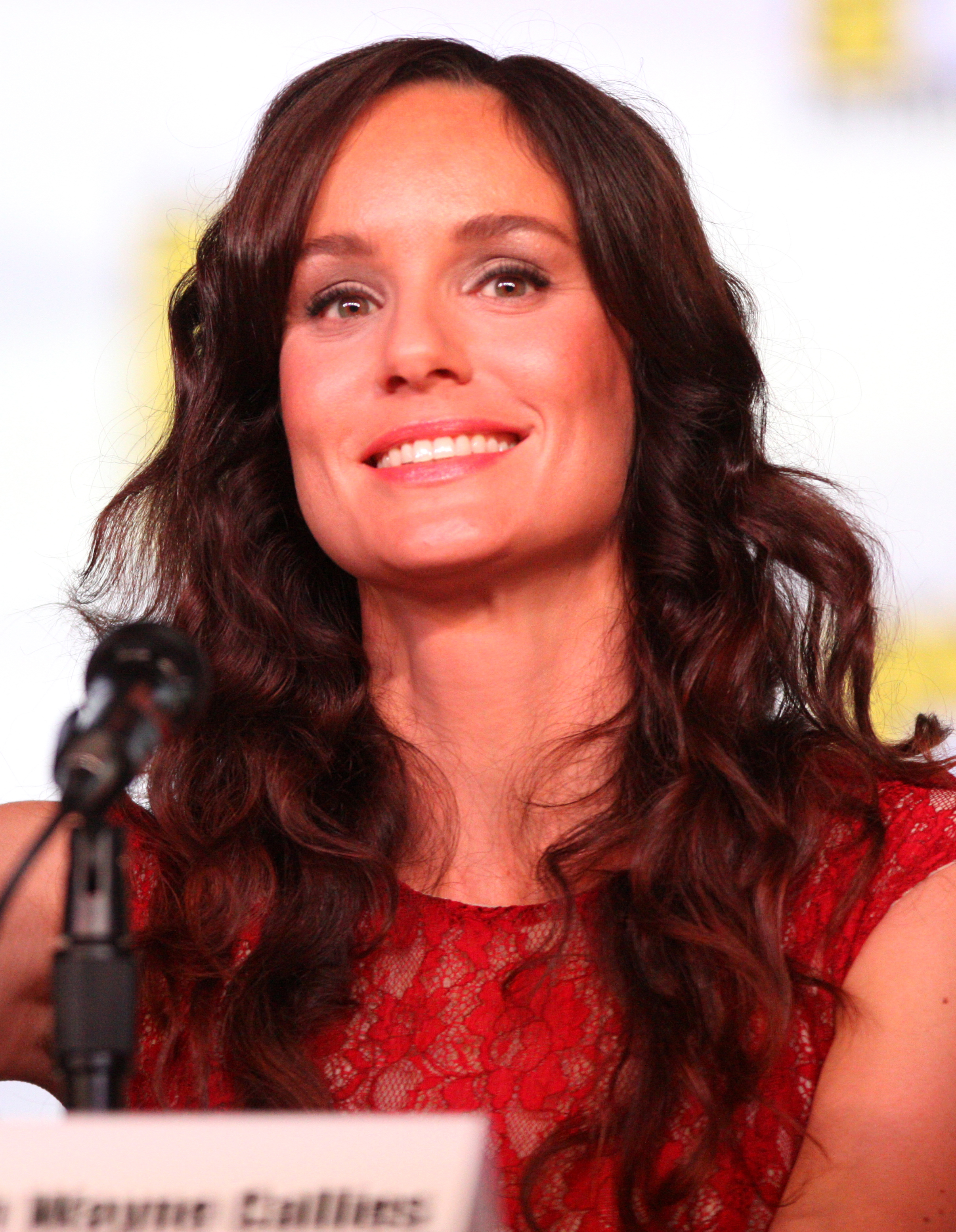
Sarah Wayne Callies interpreta Lori Grimes
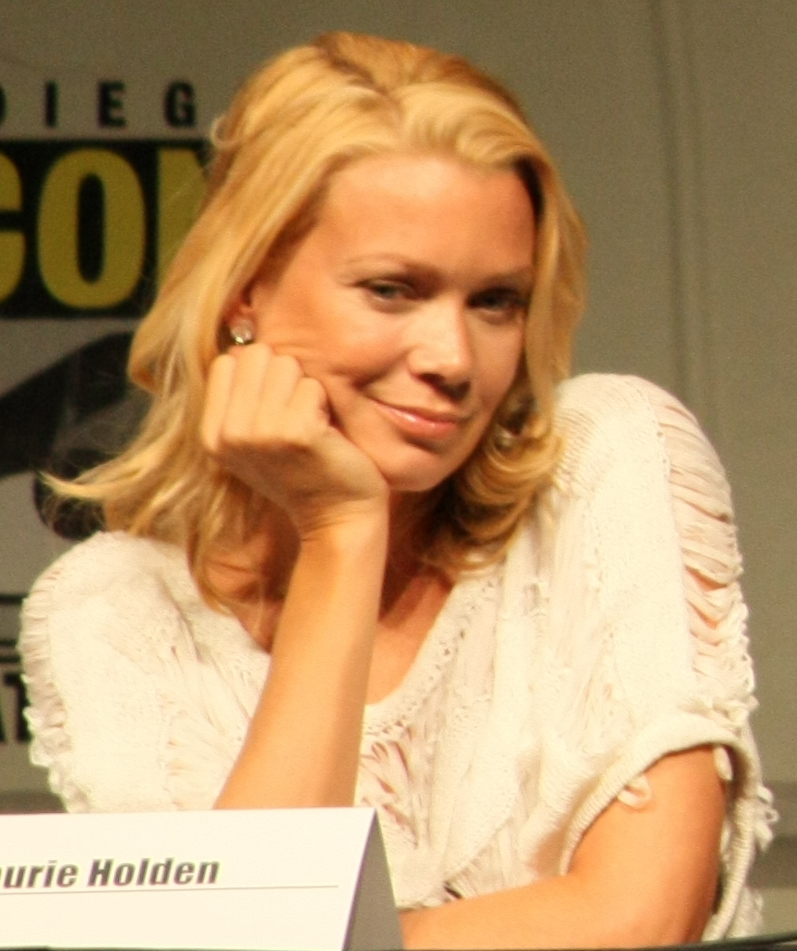
Laurie Holden interpreta Andrea
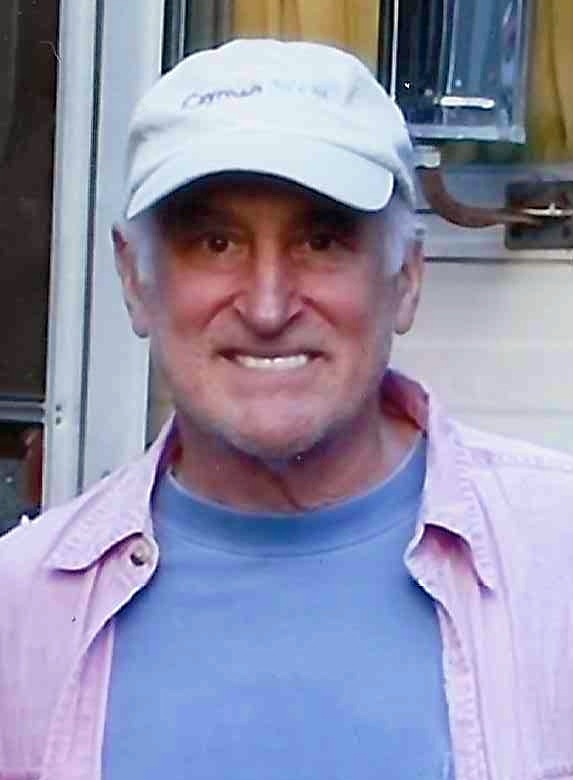
Jeffrey DeMunn interpreta Dale Horvath
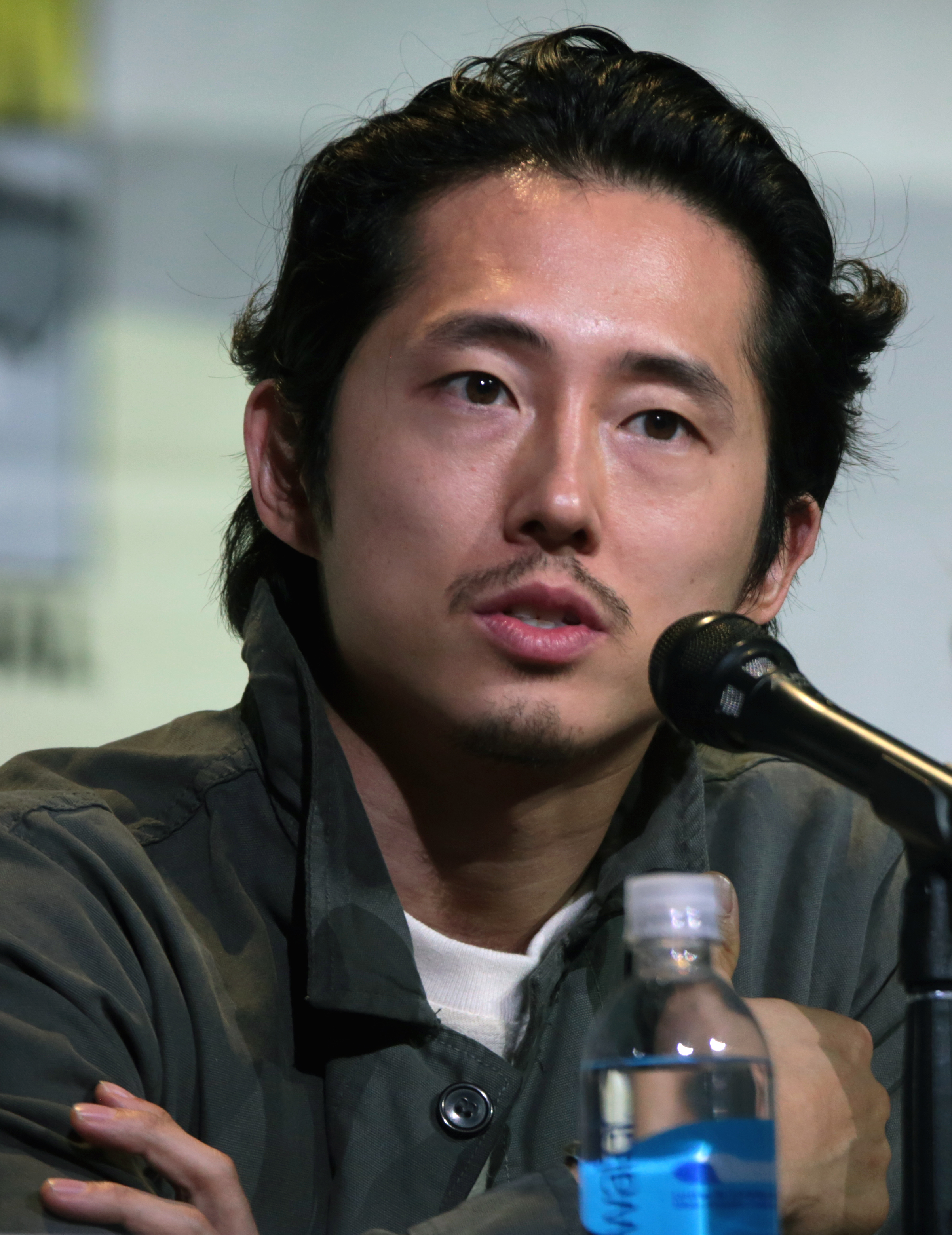
Steven Yeun interpreta Glenn Rhee
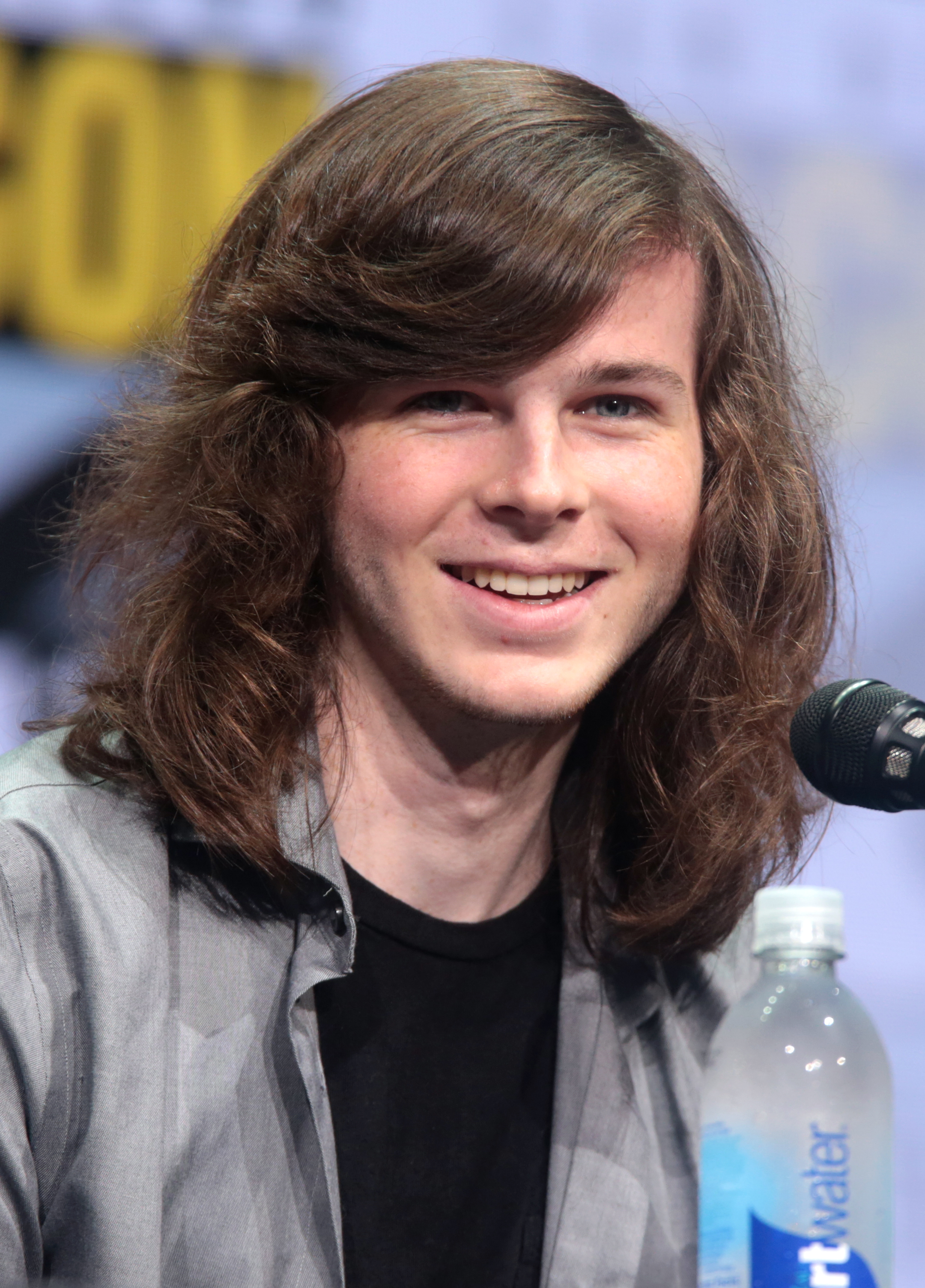
Chandler Riggs interpreta Carl Grimes
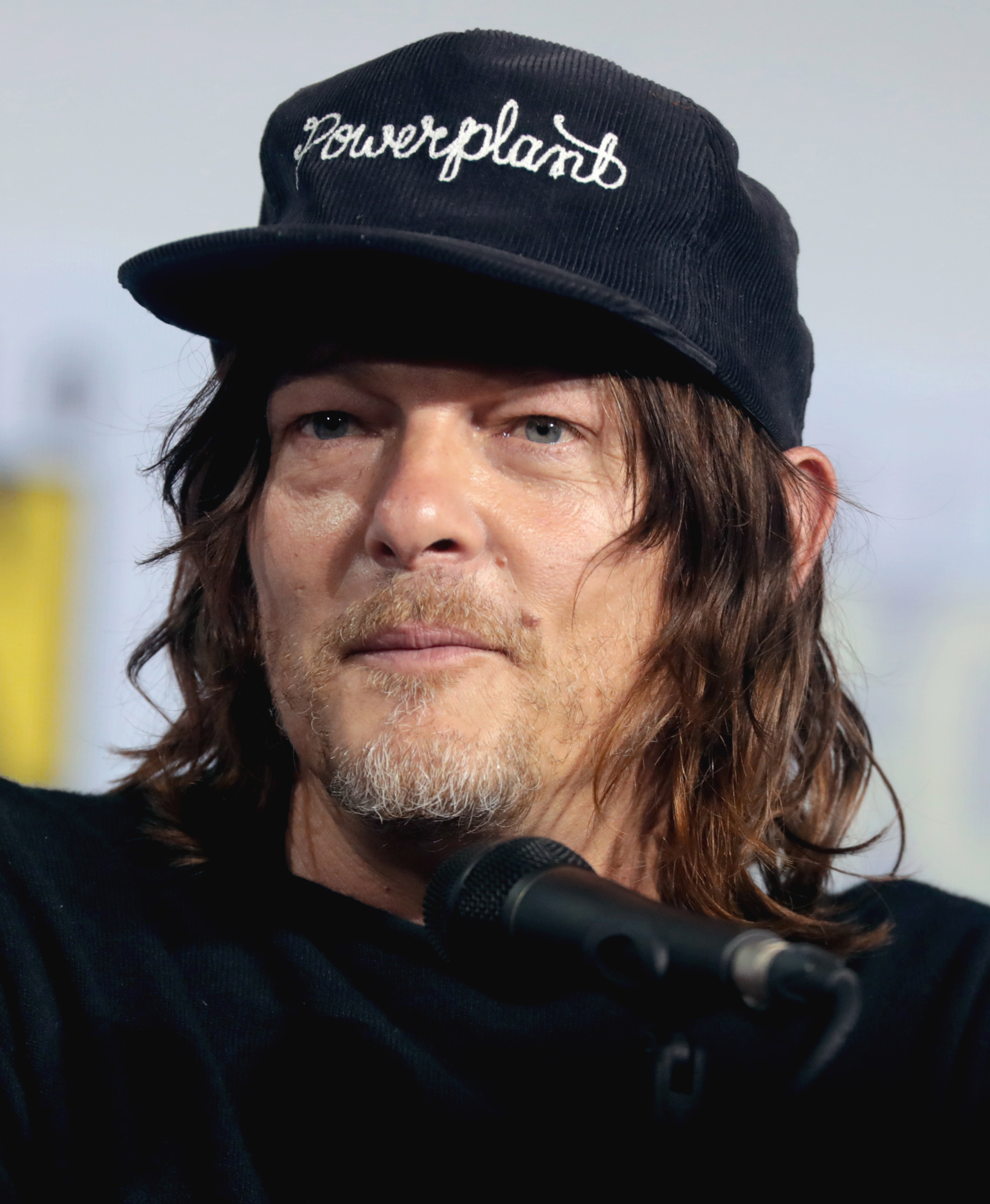
Norman Reedus interpreta Daryl Dixon
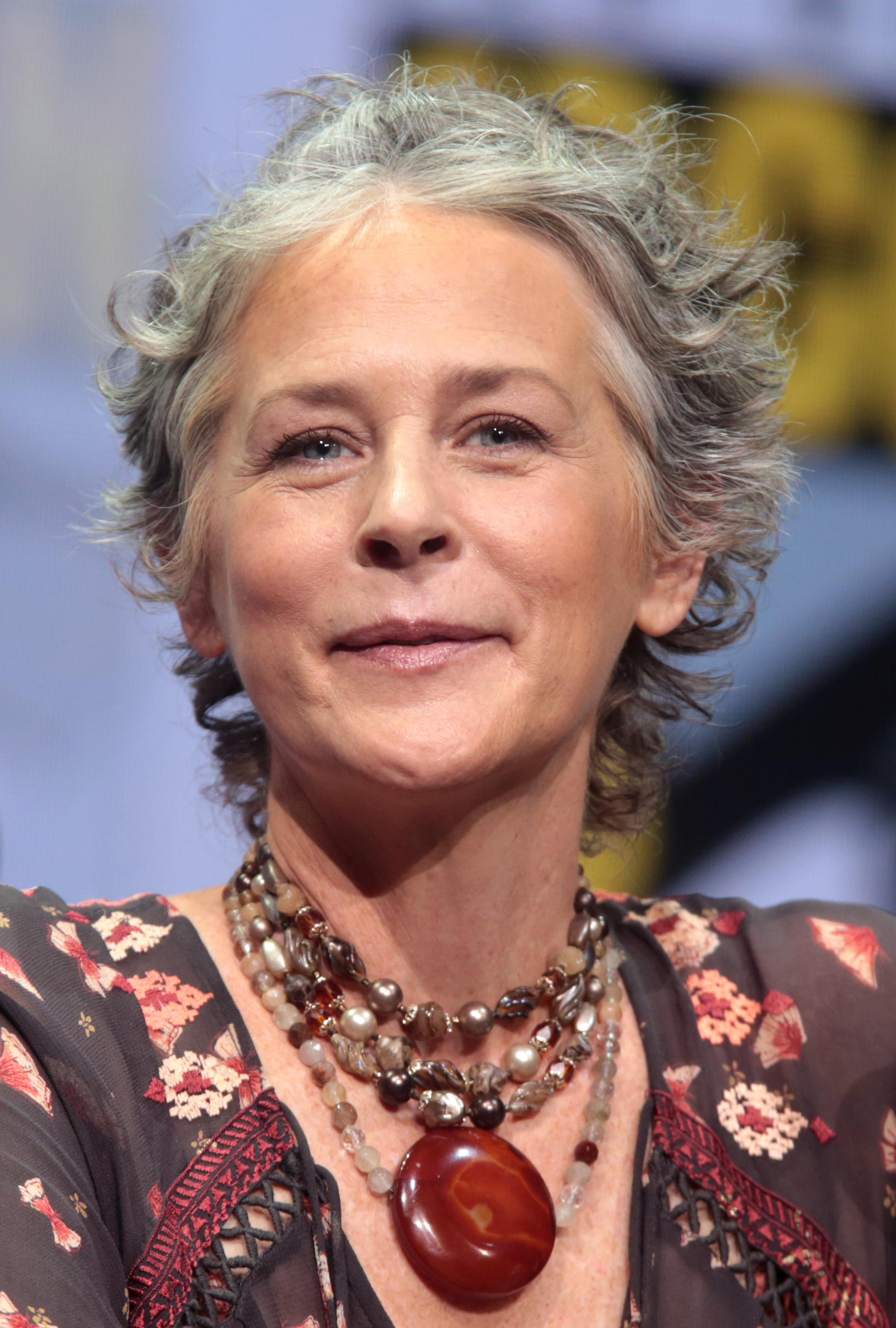
Melissa McBride interpreta Carol Peletier
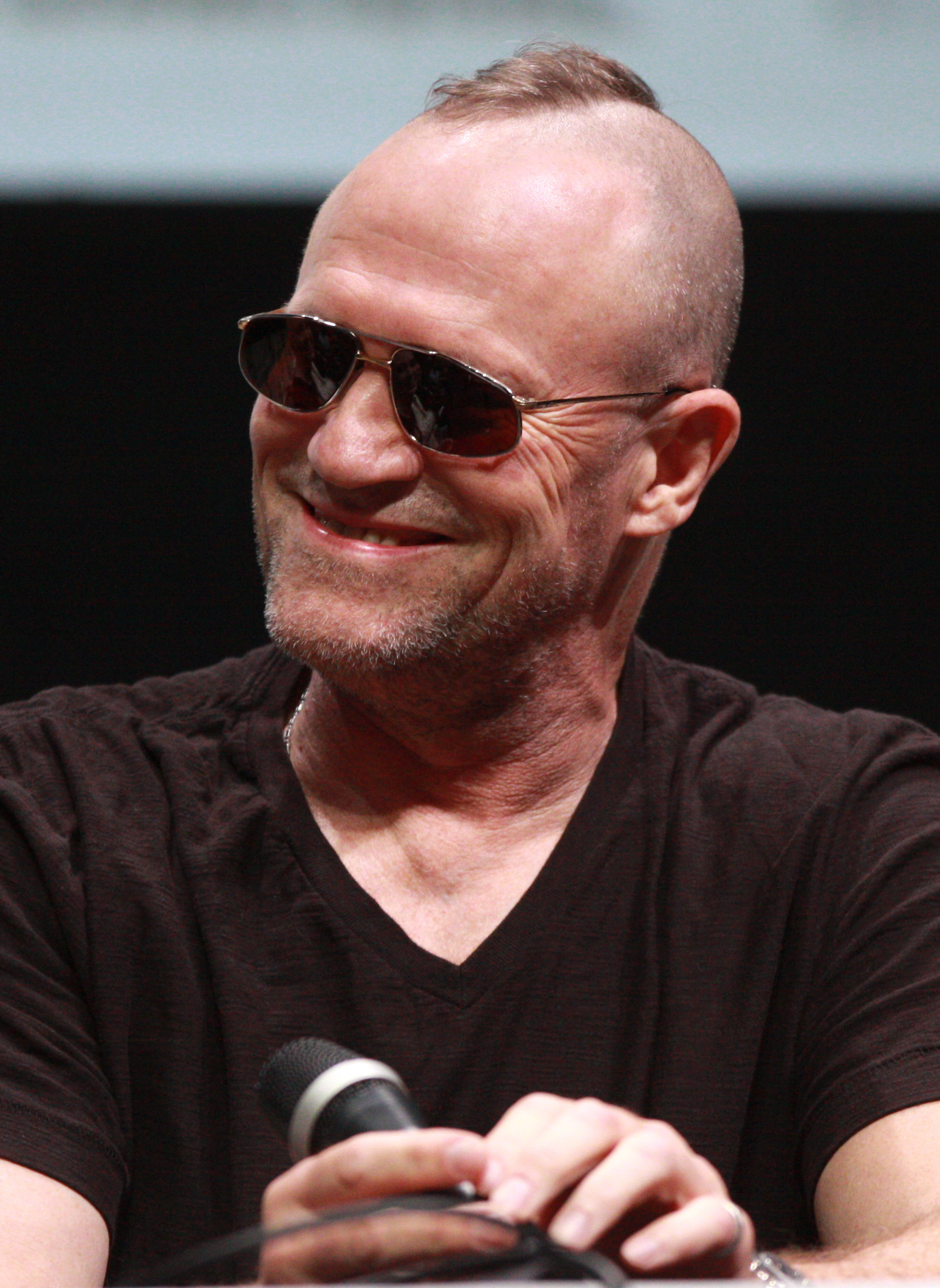
Michael Rooker interpreta Merle Dixon
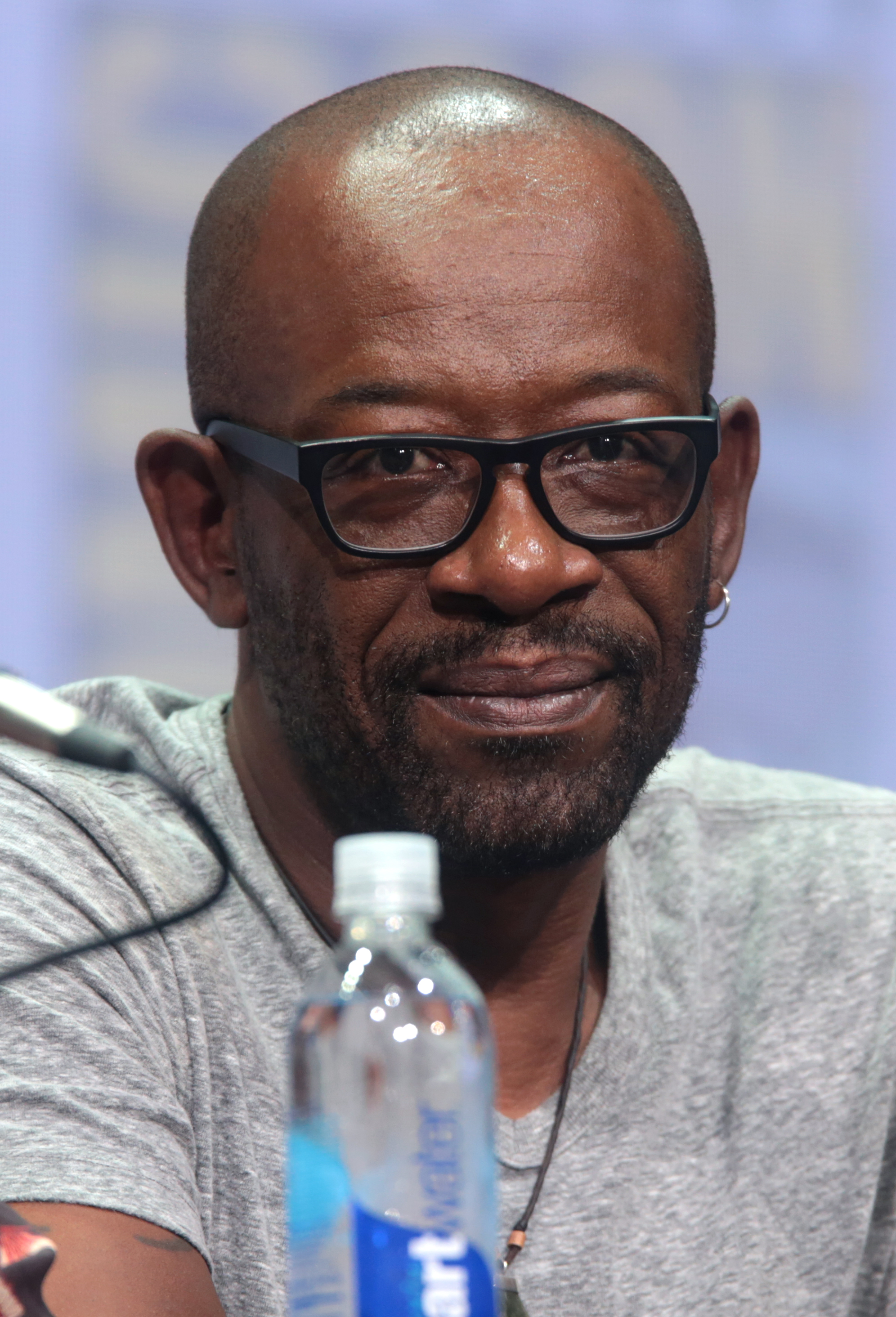
Lennie James interpreta Morgan Jones
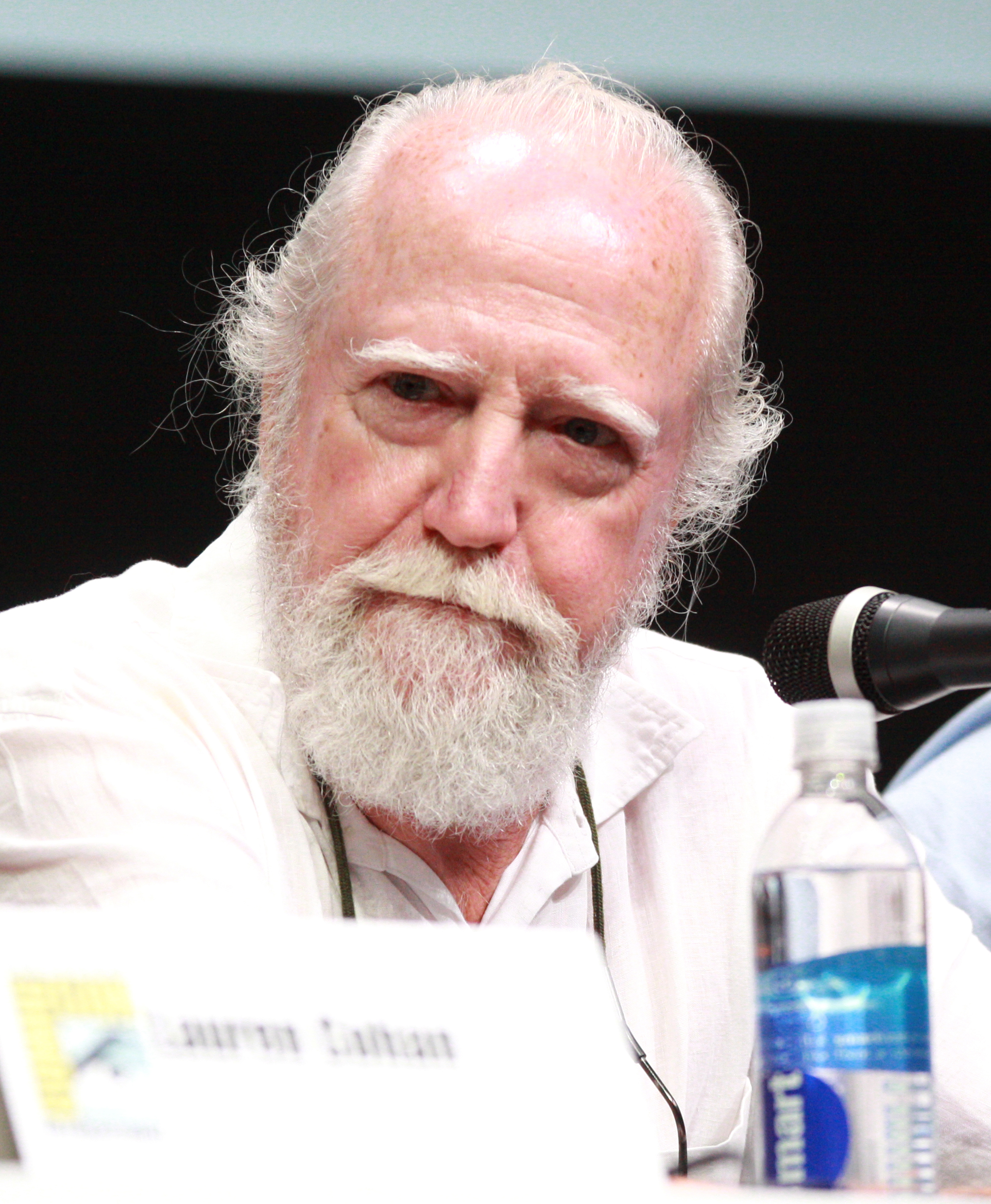
Scott Wilson interpreta Hershel Greene
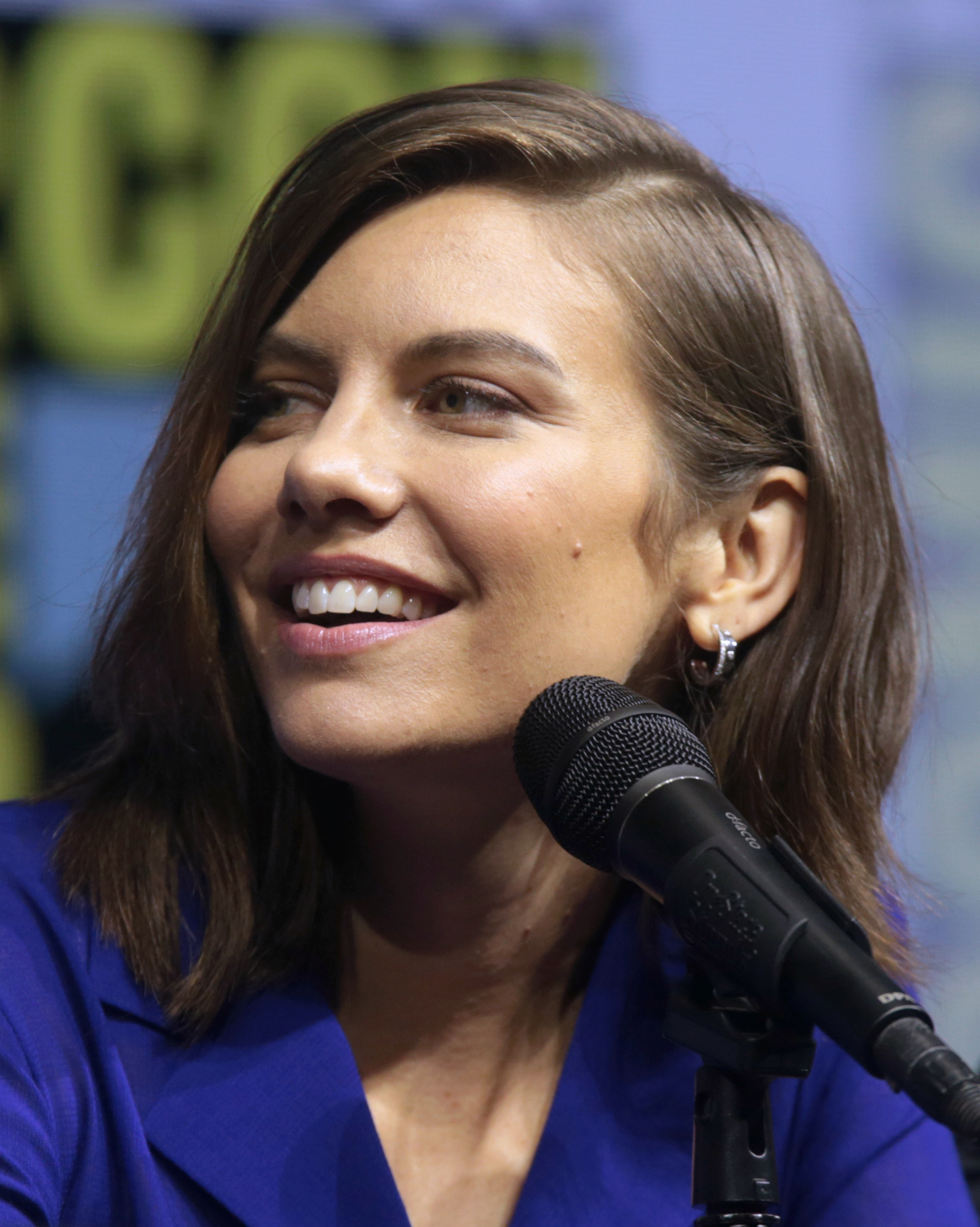
Lauren Cohan interpreta Maggie Greene
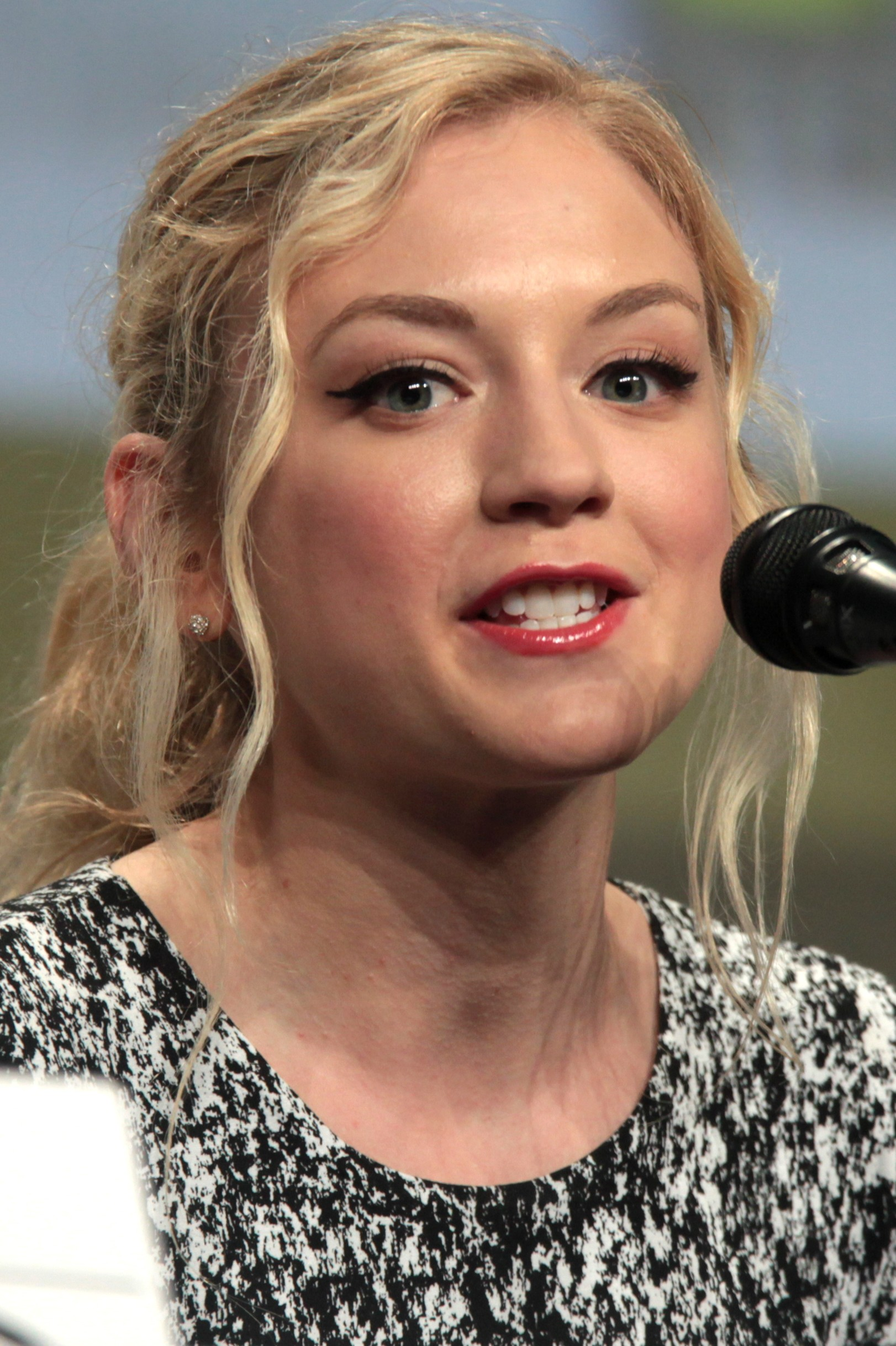
Emily Kinney interpreta Beth Greene
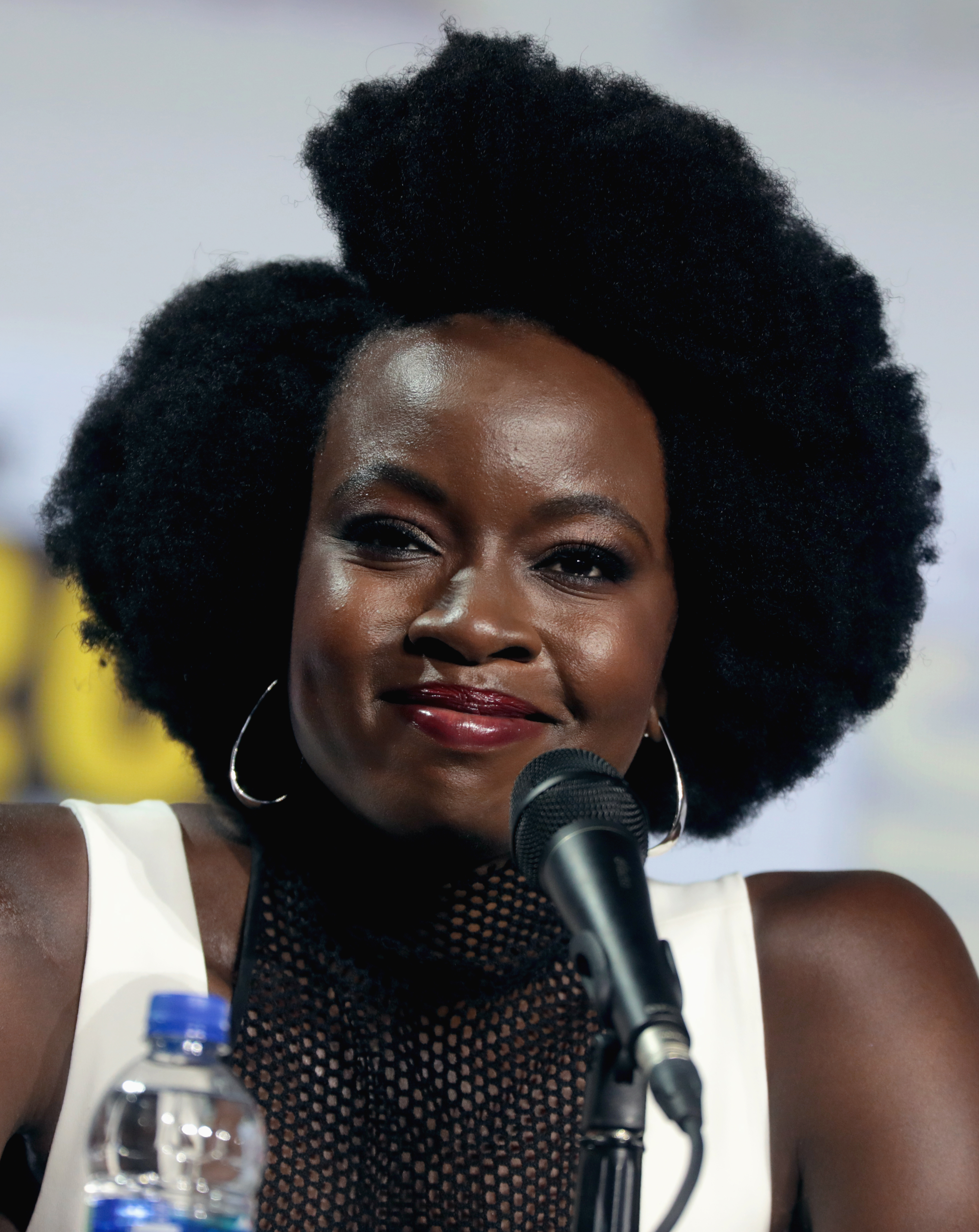
Danai Gurira interpreta Michonne
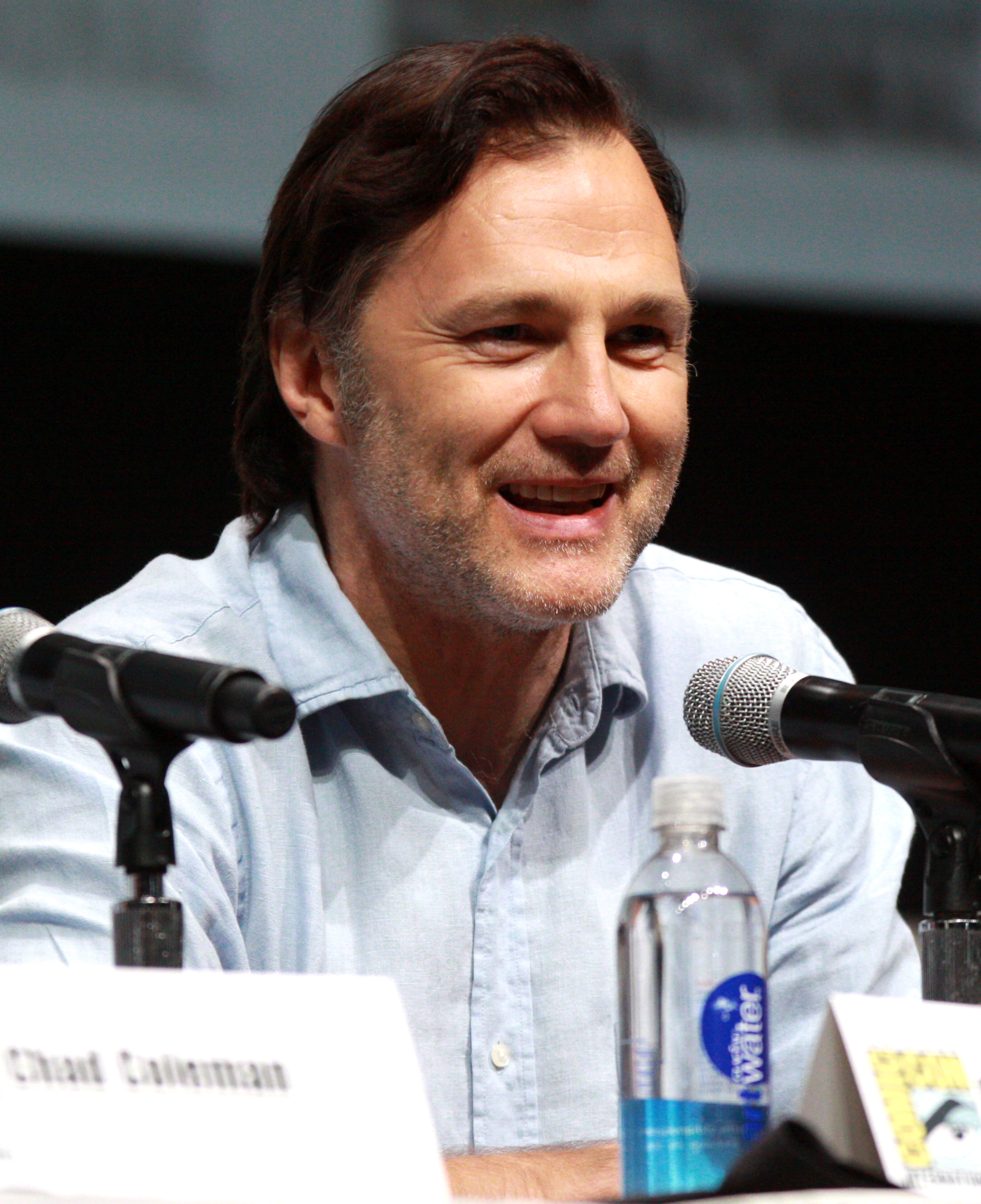
David Morrissey interpreta Il Governatore
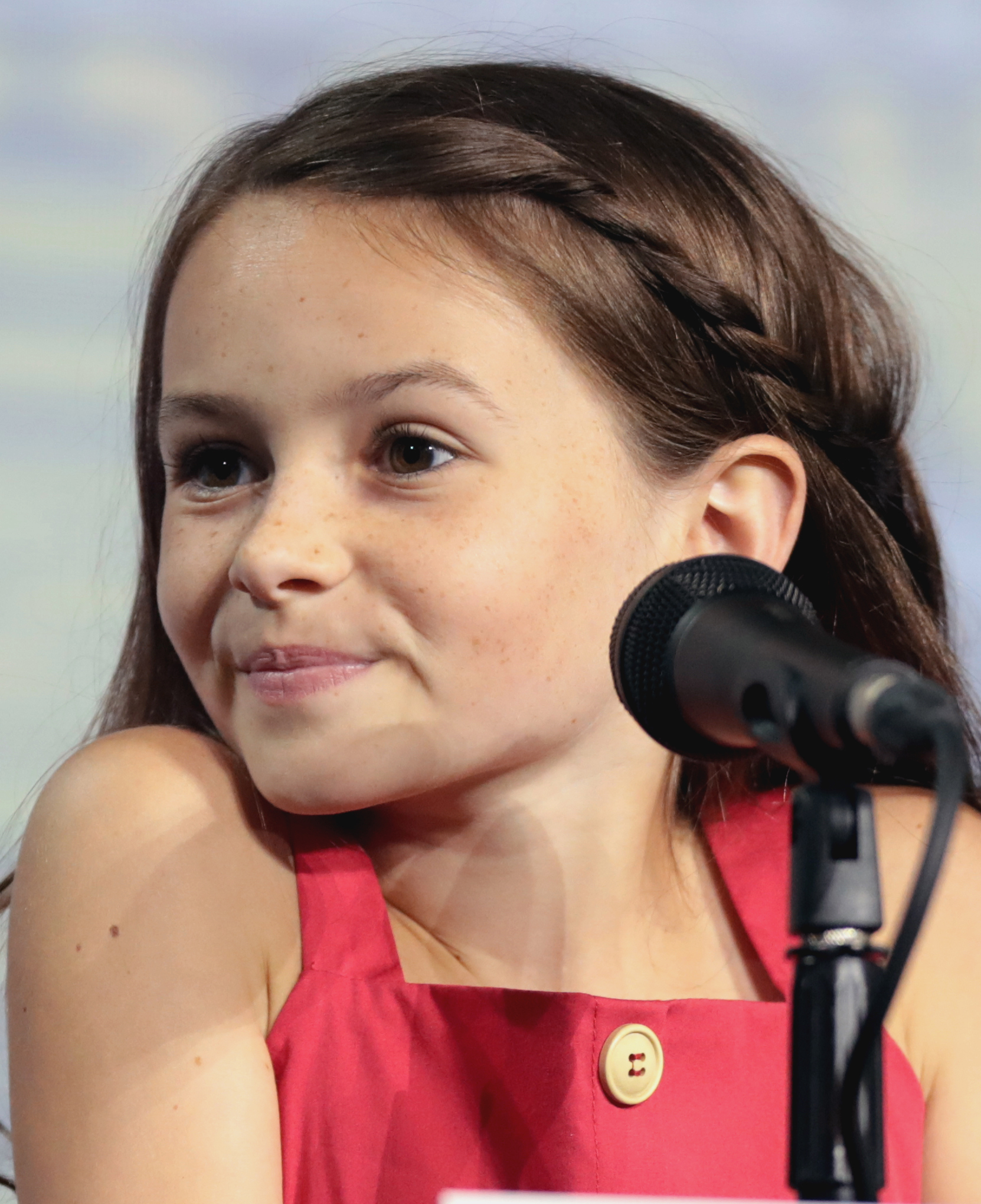
Cailey Fleming interpreta Judith Grimes
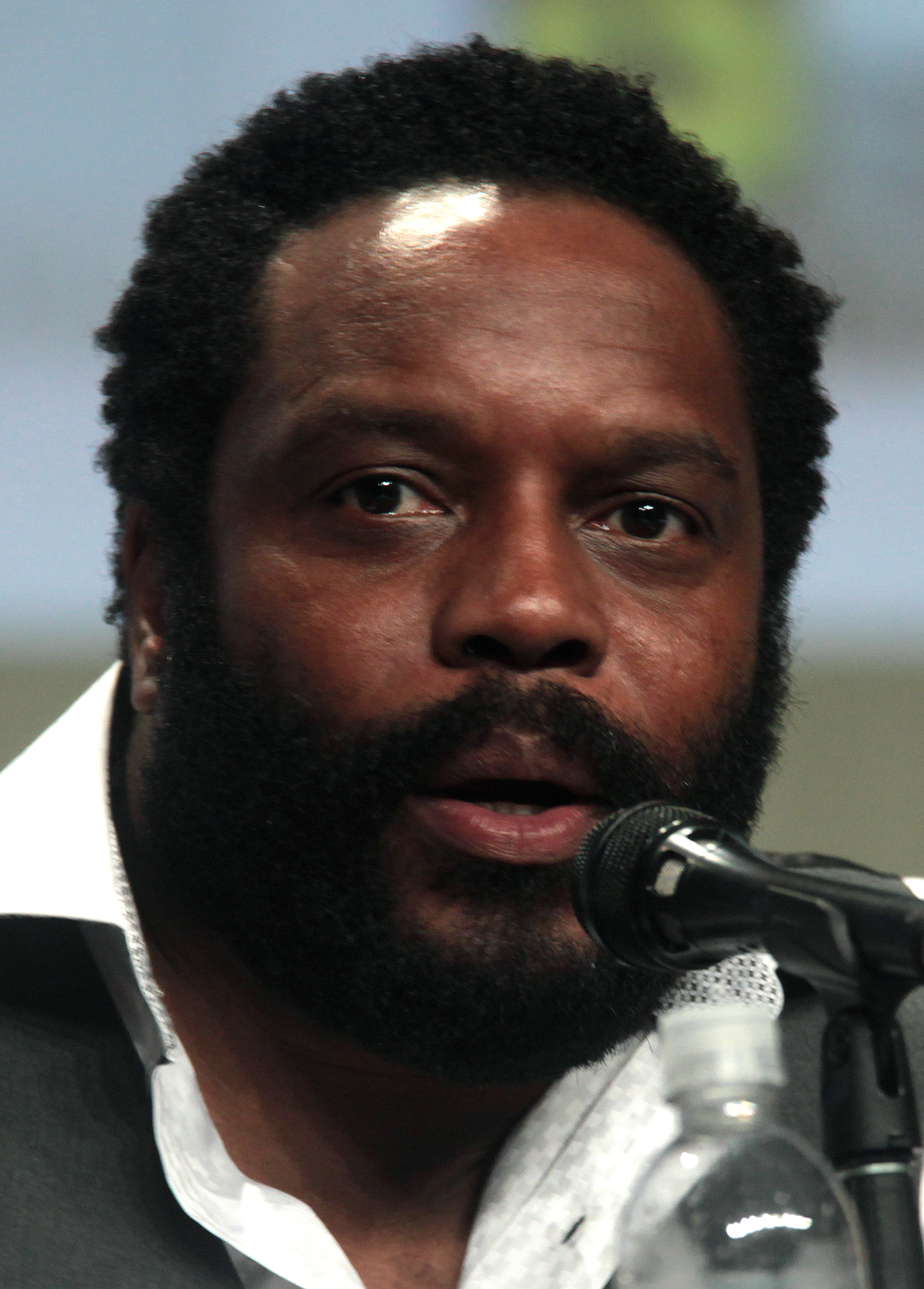
Chad Coleman interpreta Tyreese
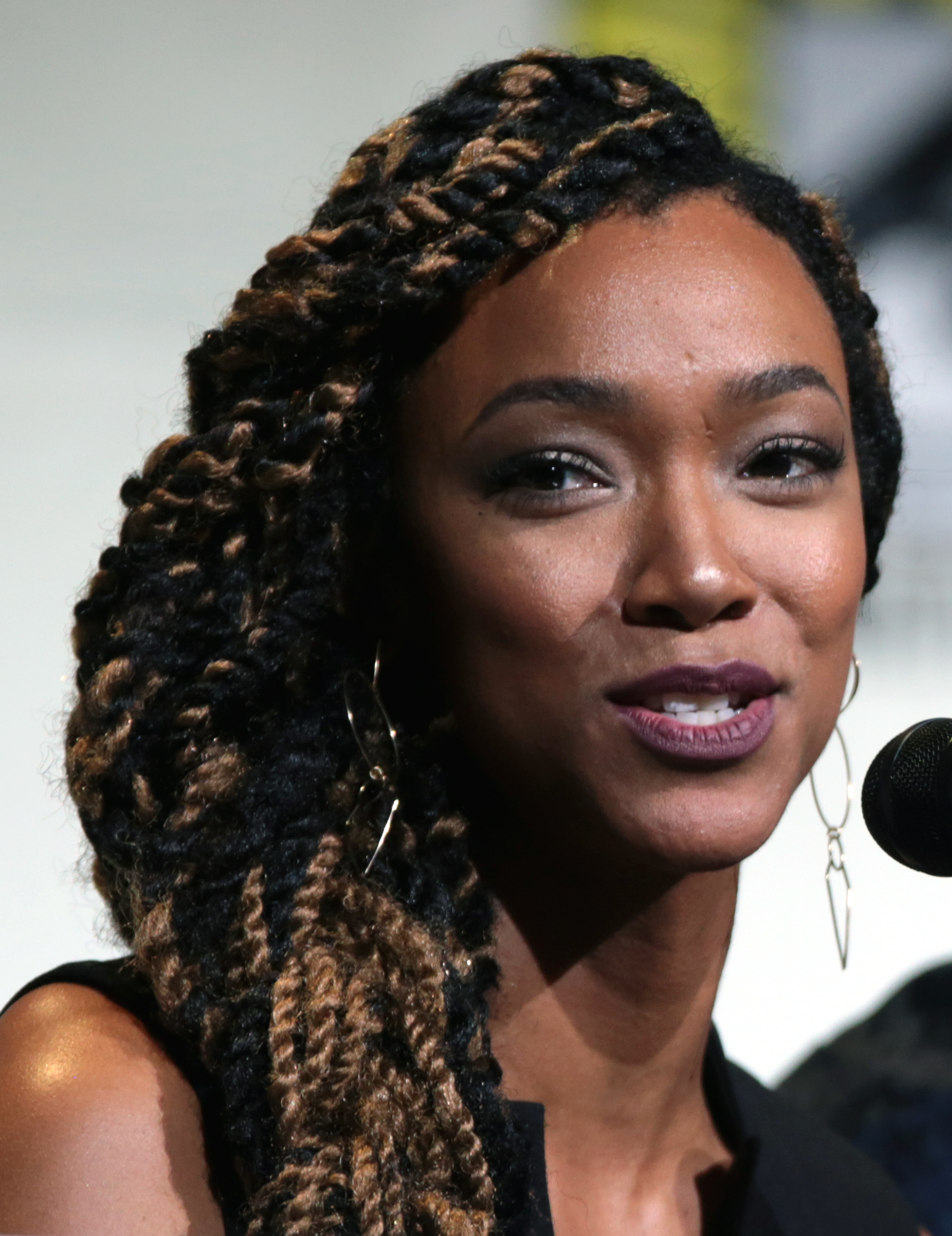
Sonequa Martin-Green interpreta Sasha
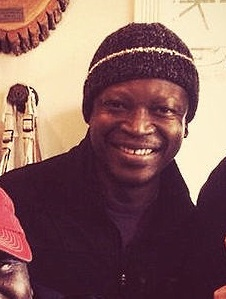
Lawrence Gilliard Jr. interpreta Bob Stookey
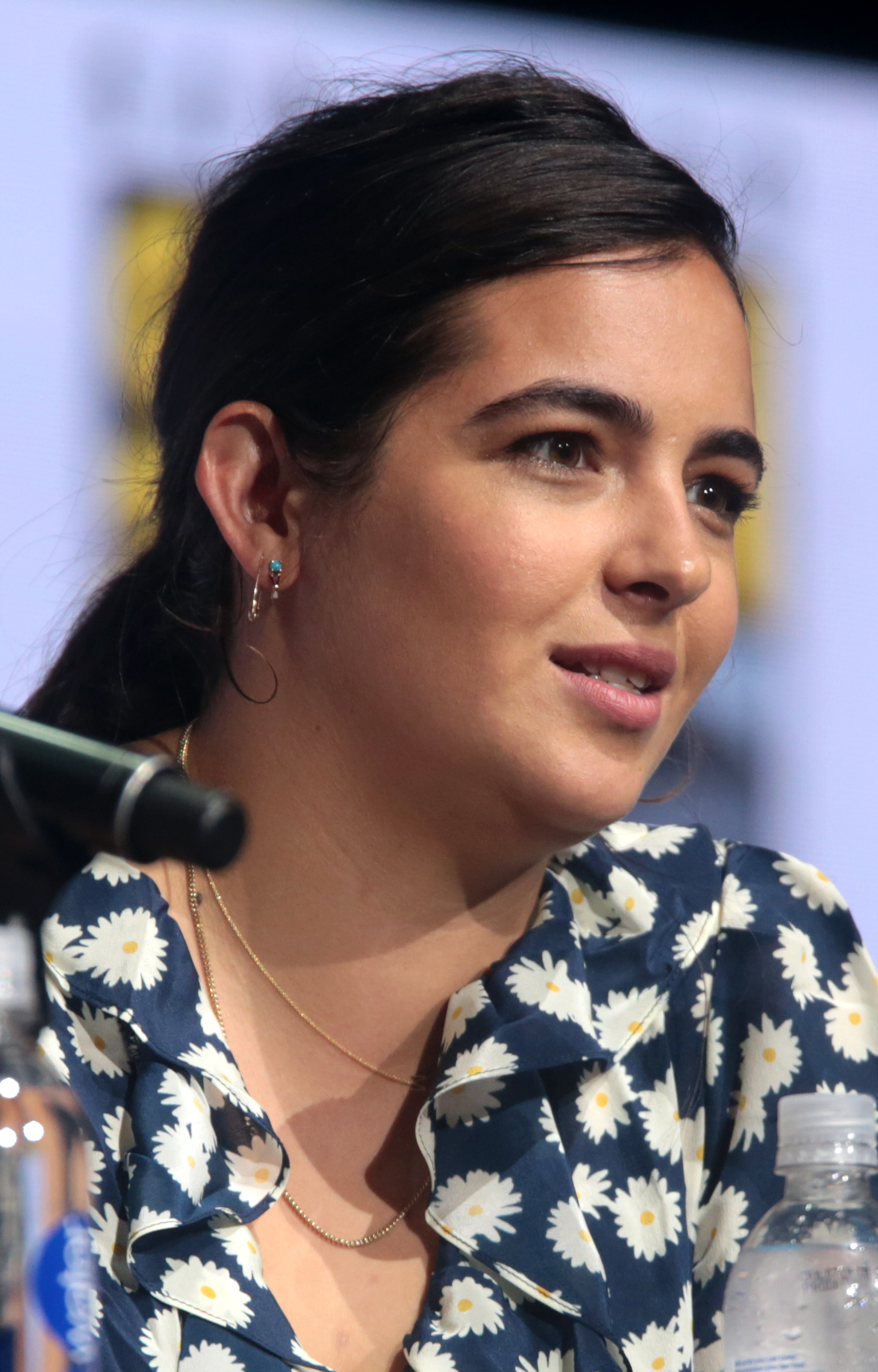
Alanna Masterson interpreta Tara Chambler
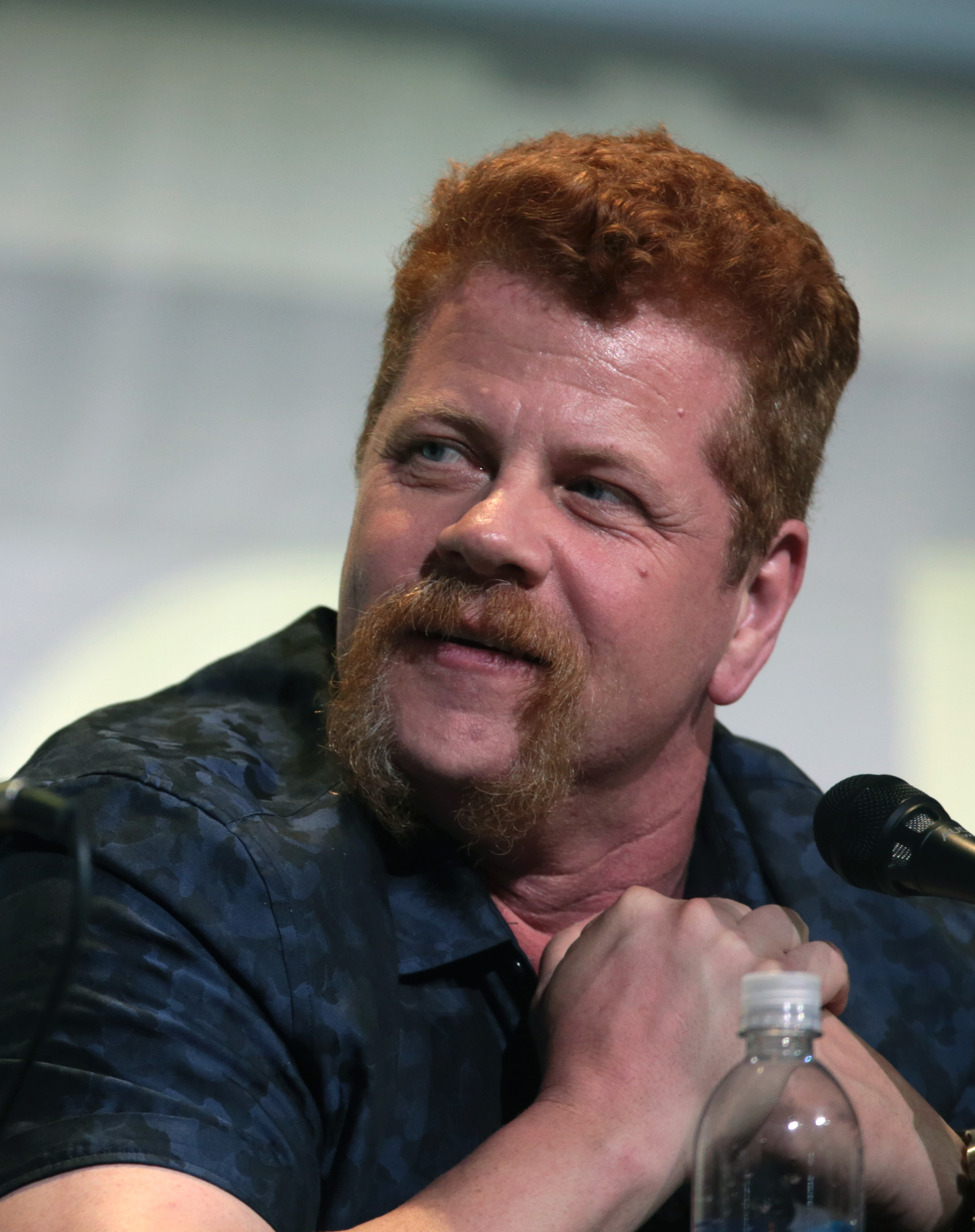
Michael Cudlitz interpreta Abraham Ford
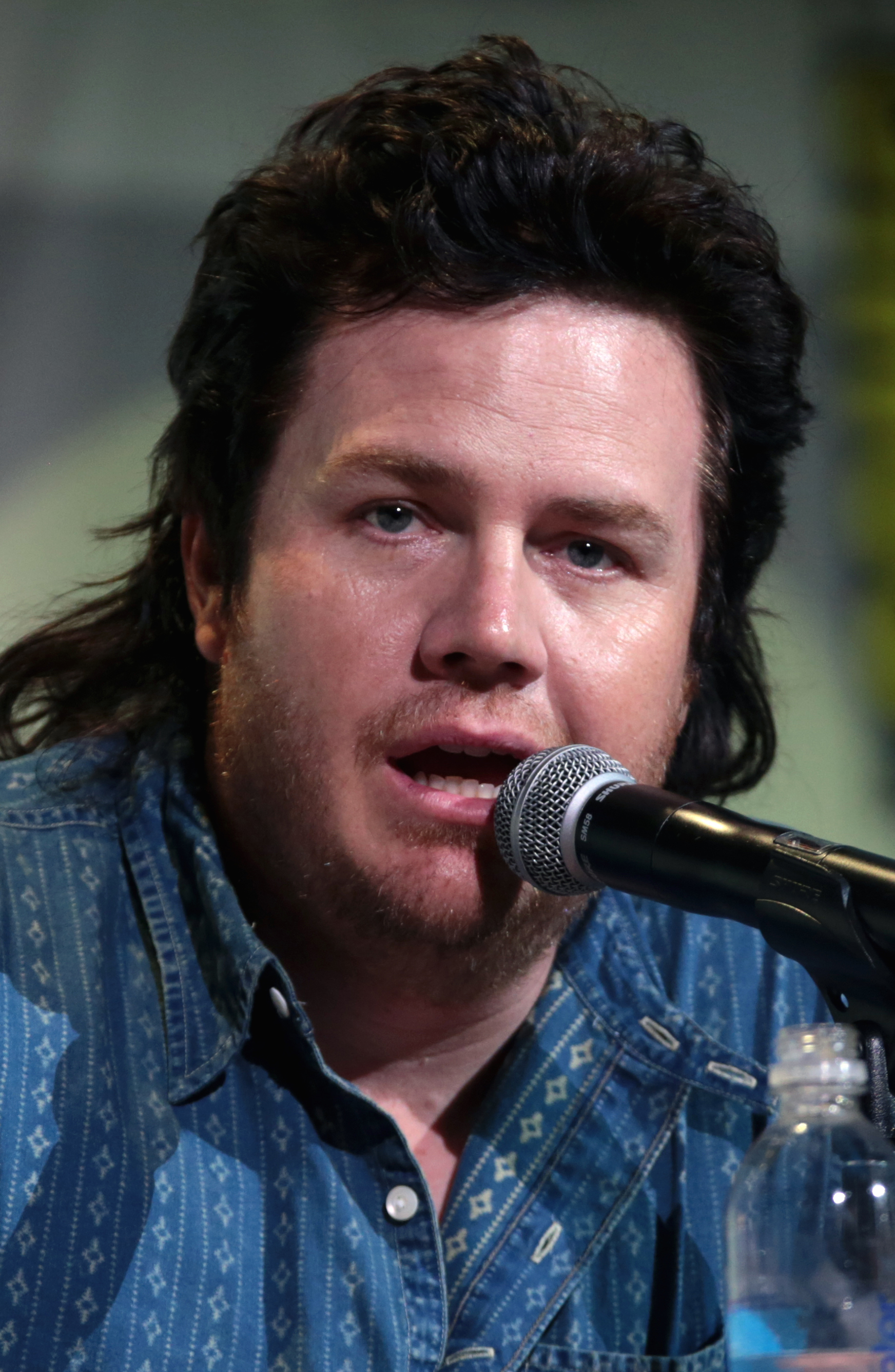
Josh McDermitt interpreta Eugene Porter
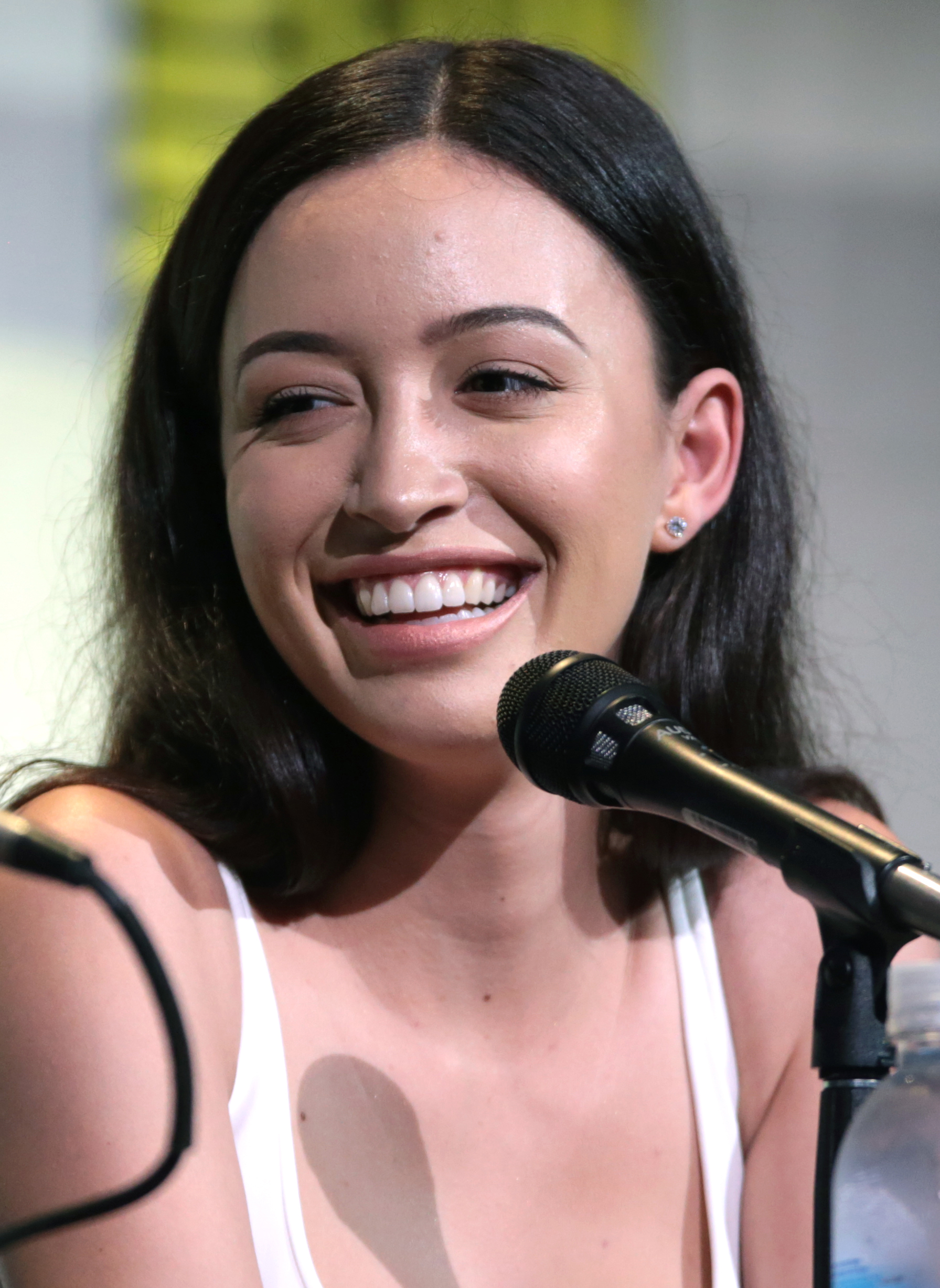
Christian Serratos interpreta Rosita Espinosa
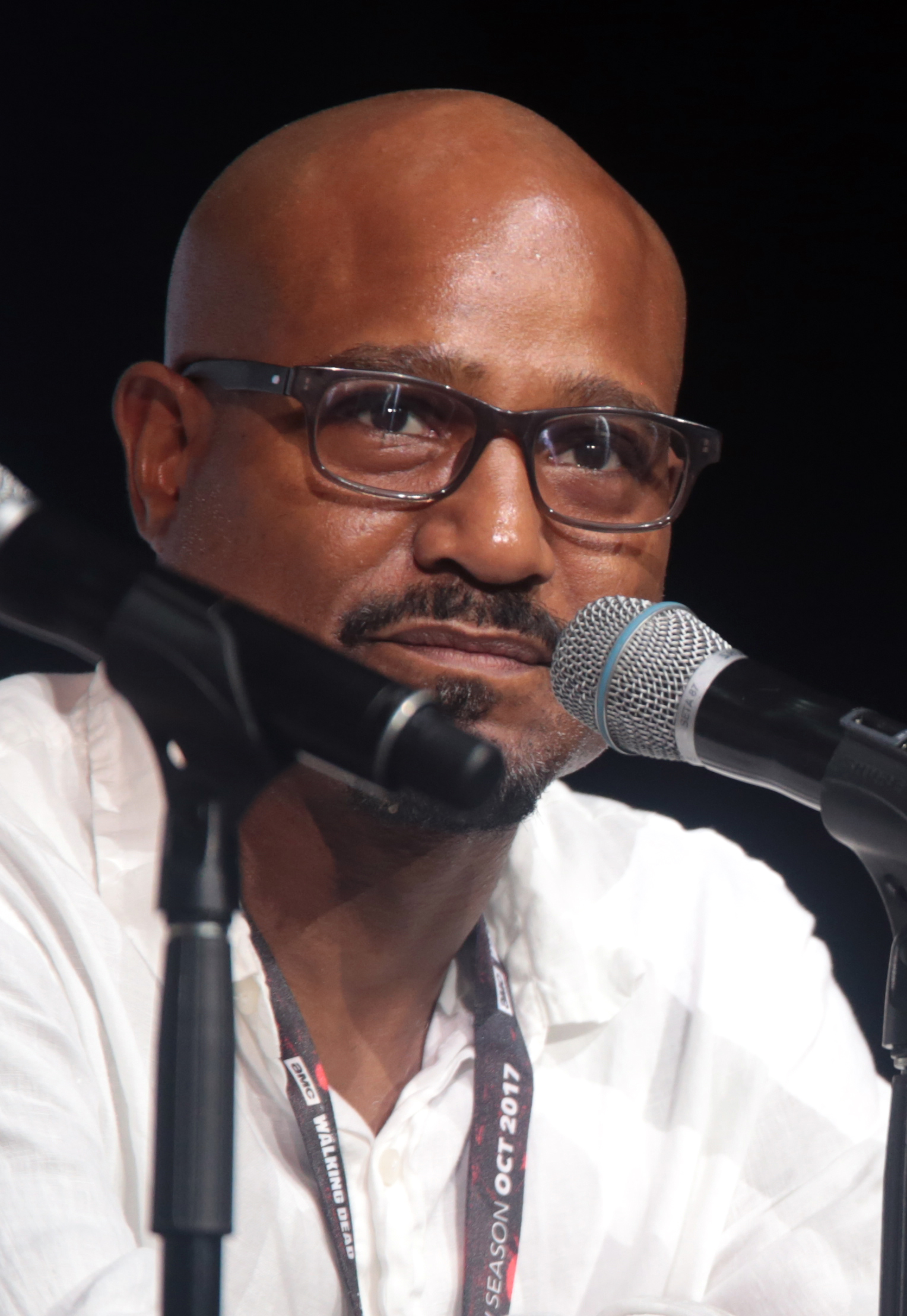
Seth Gilliam interpreta Gabriel Stokes
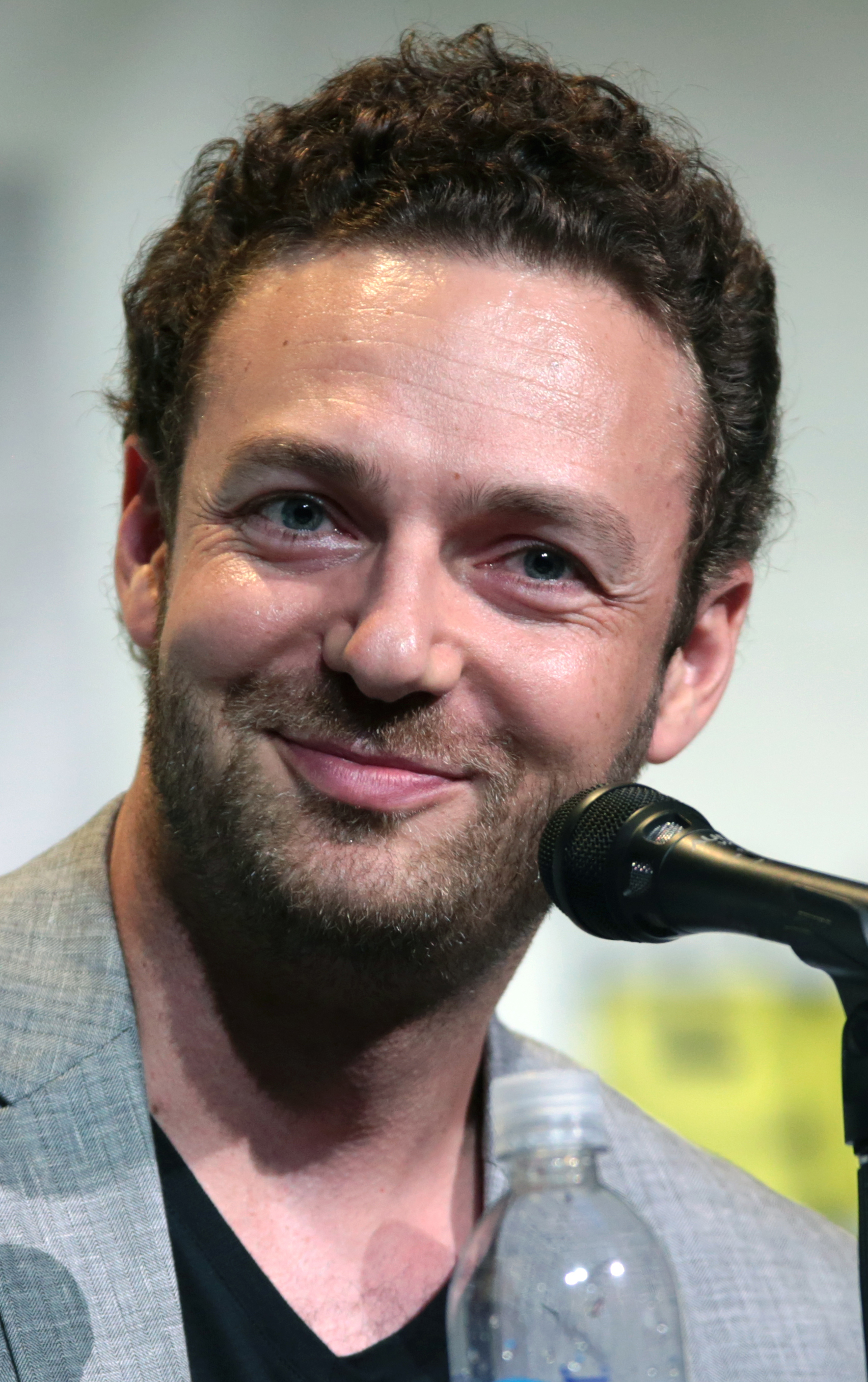
Ross Marquand interpreta Aaron
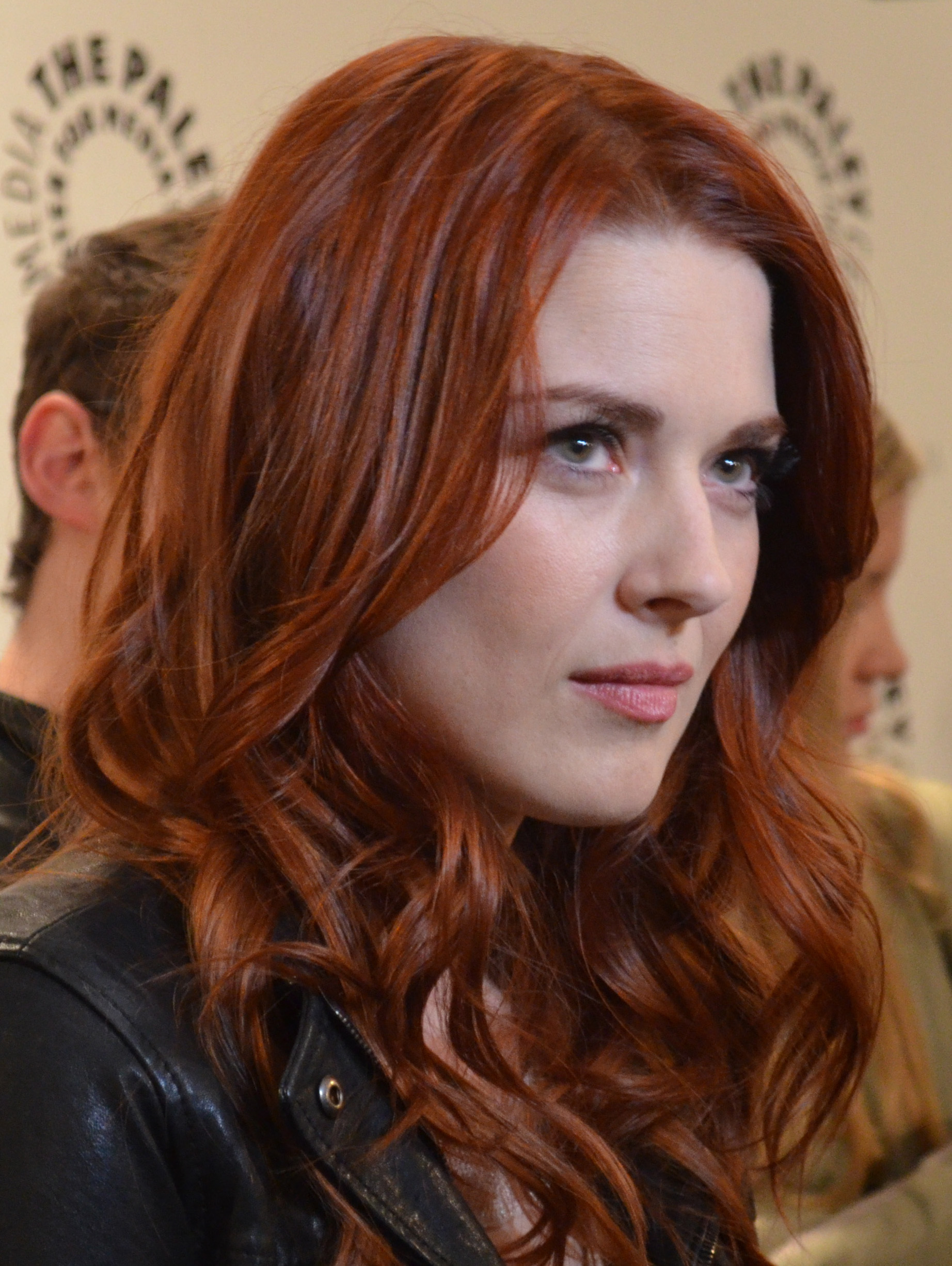
Alexandra Breckenridge interpreta Jessie Anderson
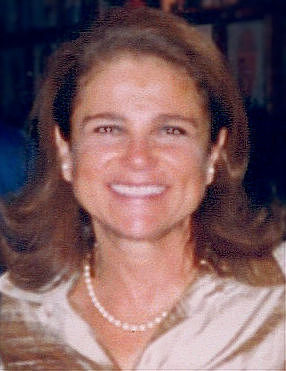
Tovah Feldshuh interpreta Deanna Monroe
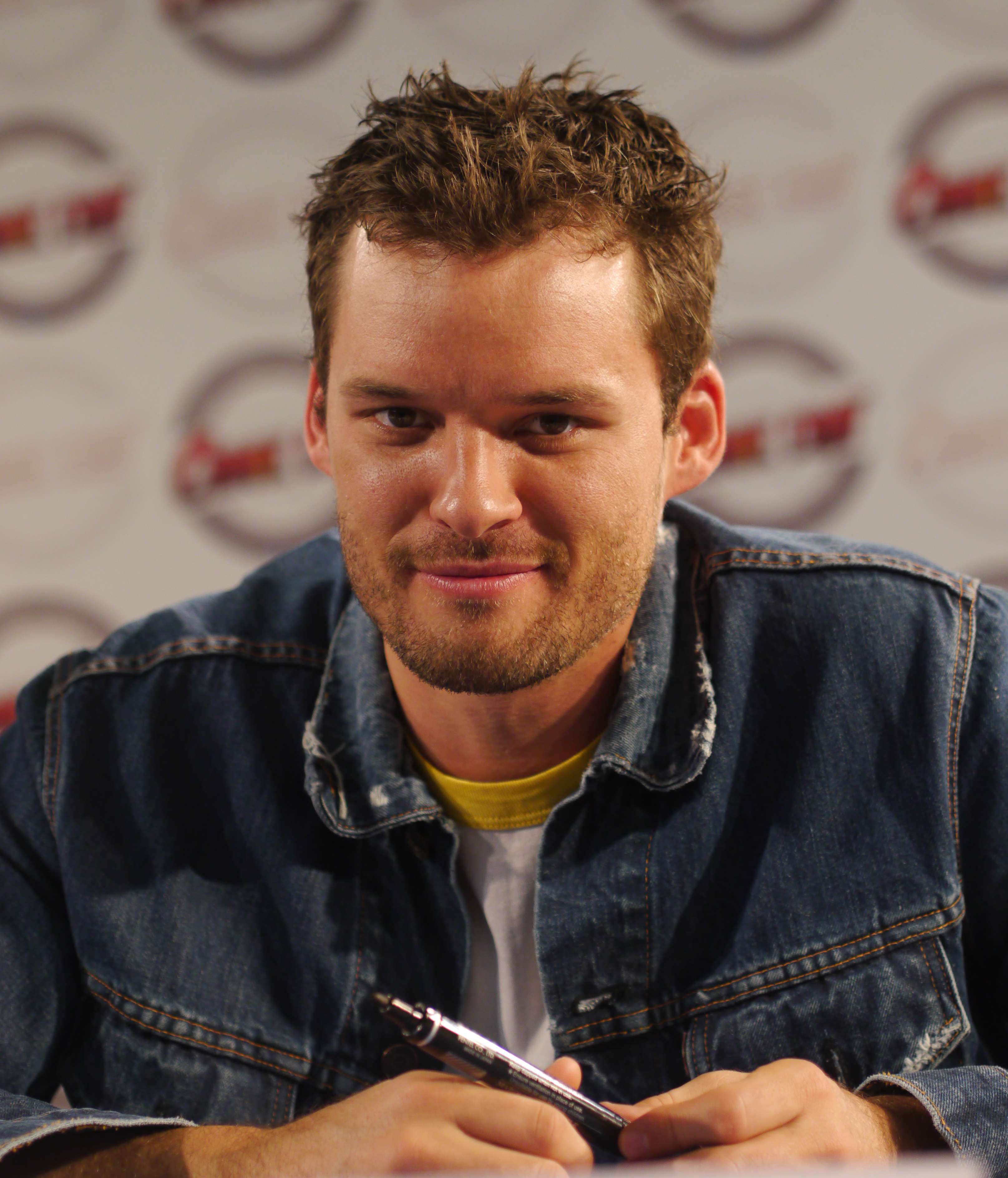
Austin Nichols interpreta Spencer Monroe
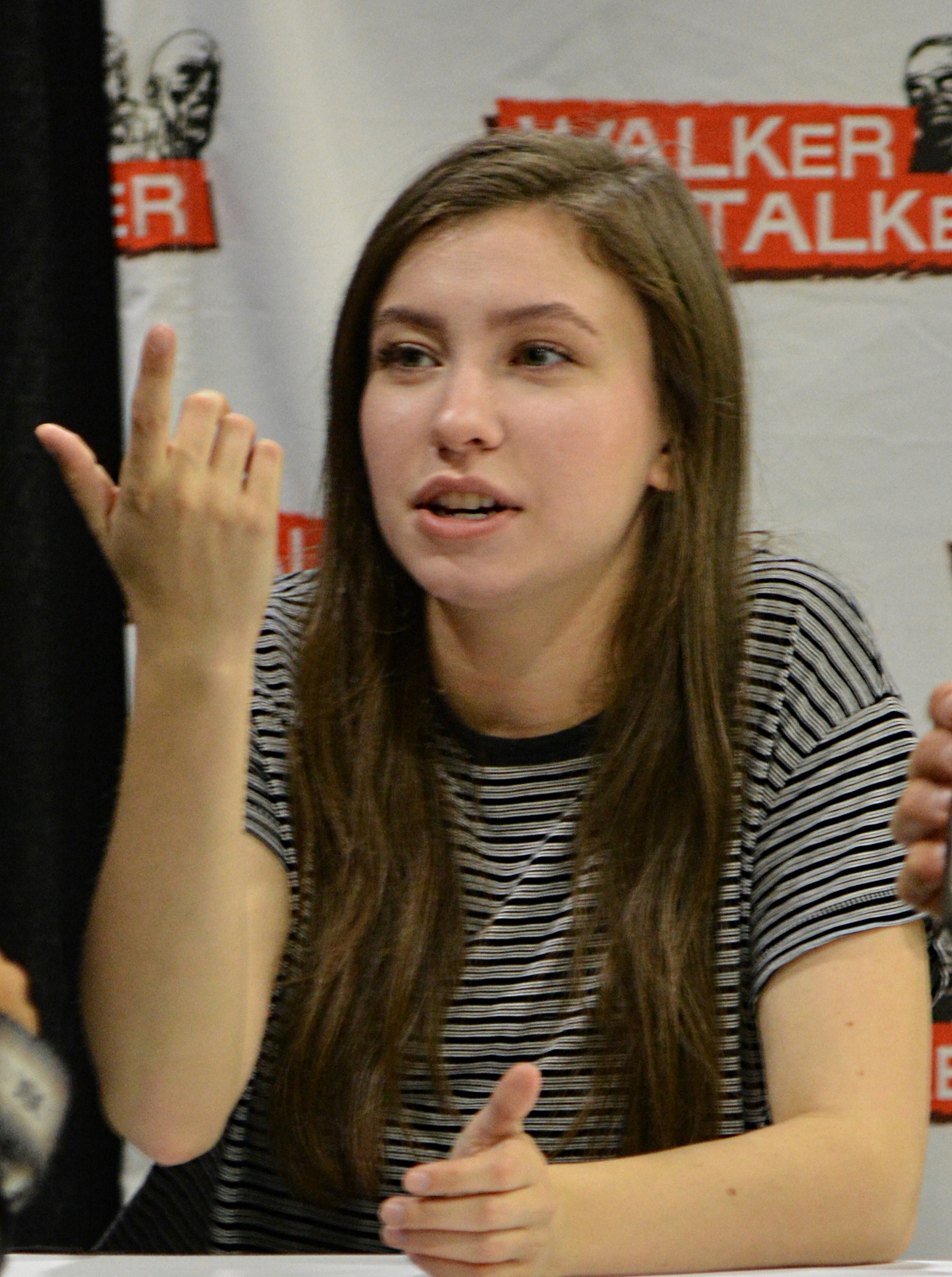
Katelyn Nacon interpreta Enid
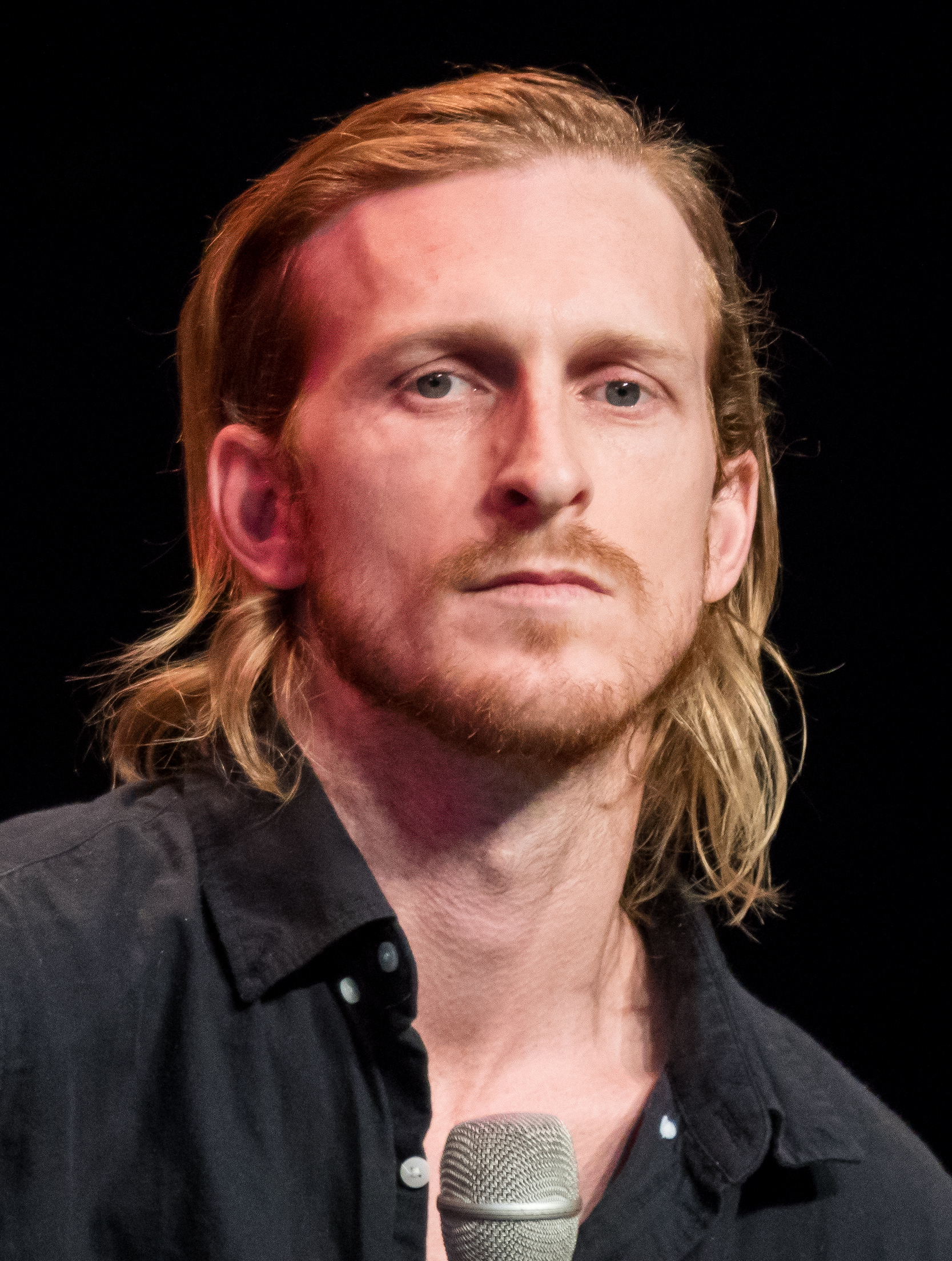
Austin Amelio interpreta Dwight
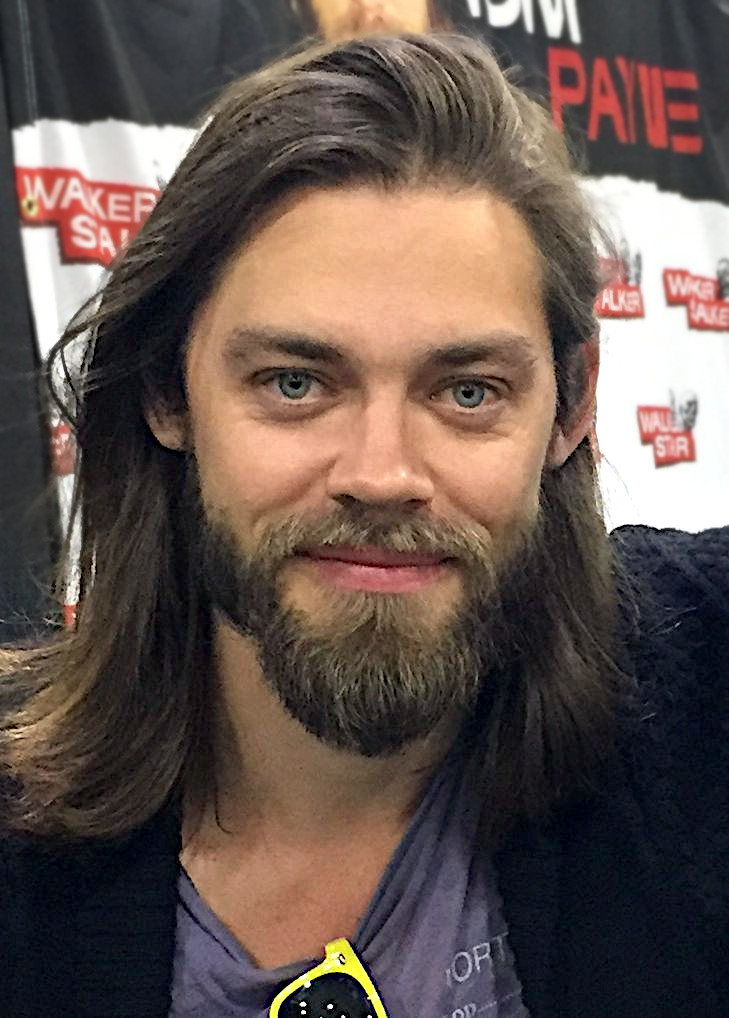
Tom Payne interpreta Jesus
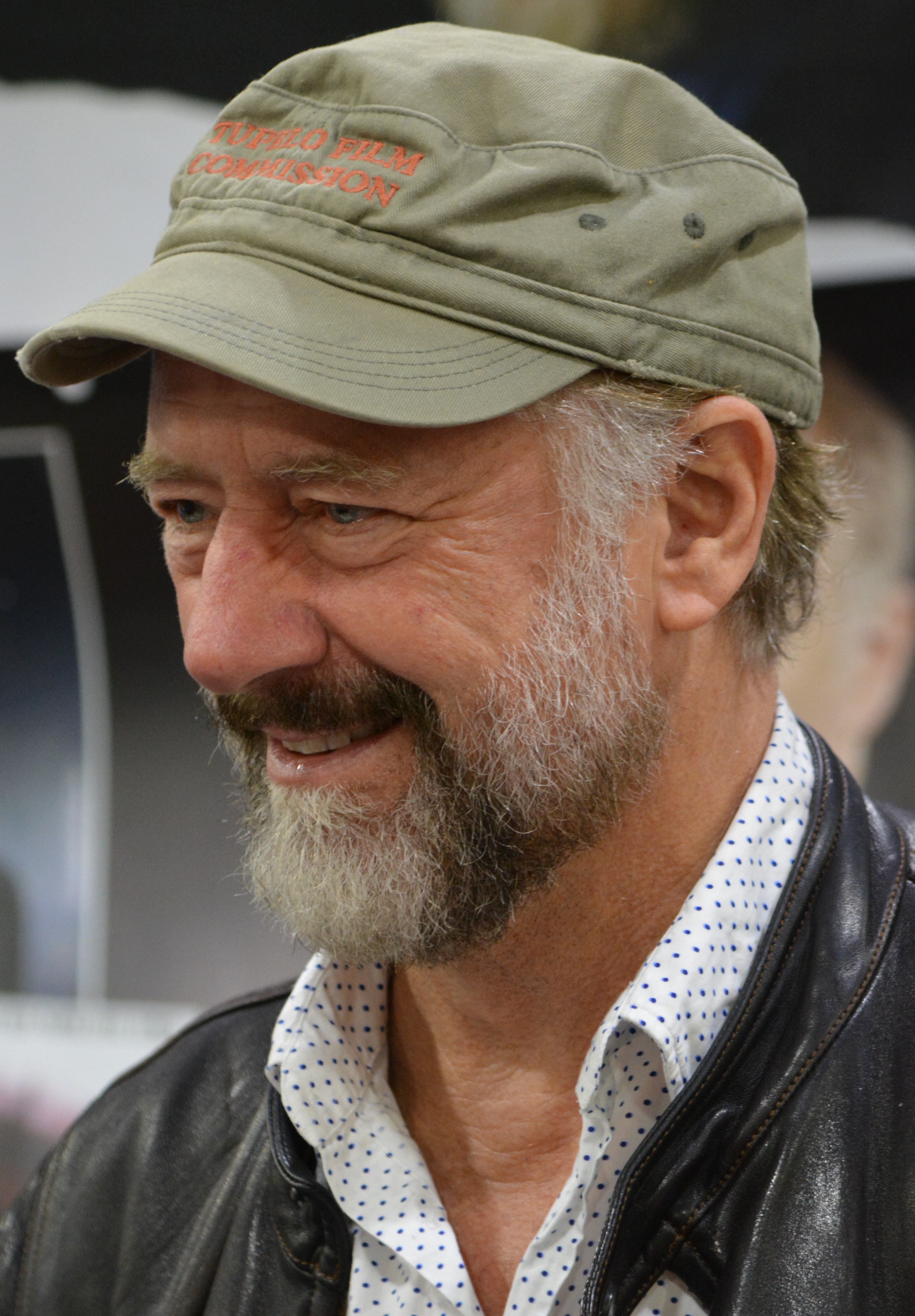
Xander Berkeley interpreta Gregory
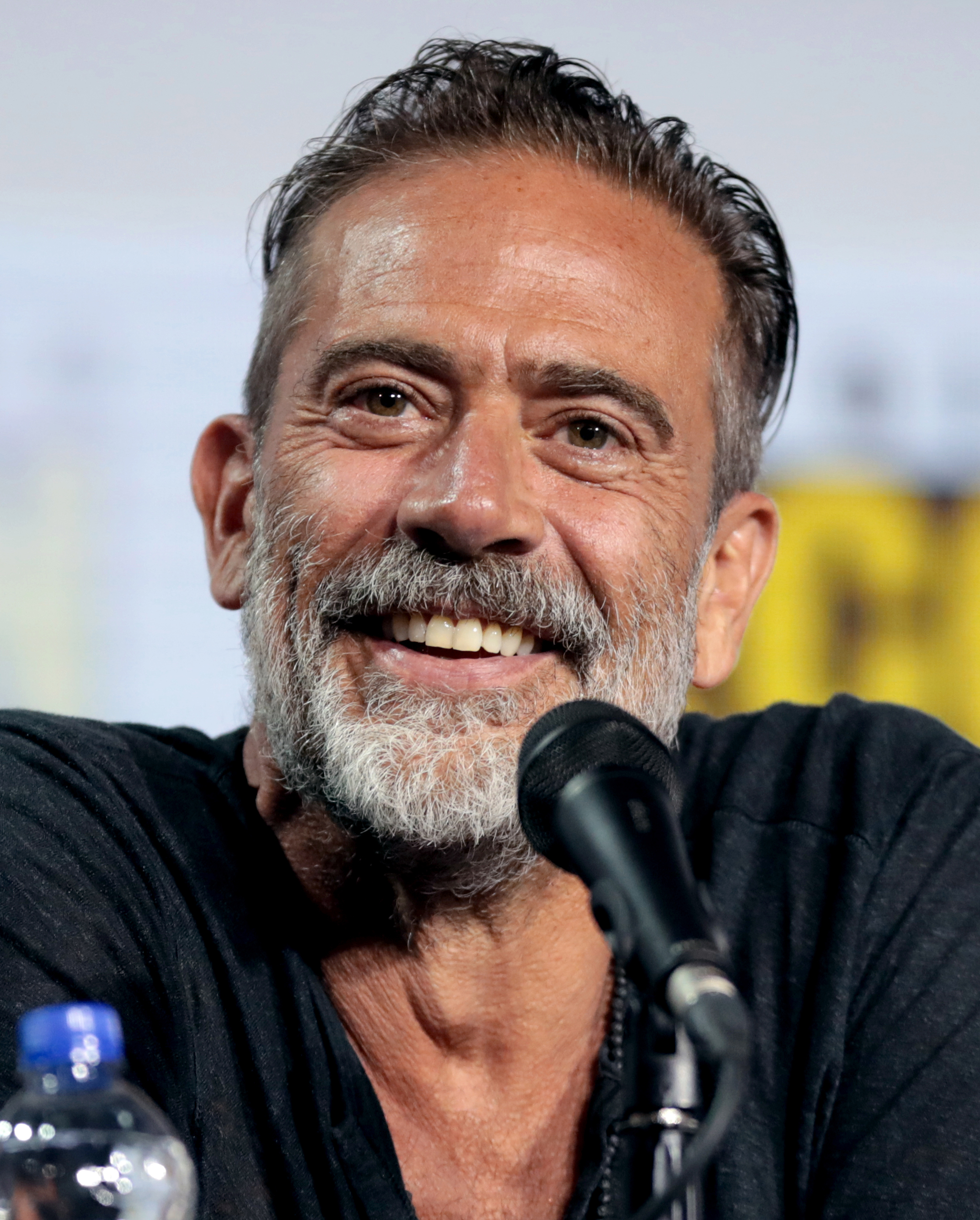
Jeffrey Dean Morgan interpreta Negan
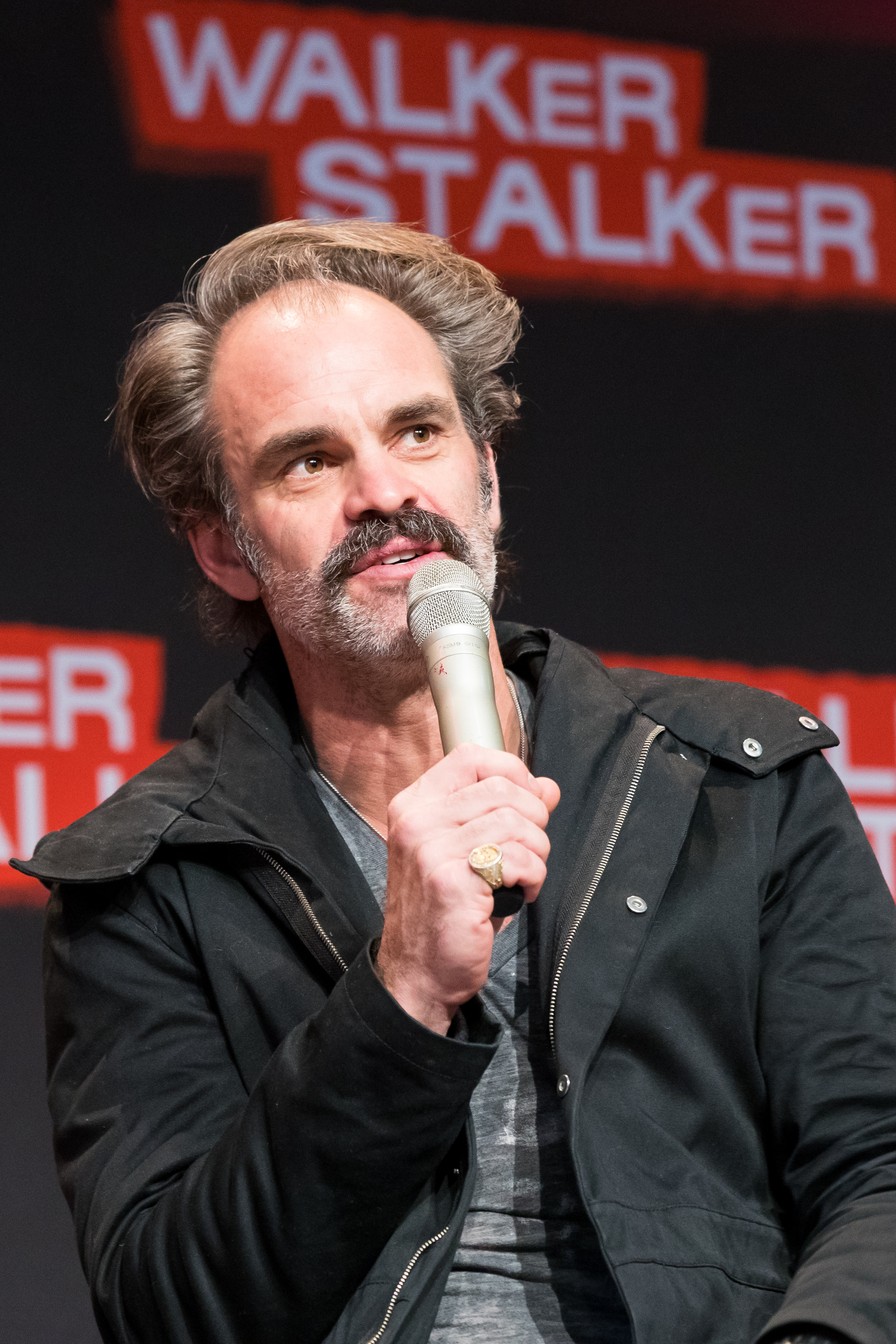
Steven Ogg interpreta Simon
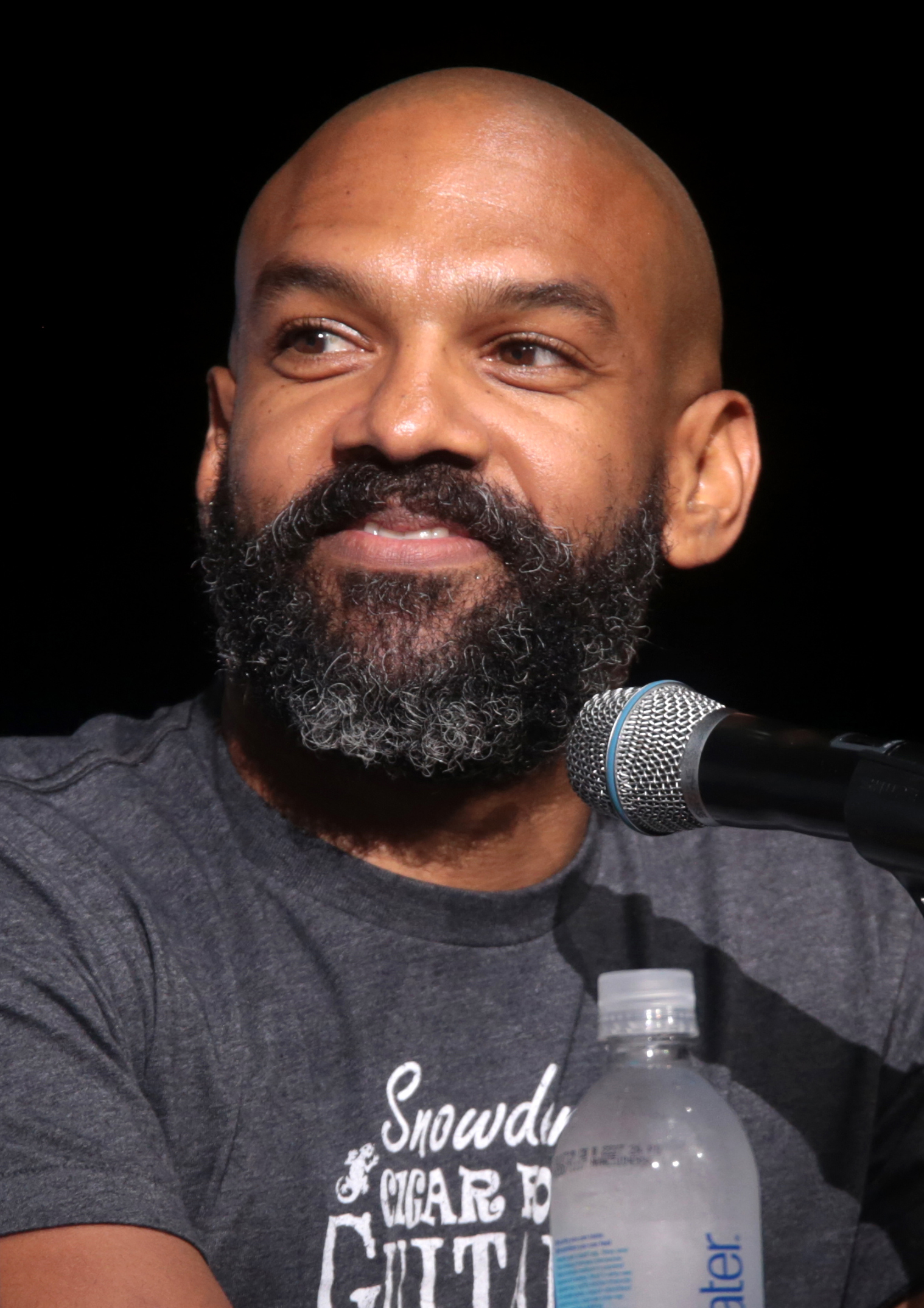
Khary Payton interpreta Ezekiel
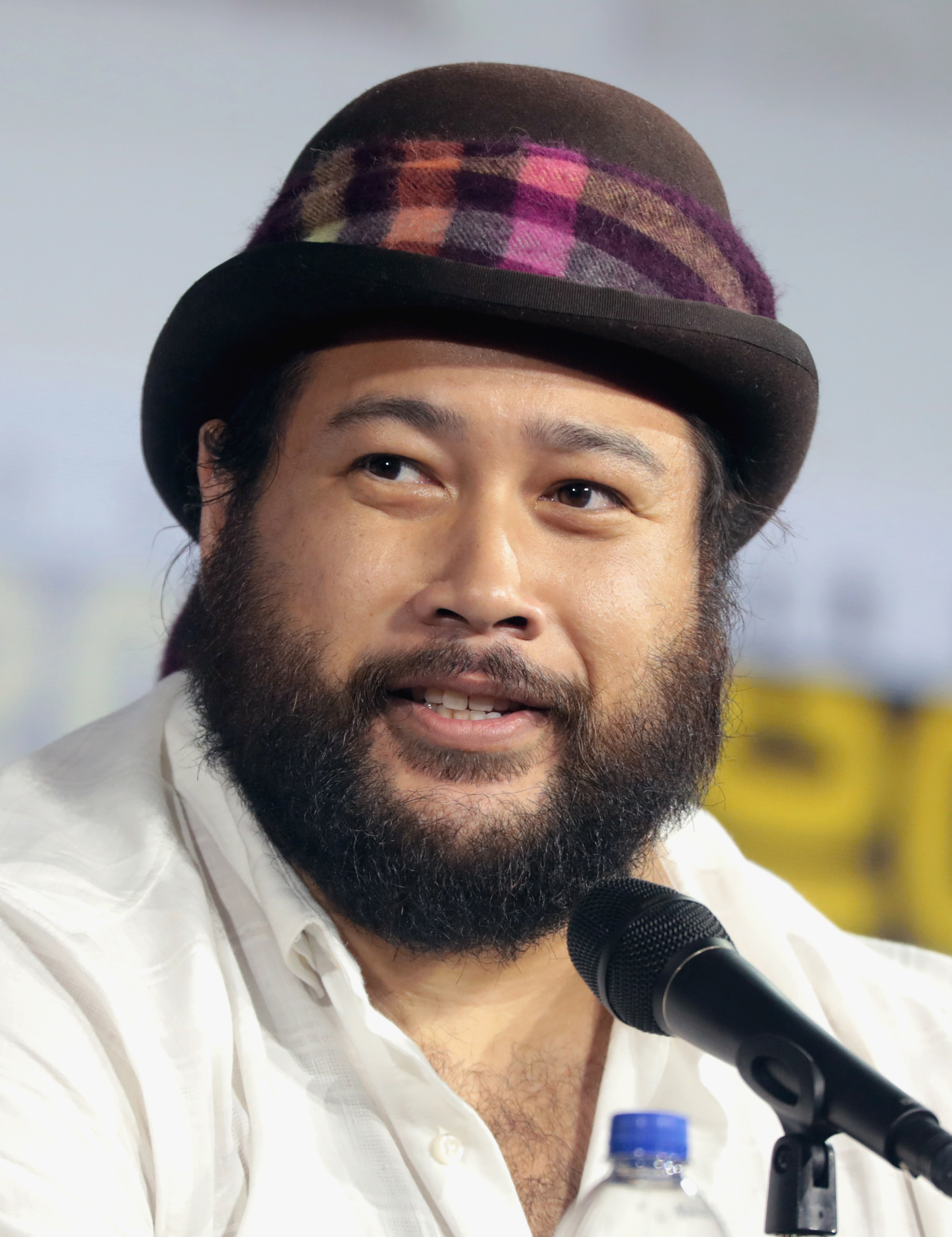
Cooper Andrews interpreta Jerry
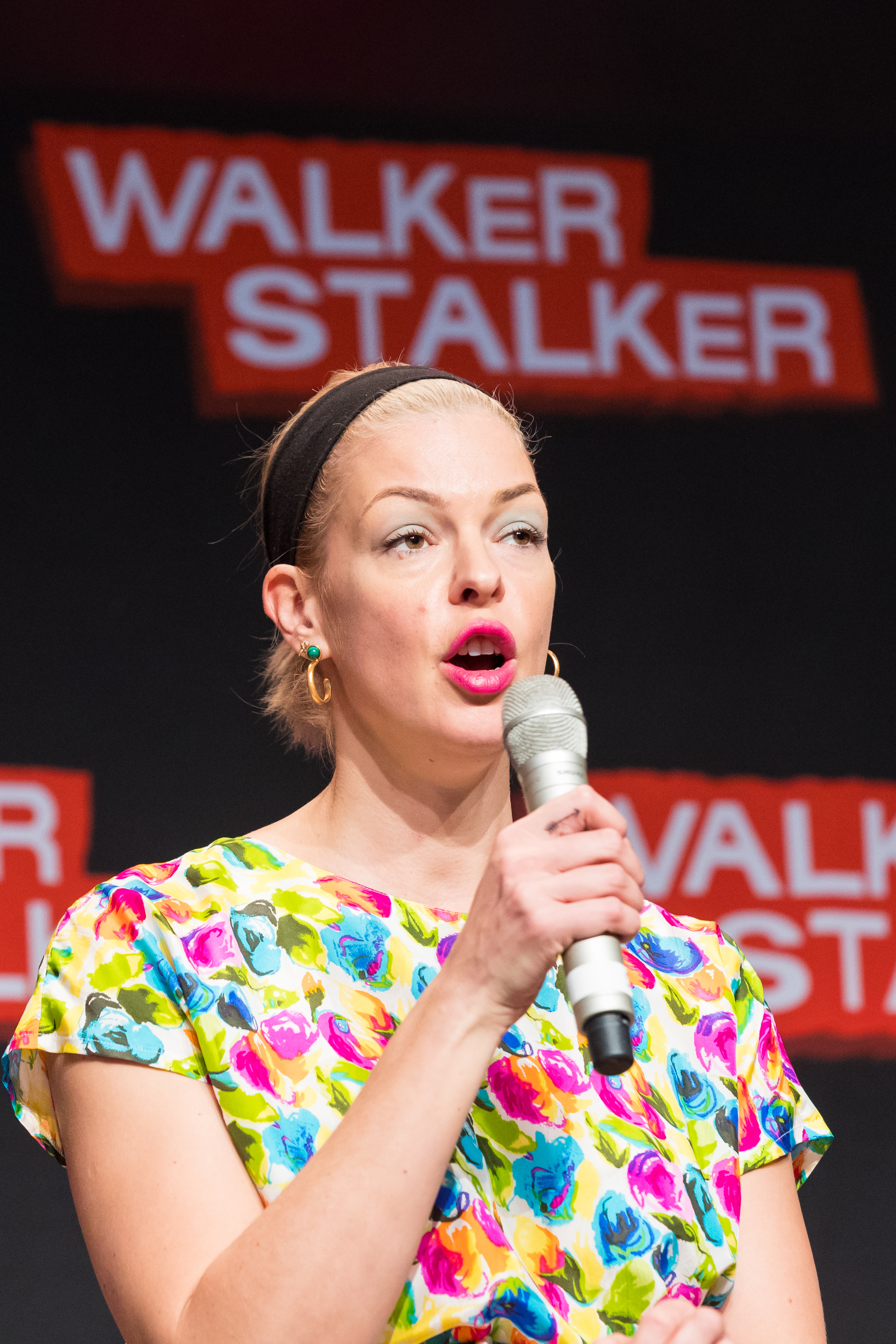
Pollyanna McIntosh interpreta Jadis
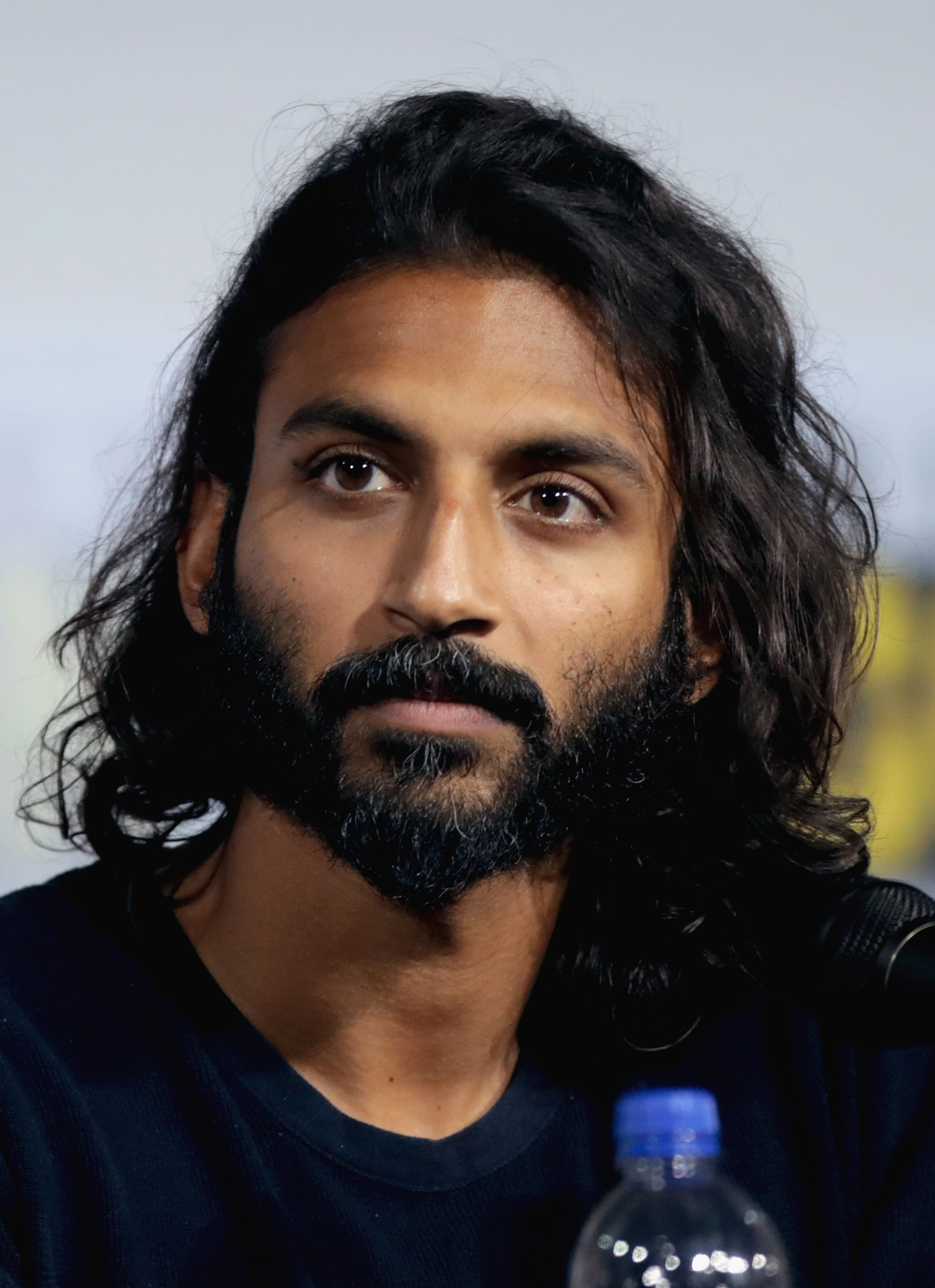
Avi Nash interpreta Siddiq
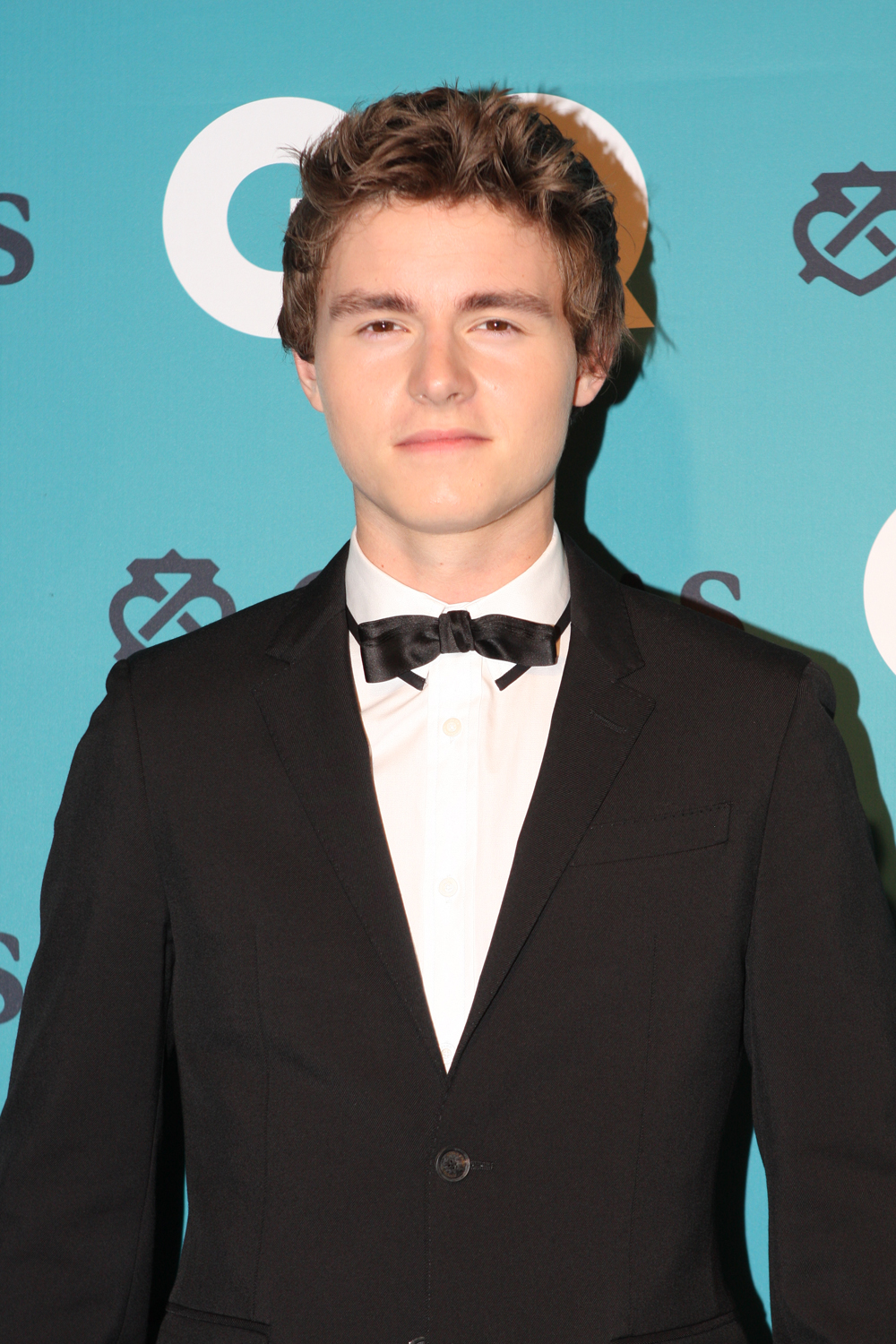
Callan McAuliffe interpreta Alden
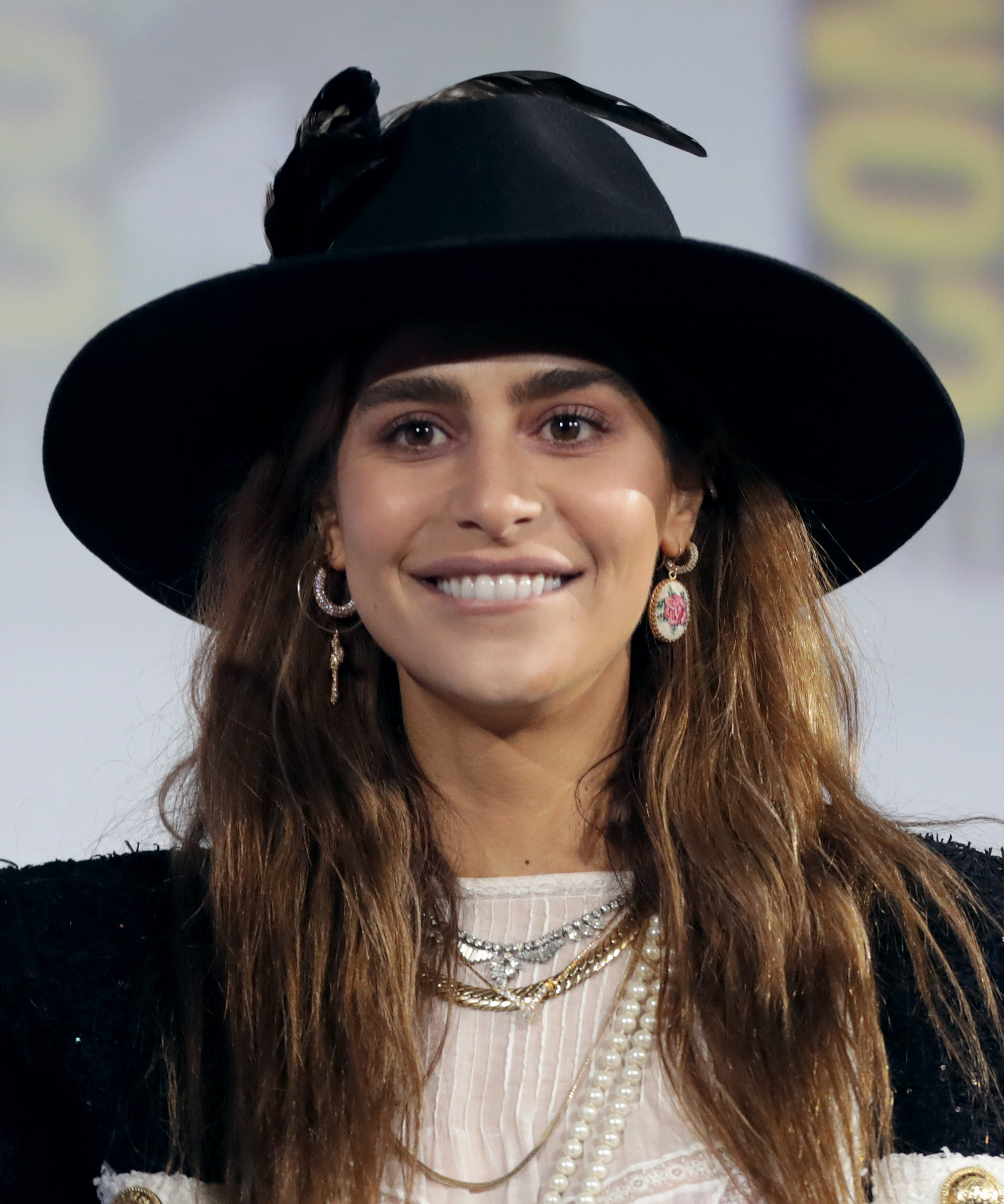
Nadia Hilker interpreta Magna
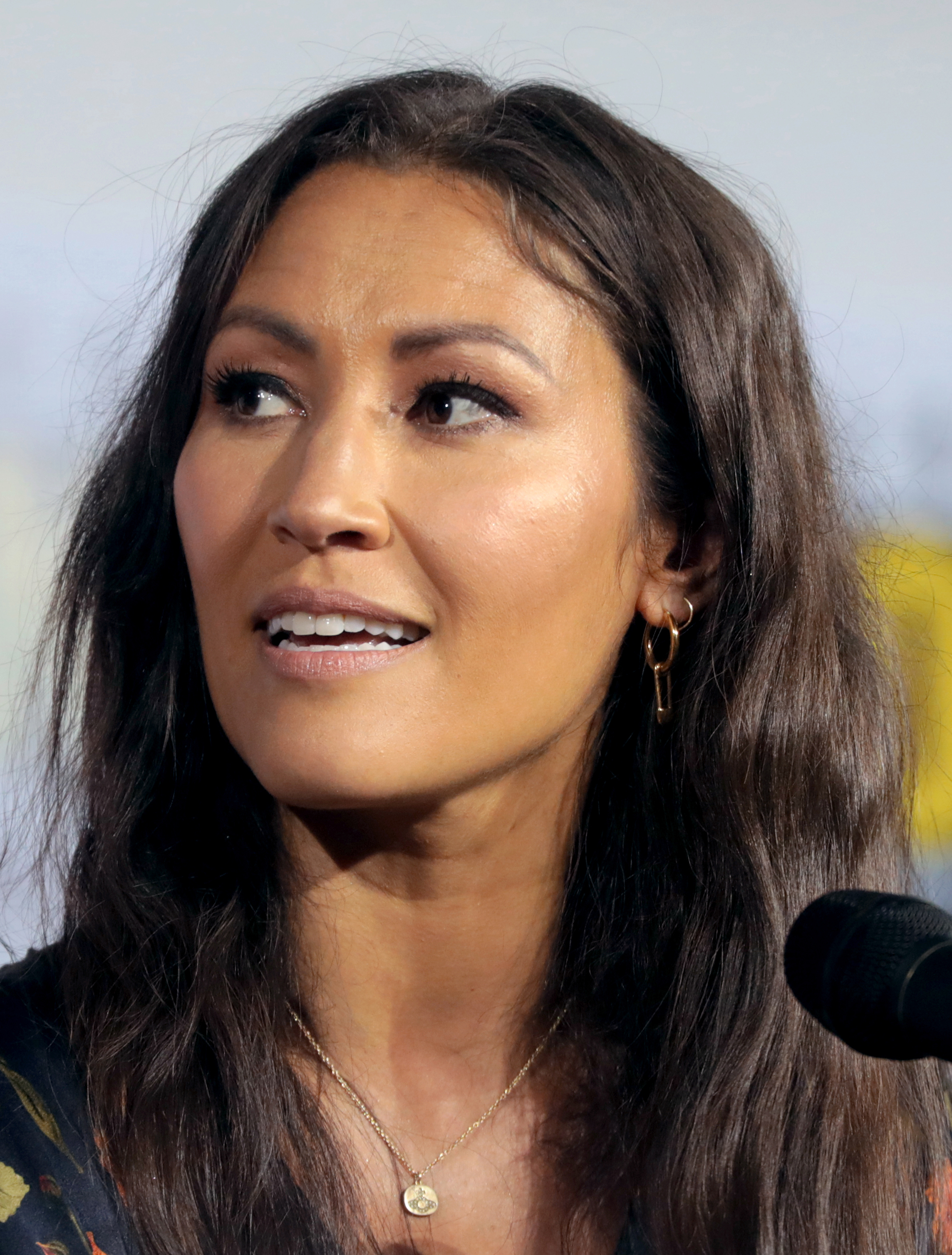
Eleanor Matsuura interpreta Yumiko
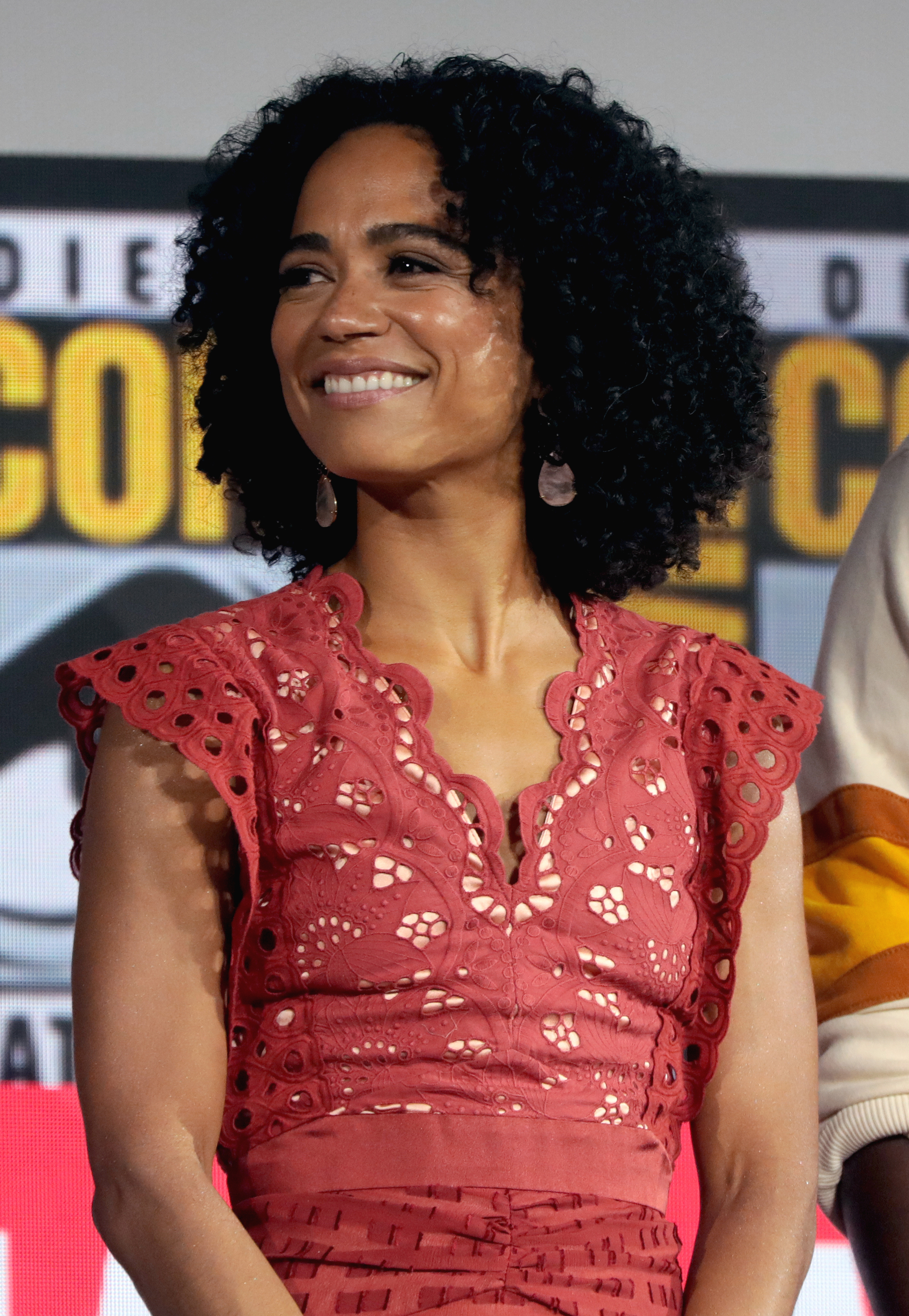
Lauren Ridloff interpreta Connie
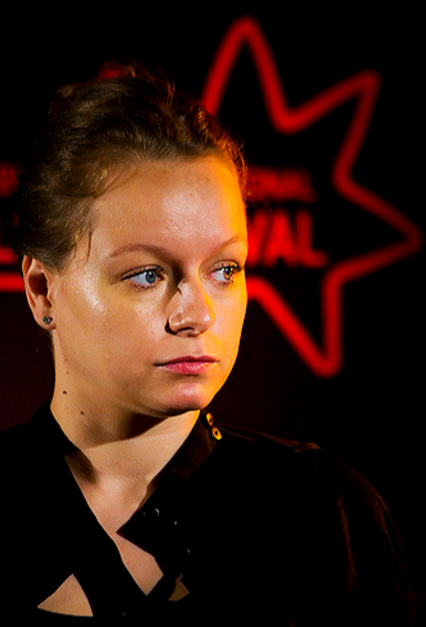
Samantha Morton interpreta Alpha
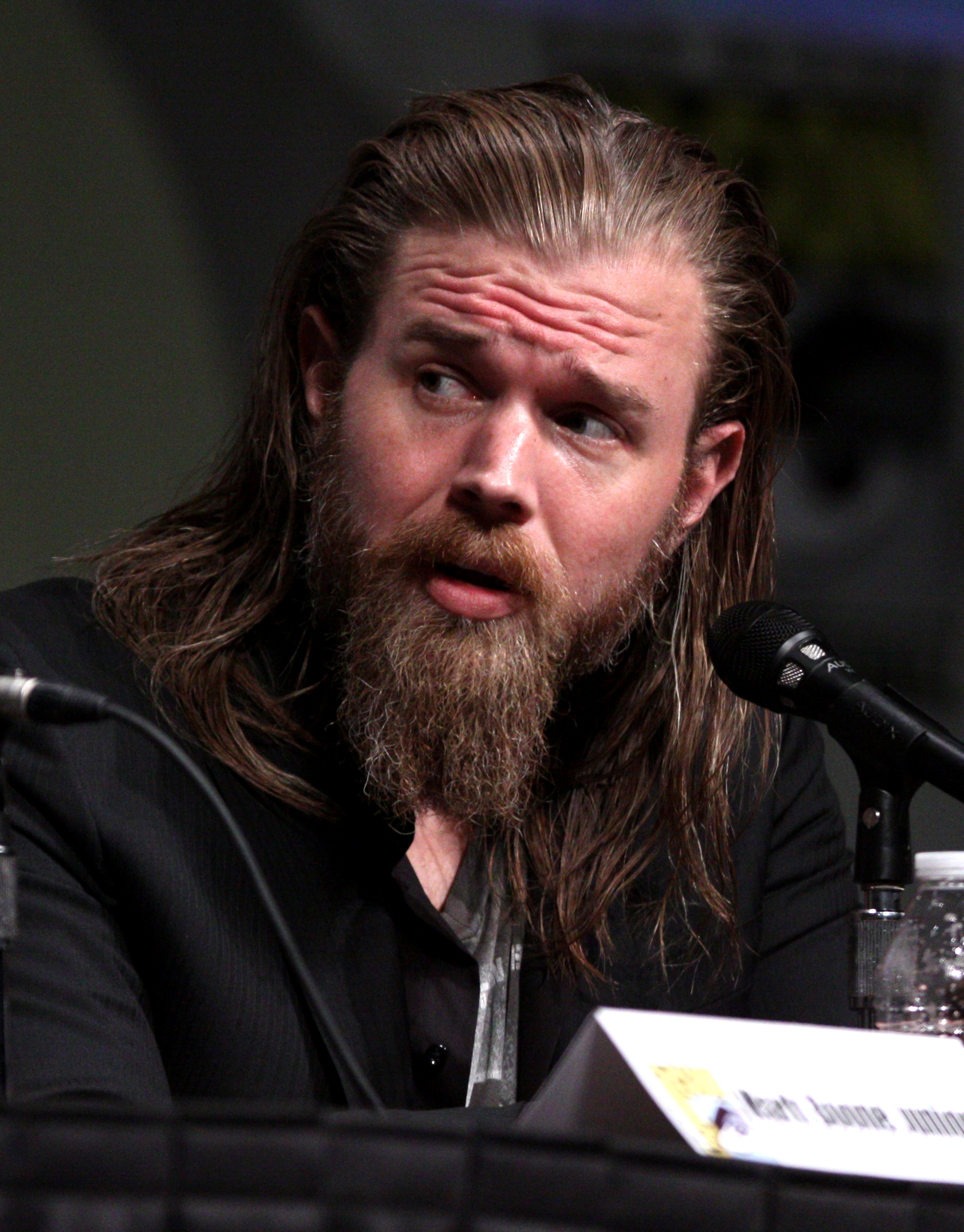
Ryan Hurst interpreta Beta

## Personaggi secondari

### Gruppo di Atlanta
È il gruppo iniziale di sopravvissuti capeggiato fuori Atlanta, inizialmente composto da 20 persone guidate dall'ex vice sceriffo Rick Grimes.
- Amy (stagione 1), interpretata da Emma Bell, doppiata da Perla Liberatori.
È la sorella minore di Andrea. Durante la sua infanzia, Andrea, che aveva 12 anni in più, non visitava quasi mai i suoi genitori e tanto meno sua sorella. Tuttavia il legame fra Amy e Andrea è molto forte. Durante l'attacco alla cava vicino ad Atlanta in cui il gruppo era accampato, viene morsa prima al braccio e poi al collo da un vagante e muore tra le braccia della sorella. Risvegliatasi come vagante, Andrea la abbatte con un colpo di pistola alla testa.
- Theodore Douglas / T-Dog (stagioni 1-3), interpretato da IronE Singleton, doppiato da Gabriele Sabatini.
È un uomo che fa parte del gruppo di Atlanta. Molto gentile, disponibile e disposto a lottare per i suoi compagni. Viene introdotto nel secondo episodio della prima stagione, dove, insieme ad altri compagni, partecipa a una spedizione in città, incontrando Rick Grimes. In seguito a una crisi di nervi nei confronti di T-Dog (a causa di razzismo per la sua pelle scura) Merle Dixon viene ammanettato da Rick su un tetto, e in seguito lasciato lì, poiché al momento della fuga, T-Dog, che aveva le chiavi, le perde, chiudendo però la porta d'ingresso per non far sbranare Merle dai vaganti. In seguito torna con Rick, Glenn e Daryl, fratello di Merle, per ritrovarlo, ma la ricerca non da risultati. Nella seconda stagione si ferisce a un braccio, ma riesce a salvarsi miracolosamente da una mandria di vaganti. Tuttavia le sue condizioni peggiorano, e viene portato alla fattoria per essere medicato. Muore nel quarto episodio della terza stagione, quando, dopo essere stato morso alla spalla destra da un vagante durante l'attacco alla prigione, ormai prossimo alla morte, decide di farsi sbranare dai vaganti per permettere a Carol di fuggire.
- Jim (stagione 1), interpretato da Andrew Rothenberg, doppiato da Edoardo Nordio.
È un uomo del gruppo di Atlanta. Mentre Rick torna ad Atlanta Jim prende un brutto colpo di sole e comincia a scavare senza sosta, ma viene fermato da Shane e Dale. Una volta ritornato cosciente promette di aiutare il gruppo. A causa di un graffio lasciatogli da un vagante durante l'attacco alla cava inizia ad avere la febbre che precede la morte e la trasformazione, e per questo durante il tragitto al centro controllo malattie si fa lasciare a un albero e abbandonare per ricongiungersi con la sua famiglia morta.
- Jacqui (stagione 1), interpretata da Jeryl Prescott Sales, doppiata da Alessandra Korompay.
È una donna del gruppo di Atlanta. Partecipa alla spedizione in città, quando conosce Rick. Stanca di continuare a lottare e ormai senza speranza, decide di farsi esplodere insieme al Dr. Jenner nel centro controllo malattie di Atlanta.
- Morales (stagioni 1, 8), interpretato da Juan Pareja, doppiato da Luigi Ferraro.
È un uomo ispanico che fa parte del gruppo di Atlanta insieme alla moglie Miranda e ai figli Eliza e Louis. Partecipa alla spedizione in città, quando conosce Rick. Dopo l'attacco dei vaganti all'accampamento dove erano rifugiati, insieme alla sua famiglia, decide di lasciare il gruppo per dirigersi a Birmingham alla ricerca dei parenti invece di proseguire con Rick e gli altri verso il centro controllo malattie. Dopo tanto tempo riappare nell'ottava stagione dove si scopre essere un membro dei salvatori, puntando una pistola contro Rick. Dopo aver raccontato a Rick come è morto il resto della sua famiglia, di come sia entrato a far parte dei salvatori e aver appreso delle morti di Lori, Shane, Andrea e soprattutto di Glenn, prima che arrivassero i salvatori a prendere Rick vivo, viene ucciso senza pietà da Daryl con la balestra, il quale lo aveva persino riconosciuto.
- Ed Peletier (stagione 1), interpretato da Adam Minarovich, doppiato da Pasquale Anselmo.
È il marito di Carol e padre di Sophia. È un uomo violento, che maltratta la moglie e prova un'attrazione nei confronti della figlia. Shane lo picchia dopo l'ennesima violenza sulla moglie. Muore sbranato dai vaganti durante l'attacco alla cava. Successivamente Carol lo colpisce in testa prima del risveglio del cadavere.
- Sophia Peletier (stagioni 1-2), interpretata da Madison Lintz, doppiata da Sara Labidi.
È la figlia di Carol e Ed. Molto graziosa e dolce, è amica di Carl, e porta con sé una bambola. È oggetto delle attenzioni perverse del padre, che evita tenendolo a debita distanza. Nella seconda stagione Sophia è costretta, insieme al resto del gruppo, a nascondersi sotto una sfilza di auto abbandonate da una mandria di vaganti, ma due di essi la scoprono e per sfuggirgli scappa in un bosco nelle vicinanze. Rick la raggiunge e la nasconde in un mucchio di rami e tronchi sul letto di un ruscello, per poter affrontare i due vaganti più facilmente, e le indica la direzione da prendere per ricongiungersi al gruppo nel caso non dovesse tornare. Abbattuti i due zombie, Rick torna da Sophia, ma non la trova. La bambina infatti, appena Rick si è allontanato con i vaganti, decide di uscire subito dal nascondiglio, per cercare di ricongiungersi alla madre, senza riuscirci. Nonostante i numerosi tentativi di ricerca della bambina da parte di Rick e di Daryl, Sophia viene trovata all'interno del fienile dei Greene, ormai trasformata in un vagante. Rick con molto dispiacere e amarezza la abbatte con un colpo di pistola alla testa.

### Fattoria dei Greene
È una azienda agricola gestita dal fattore Hershel Greene in cui abita insieme alla sua famiglia e dei cari amici.
- Otis (stagione 2), interpretato da Pruitt Taylor Vince, doppiato da Roberto Stocchi.
È il marito di Patricia e amico di Hershel, per il quale lavora alla fattoria. Era solito portare i vaganti, spesso conoscenti, nel fienile, mentre si sperava di trovare una cura. Tra loro c'è una bambina di nome Sophia, figlia di Carol, portata nel fienile prima che il gruppo di Rick arrivasse alla fattoria. Durante una battuta di caccia nel bosco spara involontariamente a Carl, poiché era dietro un cervo. Muore sbranato dai vaganti quando Shane, in missione con lui per trovare del materiale medico necessario a salvare la vita di Carl, gli spara alla gamba e lo sacrifica per salvarsi. Shane terrà un discorso a malincuore su come Otis lo abbia salvato, essendo però pentito in parte del sacrificio.
- Patricia (stagione 2), interpretata da Jane McNeill.
È la moglie di Otis e amica dei Greene. Insieme al marito, vive e lavora alla fattoria della famiglia Greene. Dopo la morte di Otis, si affligge. Il suo compito alla fattoria era quello di nutrire i vaganti nel fienile, spesso con galline. Solitamente, assisteva e aiutava Hershel durante le sue operazioni. Alla fine della seconda stagione, muore sbranata dai vaganti durante l'attacco alla fattoria.
- Jimmy (stagione 2), interpretato da James Allen McCune, doppiato da Alessio De Filippis.
È il fidanzato di Beth Greene. È un ragazzo timido, ma a volte consulta le cartine dei dintorni della fattoria, aiutando così Shane e Rick. Alla fine della seconda stagione, muore sbranato dai vaganti dentro il camper di Dale durante l'attacco alla fattoria.
- Randall Culver (stagione 2), interpretato da Michael Zegen, doppiato da Gabriele Patriarca.
È un ragazzo appartenente al gruppo di sopravvissuti di Dave e Tony che, insieme a Nate e Sean, attacca Rick, Hershel e Glenn in un bar della città. Durante la sparatoria con il gruppo di Rick si ferisce alla gamba e viene abbandonato da Nate, così viene salvato da Rick e Hershel che lo portano alla fattoria e gli curano la gamba. Inizialmente viene tenuto prigioniero in attesa di decidere il suo destino. Nonostante Rick sia propenso a risparmiargli la vita grazie a Dale, Shane libera Randall e va con lui nel bosco, ma lo uccide, spezzandogli il collo. Dopo essersi risvegliato come vagante, attacca Daryl e Glenn nel bosco, ma viene abbattuto da quest'ultimo.

### Gruppo dei detenuti della prigione
Cinque detenuti del carcere Correctional Facility sopravvissuti in una mensa per 10 mesi con a capo il violento Tomas.
- Axel (stagione 3), interpretato da Lew Temple, doppiato da Gaetano Varcasia.
È uno dei detenuti sopravvissuti della prigione con un passato da drogato. Aveva cercato di rapinare un negozio con una pistola finta ed era stato incarcerato. È il miglior amico di Oscar ed è un uomo che inizialmente sembra instabile. Dopo che Rick uccide Tomas, e crede di aver eliminato anche Andrew, Axel lo prega di risparmiarlo insieme a Oscar. Protesta più volte quando Rick, che li risparmia la vita, ma lo fa vivere solo con Oscar in un blocco disinfestato, ma pieno di morti di loro conoscenti. Dopo la morte di Andrew viene accettato insieme a Oscar nel gruppo di Rick, aiutando anche Glenn con Oscar a scavare le buche di T-Dog, Lori e Carol (dispersa). Axel, a questo punto, si apre con gli altri, divenendo un uomo simpatico e scherzoso che inizia subito a legare con Carol, ritrovata, e amico di tutto il gruppo visto il suo bel carattere. Durante il primo assalto del Governatore, viene ucciso con un colpo di fucile alla testa sparato dallo stesso Governatore, appostato all'esterno della prigione, mentre faceva una tranquilla e divertente discussione con Carol.
- Oscar (stagione 3), interpretato da Vincent M. Ward, doppiato da Massimiliano Plinio.
È uno dei detenuti sopravvissuti della prigione, ex scassinatore, che come ad Axel, suo migliore amico, viene puntata contro la pistola da Rick in persona poiché convinto che siano cospiratori. A differenza di Axel, però, non sembra avere né crisi di nervi né segni di cedimento, dicendo che non aveva mai pregato nessuno, e che non avrebbe certo cominciato adesso. In seguito entra a far parte del gruppo di Rick, al quale salva la vita uccidendo Andrew, conquistandosi così la sua fiducia. Più tardi aiuta Glenn con Axel a scavare buche per alcuni del gruppo che sono morti. Rick, durante la missione di salvataggio di Glenn e Maggie, tentenna a uccidere una guardia di Woodbury, poiché è uguale a Shane Walsh, errore che permetterà all'uomo di sparare, uccidendo Oscar, che in quel momento stava aiutando Glenn e Maggie a scavalcare le mura di Woodbury. Per prevenirne il risveglio del cadavere Maggie gli spara in testa.
- Tomas (stagione 3), interpretato da Nick Gomez, doppiato da Andrea Lavagnino.
È il capo dei detenuti sopravvissuti della prigione, di origine ispaniche. Tomas è un uomo molto violento, tant'è che uccide a sangue freddo Big Tiny dopo che era stato graffiato da un vagante. Inizialmente l'uomo si dimostra collaborativo, ma poi diventa ostile. Viene ucciso da Rick con un colpo di machete in testa, dopo che il detenuto aveva cercato di ucciderlo in due occasioni, prima cercando di tagliargli la gola insieme a un vagante, poi lanciandogliene uno addosso.
- Andrew (stagione 3), interpretato da Markice Moore, doppiato da Gianluca Crisafi.
È uno dei detenuti sopravvissuti della prigione, nonché braccio destro di Tomas. Scappa dopo che Rick uccide Tomas e viene rinchiuso in un cortile pieno di vaganti. Il detenuto però riesce a sopravvivere e per vendicarsi apre le porte del carcere facendo entrare un'orda di vaganti, causando la morte di T-Dog e di Lori. Viene ucciso da Oscar con un colpo di pistola alla testa, poco dopo aver tentato di uccidere Rick.

### Woodbury
La comunità di Woodbury è una cittadina amministrata dal Governatore che si trova ai confini della prigione abitata dal gruppo di Rick.
- Caesar Martinez (stagioni 3-4), interpretato da Jose Pablo Cantillo, doppiato da Alessandro Budroni.
È il braccio destro del Governatore, addetto alle missioni esterne e al controllo dei confini della città. Spesso combatte contro Merle nell'arena di Woodbury in mezzo ad alcuni azzannatori innocui. In seguito partecipa all'incontro tra Il Governatore e Rick, parlando per ingannare l'attesa con Daryl. Scampa insieme a Shumpert al genocidio del Governatore, che lo lascia a bocca aperta. I due poi lo abbandonano a se stesso. Nella quarta stagione, è il leader di un nuovo gruppo di sopravvissuti, nel quale accoglie il Governatore (dal quale si era separato) e le donne della famiglia Chambler. Dopo l'arrivo di quest'ultimo gli rivelerà che Shumpert è morto per colpa degli azzannatori. Muore per mano del Governatore che, con l'intento di rubargli la leadership del gruppo, lo butta in una fossa piena di azzannatori.
- Shumpert (stagione 3), interpretato da Travis Love.
È uno degli uomini di Woodbury, addetto alle spedizioni esterne e al controllo dei confini della città. Insieme a Martinez, è uno dei due uomini fidati del Governatore. È solito portare un arco o un mitra. Scampa insieme a Martinez al genocidio del Governatore, che lo lascia a bocca aperta. I due poi lo abbandonano a se stesso. Nella quarta stagione, si scopre che è stato fatto a pezzi da un azzannatore e poi abbattuto da Martinez per pietà, perché dopo che i due avevano abbandonato il Governatore non era più lo stesso.
- Milton Mamet (stagione 3), interpretato da Dallas Roberts, doppiato da Fabrizio Manfredi.
È uno scienziato che vive a Woodbury. È un fedele collaboratore del Governatore, che ha il compito di condurre esperimenti sugli azzannatori nel tentativo di trovare una cura. È convinto che i suoi esperimenti avranno successo, pur non avendone basi certe. Ha una fortissima venerazione (mista a terrore) per il Governatore. Aiuta Andrea ad andare a mediare con il gruppo della prigione, e poi le rivela i veri piani del Governatore. Brucia inoltre gli azzanatori nelle fosse per evitare che vengano usati contro il gruppo di Rick. Viene ucciso dal Governatore, che lo ritiene colpevole di tradimento. Risvegliatosi come azzannatore, morde Andrea prima che quest'ultima riesca ad abbatterlo.
- Allen (stagione 3), interpretato da Daniel Thomas May, doppiato da Guido Di Naccio.
È un uomo che, insieme alla moglie Donna e al figlio Ben, fa parte del gruppo di sopravvissuti guidato da Tyreese. Allen è un uomo scontroso e brutale, che litiga con Tyreese alcune volte. Deve affrontare la morte della moglie e dopo aver lasciato la prigione va a vivere a Woodbury ed entra nell'esercito del Governatore insieme al figlio Ben. Quest'ultimo morirà a causa di un proiettile sparato da Merle per uccidere in realtà il Governatore stesso. Viene ucciso da quest'ultimo durante un raptus di follia poco dopo aver attaccato la prigione senza successo.
- Ben (stagione 3), interpretato da Tyler Chase.
È il figlio adolescente di Allen e Donna. Dopo aver lasciato la prigione va a vivere a Woodbury e entra nell'esercito del Governatore insieme al padre. Viene ucciso per sbaglio da Merle poiché si trova nella traiettoria della pallottola destinata al Governatore. Il suo cadavere viene divorato da Merle trasformatosi in vagante poiché poco prima era stato ucciso dal Governatore.
- Karen (stagioni 3-4), interpretata da Melissa Ponzio, doppiata da Laura Boccanera (stagione 4).
È una degli abitanti di Woodbury. Partecipa alla spedizione contro la prigione. Dopo essere scampata al raptus di follia del Governatore viene salvata da Rick e decide così di andare a vivere nella prigione insieme ai rimasti abitanti di Woodbury. Durante il soggiorno alla prigione comincia una relazione con Tyreese. All'inizio della quarta stagione, si ammala e viene messa in isolamento insieme a David, fino a quando viene uccisa da Carol perché ritenuta contagiosa. Il suo corpo carbonizzato viene trovato da Tyreese in uno dei cortili della prigione.

### Comunità della prigione
Durante i diversi mesi passati tra la fine della terza e l'inizio della quarta stagione, un consiglio formato da Hershel, Glenn, Daryl, Carol e Sasha ha accolto i rimasti conosciuti abitanti di Woodbury nella prigione e anche persone dal di fuori fino a creare una comunità.
- Caleb Subramanian (stagione 4), interpretato da Sunkrish Bala, doppiato da Marco Bassetti.
È uno dei nuovi abitanti della prigione. È un medico ed è molto amico con Hershel. Caleb capisce e intuisce la malattia, aiutando i malati e diagnosticando essa a molti abitanti della prigione. Rivela a Hershel di un fucile nascosto sotto il letto per difendersi dagli ammalati che potrebbero trasformarsi. Muore a causa della malattia diffusasi nella prigione e risvegliatosi come vagante, viene definitivamente abbattuto da Hershel stesso.
- Lizzie e Mika Samuels (stagioni 4-5), interpretate da Brighton Sharbino e da Kyla Kenedy, doppiate da Margherita De Risi e Giorgio Ionica.
Le giovani figlie di Ryan, dopo la cui morte sono affidate a Carol. In seguito all'assalto alla prigione, si salvano con Tyreese, Carol e la piccola Judith e si incamminano nel viaggio. Purtroppo, già prima di seguire i due adulti, Lizzie manifesta molteplici comportamenti indicativi di psicopatia, tra cui la tendenza al torurare animali, il tentare di soffocare la piccola Judith quando essa piange e, soprattutto, mostra una malsana ossessione per i vaganti, che insiste a considerare delle persone vere e considerandosi loro amica nonostante più di una volta Carol e Mika cerchino di farle capire la realtà delle cose. Mika al contrario si mostra subito una bambina molto dolce e gentile, ma ben consapevole della pericolosità dei vaganti e, quando necessario, pronta ad eliminarli nonostante la giovane età. Alla fine, la loro storia ha un finale tragico quando Lizzie, per dimostrare che i vaganti non sono dei mostri, ma solo diversi, uccide Mika pugnalandola al petto affinché ritorni in vita come vagante, venendo fermata dal fare lo stesso con Judith solo dall'arrivo di Carol e Tyreese. Di fronte a questa scellerata azione, verso la quale la ragazza non prova alcun rimorso, Carol e Tyreese capiscono la bambina è affetta da un gravissimo disturbo psichiatrico che le rende impossibile stare con le altre persone e quindi, non esistendo più le risorse per trattare tale disturbo, la donna è obbligata a ucciderla. Le sorelline Samuels appaiono nuovamente nella quinta stagione come allucinazione alla vista di Tyreese.

### I Rivendicatori
I Rivendicatori sono un gruppo di banditi comandati da Joe che razzia nelle case alla ricerca di rifornimenti e armi con la regola del rivendicare.
- Joe (stagione 4), interpretato da Jeff Kober, doppiato da Enrico Di Troia.
È il leader di un gruppo di banditi che invadono la casa in cui Rick, Carl e Michonne si erano rifugiati dopo la distruzione della prigione. Successivamente incontra Daryl e lo invita a entrare nel suo gruppo. Dopo aver trovato il gruppo di Rick decide di attaccarlo per vendicare la morte del compagno Lou ma viene ucciso da quest'ultimo che lo morde alla carotide, morendo in pochi secondi.

### Terminus
Terminus è una comunità di cannibali comandata da Gareth che attira le persone con cartelli stradali e trasmissioni radiofoniche con l'intento di catturarle e renderle il loro bestiame.
- Mary (stagioni 4-5), interpretata da Denise Crosby, doppiata da Isabella Pasanisi.
È la madre di Gareth e Alex ed è una dei fondatori del rifugio. È la prima persona che Glenn, Maggie, Sasha, Bob, Tara, Abraham, Eugene e Rosita incontrano al loro arrivo a Terminus. Nella quinta stagione, muore sbranata dai vaganti che, con l'aiuto di Carol, invadono la chiesa di Terminus.
- Alex (stagioni 4-5), interpretato da Tate Ellington, doppiato da Daniele Raffaeli.
È un membro della comunità di Terminus, nonché figlio di Mary e fratello di Gareth. Viene ucciso accidentalmente con un colpo alla testa da un compagno durante la prima sparatoria tra gli abitanti di Terminus e il gruppo di Rick.
- Gareth (stagioni 4-5), interpretato da Andrew J. West, doppiato da Gabriele Lopez.
È il leader della comunità di cannibali di Terminus. Alla fine della quarta stagione imprigiona Rick, Daryl, Carl, Michonne, Glenn, Maggie, Sasha, Bob, Tara, Abraham, Eugene e Rosita in un container con l'intento di ucciderli. Il suo piano viene sventato dall'intervento di Carol, che provoca la distruzione di Terminus e permette la liberazione di Rick e degli altri, uccidendo quasi tutti gli abitanti di Terminus. Successivamente, Gareth e cinque residenti di Terminus sopravvissuti, seguono il gruppo di Rick, con l'intendo di ucciderli tutti per vendicare la perdita di Terminus. Rapiscono Bob, si cibano della sua gamba e attaccano la chiesa di padre Gabriel dove sono rifugiati i sopravvissuti. Durante l'attacco alla chiesa Rick spara a Gareth. Egli perde due dita e poi viene ucciso da Rick stesso che lo colpisce ripetutamente con un machete senza pietà.
- Martin (stagione 5), interpretato da Chris Coy, doppiato da Francesco Venditti.
È un uomo di Terminus, nonché braccio destro di Gareth. Durante una missione al di fuori di Terminus, viene catturato da Carol e Tyreese. Durante la prigionia minaccia di morte Judith e per questo viene picchiato a mani nude da Tyreese che però gli risparmia la vita. In seguito ritrova Gareth e insieme a lui e ad altri cannibali cattura Bob, si ciba della sua gamba e attacca la chiesa dove sono rifugiati Rick e gli altri sopravvissuti. Durante l'attacco alla chiesa, viene ucciso da Sasha che lo colpisce ripetutamente con un coltello.

### Grady Memorial Hospital
Il Grady Memorial Hospital è un ospedale situato ad Atlanta formato da un gruppo di poliziotti e inservienti comandati dall'agente/tenente Dawn Lerner che credono che l'assistenza militare alla fine arriverà. L'ospedale è gestito nell'ambito di un regime autoritario rigoroso.
- Dawn Lerner (stagione 5), interpretata da Christine Woods, doppiata da Sabrina Duranti.
È una tenente che è leader di una comunità di sopravvissuti residenti presso il Grady Memorial Hospital di Atlanta, un ospedale gestito con regime militare da un gruppo di poliziotti che salvano persone per poi costringerle a lavorare per loro. Dawn è una donna fredda e autoritaria, disposta a tutto pur di mantenere la leadership dell'ospedale. Manipola Beth spingendola a compiere alcuni atti per suo conto. Durante la liberazione di Carol e Beth in cambio di due suoi uomini, uccide involontariamente quest'ultima e viene a sua volta uccisa da Daryl con un colpo di pistola in piena fronte.
- Steven Edwards (stagione 5), interpretato da Erik Jensen, doppiato da Francesco Bulckaen.
È l'unico medico che fa parte della comunità del Grady Memorial Hospital. Pur non essendo d'accordo con i metodi di Dawn e degli altri poliziotti, vive nell'ospedale perché lo considera un posto sicuro. Assume un atteggiamento amichevole nei confronti di Beth. Dopo la morte di Dawn nonostante la proposta di Rick, decide di rimanere all'ospedale. Muore per cause sconosciute durante il salto temporale di sei anni.
- Noah (stagione 5), interpretato da Tyler James Williams, doppiato da Flavio Aquilone.
È un ragazzo che è costretto a vivere e lavorare come inserviente presso il Grady Memorial Hospital. Stringe amicizia con Beth e con il suo aiuto riesce a fuggire dall'ospedale. Dopo la fuga incontra Daryl e Carol, si unisce al gruppo e li aiuta a liberare Beth e Carol dall'ospedale. Dopo la morte di Beth, si dirige nella città di Richmond in Virginia insieme a Rick, Glenn, Michonne e Tyreese, con l'intento di ricongiungersi con la sua famiglia. Arrivato nella città, scopre che i membri della sua comunità sono stati tutti uccisi, compresi la madre e i fratelli gemelli, uno dei quali divenuto vagante morde Tyreese. Arrivato ad Alexandria entra, insieme a Glenn e Tara, nel gruppo delle persone addette alle spedizioni esterne. Durante una perlustrazione con Glenn, Tara, Eugene, Aiden e Nicholas rimane intrappolato in una porta girevole insieme a Glenn e Nicholas e per colpa di quest'ultimo viene sbranato dai putrefatti.
- Amanda Shepherd  (stagione 5), interpretata da Teri Wyble, doppiata da Milvia Bonacini.
È un agente del Grady. Viene catturata dal gruppo di Rick per scambiarla insieme a Licari con Beth e Carol. Prende il comando dell'ospedale dopo la morte di Dawn nonostante la proposta di Rick di lasciare l'ospedale. Muore per cause sconosciute durante il salto temporale di sei anni.

### Alexandria
La comunità di Alexandria è una cittadina amministrata da Deanna Monroe e in seguito da Rick Grimes che si trova in Virginia, vicina alla città di Washington.
- Eric (stagioni 5-8), interpretato da Jordan Woods-Robinson, doppiato da Stefano Sperduti.
È il fidanzato di Aaron ed è l'altro reclutatore di Alexandria, fino all'arrivo di Daryl. Viene ritrovato da Aaron e il gruppo di Rick. La coppia guiderà i protagonisti ad Alexandria. Giorni dopo cena insieme ad Aaron e Daryl, lasciando a quest'ultimo il proprio posto, a causa della propria gamba rotta. Nella sesta stagione partecipa allo sterminio del branco di zombie insieme ad altri. Nella settima stagione, esprime il suo parere ad Aaron riguardo alla situazione con Negan. Teme infatti che i continui pestaggi che Aaron subisce ogni volta che incontra i salvatori possano ucciderlo, tuttavia si convincerà che deve combattere anche lui e insieme ad Aaron e ad altri si darà da fare per l'imminente guerra. Andrà anche a Oceanside con gli altri per prendere le armi della comunità. Durante la guerra totale viene colpito allo stomaco, morendo dissanguato per poi trasformarsi, nonostante la presenza di Aaron.
- Nicholas (stagioni 5-6), interpretato da Michael Traynor, doppiato da Stefano Brusa.
È un uomo che vive ad Alexandria che fa parte del gruppo addetto alle spedizioni esterne guidato da Aiden Monroe. È un uomo codardo che durante una missione esterna provoca indirettamente la morte di Aiden, non partecipando al suo salvataggio, e direttamente quella di Noah. A causa della sua codardia, entra in conflitto con Glenn e tenta di ucciderlo senza successo, per poi pentirsene. Insieme a Glenn e Heath farà parte del gruppo che dovrà liberare un negozio di trattori dai vaganti al suo interno per portare a termine il piano di Rick per allontanare una grande mandria di vaganti in avvicinamento alla comunità. In seguito all'attacco dei lupi ad Alexandria, il piano va in fumo e Nicholas si ritrova insieme a Glenn, Heath, Scott, Michonne, Annie e David a fuggire dai vaganti e a rifugiarsi in un negozio di animali, si offrirà di aiutare Glenn ad allontanare i vaganti per permettere agli altri di fuggire, ma insieme al ragazzo viene circondato dalla mandria mentre si trovano sopra a un cassonetto dell'immondizia e non avendo altra via d'uscita e per lo stato confusionale in cui si trova, Nicholas ringrazia Glenn e si suicida con un colpo di pistola in testa. Nicholas, cadendo dal cassonetto finisce sopra Glenn, il coreano striscia poi sotto il cassonetto salvandosi mentre il corpo di Nicholas viene mangiato dai vaganti.
- Olivia (stagioni 5-7), interpretata da Ann Mahoney, doppiata da Emanuela Damasio.
È una donna della comunità di Alexandria che si occupa della gestione dell'armeria e del magazzino delle provviste alimentari. Molto gentile e premurosa, ha una mente matematica e razionale, con un carattere mite. Diventa subito amica del gruppo di Rick, soprattutto di Carol. Nella sesta stagione partecipa allo sterminio dell'orda dei vaganti in città. Cerca, nel quinto episodio, di trattenere gli abitanti di Alexandria nel prendere da sé le provviste, data la mandria di zombie fuori dalla città. Nella settima rischia di essere uccisa da Negan, poiché dall'armeria mancano due armi. Rick riesce a trovarle, la colpa è di Spencer. Salvatasi, nell'ottavo episodio di questa stagione Olivia assiste alla morte di Spencer per mano di Negan, ma viene poi uccisa a causa di Rosita che volendo sparare a Negan, finisce per colpire Lucille facendo infuriare l'uomo. Negan da quindi ordine ad Arat di uccidere una persona a sua scelta e la donna uccide Olivia.
- Pete Anderson (stagione 5), interpretato da Corey Bill, doppiato da Marco Baroni.
È il marito di Jessie e il padre di Ron e Sam. È un dottore e anche chirurgo della cittadina. È un uomo violento nei confronti della moglie e dei figli. Dopo uno scontro con Rick, viene allontanato dalla sua famiglia. Durante un raptus di follia tenta di uccidere Rick, ma anziché colpire quest'ultimo taglia la gola a Reg Monroe, uccidendolo. Per questo motivo viene ucciso da Rick con un colpo di pistola in faccia su richiesta di Deanna.
- Ron Anderson (stagioni 5-6), interpretato da Austin Abrams, doppiato da Arturo Valli.
È il primogenito di Pete e Jessie e fratello di Sam. Diventa amico di Carl e lo presenta agli altri ragazzi della comunità, Mikey e Enid che con quest'ultima ha una relazione. Dopo che Enid lascia la comunità, Ron inizia a sviluppare atteggiamenti ostili verso Carl e anche verso Rick, colpevole dell'omicidio del padre. Rick e Carl gli insegneranno a sparare. Dopo che i vaganti entrano ad Alexandria, Ron credendo che fosse giunta la sua ora e quella della sua famiglia, decide di uccidere Carl, ma il ragazzo riesce a difendersi e Ron attirerà i vaganti dentro casa, mettendone a rischio gli occupanti. Assiste impietrito alla morte della madre e del fratello e credendo che la colpa sia di Rick decide di uccidere quest'ultimo, ma prima che potesse sparare Michonne lo trafigge con la sua katana uccidendolo. La pallottola finisce colpendo di striscio l'occhio destro di Carl, rendendolo cieco.
- Sam Anderson (stagioni 5-6), interpretato da Major Dodson, doppiato da Daniele De Ambrosis.
È il secondogenito di Pete e Jessie, fratello di Ron. Si avvicina a Carol, confidandole i maltrattamenti che la madre subisce dal padre. Dopo l'assalto dei lupi, non vorrà più lasciare la sua camera a causa del trauma subito. Sarà costretto ad abbandonare la sua casa dopo che i vaganti riescono a entrarvi per colpa di Ron. Muore sbranato dai vaganti assieme alla madre.
- Aiden Monroe (stagione 5), interpretato da Daniel Bonjour, doppiato da Lorenzo De Angelis.
È il figlio di Reg e Deanna e fratello di Spencer. Persona egoista e arrogante, è a capo di uno dei due gruppi addetto alle missioni di perlustrazione esterna. Durante una missione con Glenn, Tara, Eugene, Noah e Nicholas, spara a un vagante con una granata sul giubbotto provocando un'esplosione che ferisce gravemente Tara e lui stesso, che rimane infilzato su alcune travi di acciaio. Nonostante il tentato salvataggio da parte di Glenn, Noah e di un poco collaborativo Nicholas, Aiden muore sbranato dai vaganti.
- Reg Monroe (stagione 5), interpretato da Steve Coulter, doppiato da Saverio Indrio.
È il marito di Deanna, padre di Aiden e Spencer. È un ingegnere ed è colui che ha costruito le barricate che rendono sicura la città di Alexandria. Ha una simpatia per Noah, desideroso di imparare il mestiere dell'architetto, ma purtroppo, a causa di Nicholas, questo morirà. Viene ucciso da Pete Anderson, che gli taglia la gola in seguito a un raptus di follia.
- Tobin (stagioni 5-8), interpretato da Jason Douglas, doppiato da Fabrizio Russotto.
È un uomo che fa parte della comunità di Alexandria. È il capo del team di costruzione. Durante i lavori di ampliamento delle mura, rinuncia al suo ruolo lasciandolo ad Abraham. Persona gentile e altruista, prenderà simpatia con il gruppo di Rick, soprattutto con quest'ultimo e Carol. Aiuterà Rick insieme ad altri alessandrini per allontanare una grossa mandria di vaganti in avvicinamento ad Alexandria. Dopo l'invasione dei vaganti nella comunità, confessa a Carol che la riteneva una semplice figura materna per molte persone, ma non immaginava che fosse capace di compiere certe cose, il che terrorizza l'uomo. Subito dopo i due si scambiano un bacio. Dopo la morte di Denise, Carol gli lascia un biglietto in cui gli dice che lascia Alexandria e non deve cercarla. Nella settima stagione partecipa alla spedizione di Rick verso Oceanside per prelevare le armi della comunità. Alla fine di questa stagione Tobin incontra nuovamente Carol, ritornata insieme a Ezekiel ad Alexandria. Nell'ottava stagione viene infettato da un salvatore e morirà per poi resuscitare, in stato di vagante infetterà Kurt e Dana, in seguito viene abbattuto da Carol.
- Barbara (stagione 5-in corso), interpretata da Mandi Christine Kerr.
È una donna che vive ad Alexandria.
- Bruce (stagioni 5-8), interpretato da Ted Huckabee, doppiato da Stefano Alessandroni.
È un uomo che vive ad Alexandria e che fa parte del team di costruzione diretto prima da Tobin e poi da Abraham. Muore dopo l'attacco dei salvatori a Hilltop.
- Francine (stagioni 5-8), interpretata da Dahlia Legault.
È una donna che vive ad Alexandria e che fa parte del team di costruzione diretto prima da Tobin e poi da Abraham. Viene salvata da quest'ultimo durante l'attacco di alcuni vaganti. Aiuterà Rick insieme ad altri alessandrini nella missione di allontanamento dell'orda di vaganti in avvicinamento alla comunità. Si unisce a Rick nella spedizione verso Oceanside per prendere le armi della comunità. Durante la guerra totale contro i salvatori viene colpita a morte nello stomaco.
- Heath (stagioni 6-7), interpretato da Corey Hawkins, doppiato da Davide Perino.
È un uomo che vive ad Alexandria. È a capo di uno dei due gruppi addetto alle missioni di perlustrazione esterna ed è il migliore amico di Scott. Insieme a Glenn e Nicholas farà parte del gruppo che dovrà liberare un negozio di trattori dai vaganti al suo interno per portare a termine il piano di Rick per allontanare una mandria di vaganti in avvicinamento alla comunità. Come Glenn non aveva mai ucciso nessuna persona prima, ma entrambi saranno costretti a uccidere dei salvatori per aiutare la comunità di Hilltop e la loro. Dopo la missione, partirà con Tara per una spedizione di due settimane, durante la quale confessa di aver provato rimorso nell'uccidere i salvatori, ma capisce che lo ha dovuto fare per salvare anche se stesso. Durante la spedizione, il duo giunge a un accampamento su di un ponte e all'apparenza deserto, ma Tara libera per errore alcuni zombie seppelliti da della sabbia che qualcuno era riuscito a intrappolare. Heath riesce a salvare Tara, sparando ad alcuni vaganti che l'avevano circondata, ma attirando essi su di sé. Tara dopo essere riuscita a fuggire dalla comunità di Natania fa ritorno al ponte e scopre che Heath è sparito insieme al camper e trova per terra i suoi occhiali. Quando Tara torna ad Alexandria, Heath non c'è, questo presume che sia stato catturato da qualcuno o da un'altra comunità. Il suo destino è sconosciuto.
- Scott (stagione 6-9), interpretato da Kenric Green, doppiato da Emilio Mauro Barchiesi (stagione 6) e Guido Di Naccio (stagione 7-in corso).
È un uomo che vive ad Alexandria. Fa parte del gruppo addetto alle spedizioni esterne guidato dal suo miglior amico Heath. Durante la fuga dalla mandria di vaganti distratta dal suono del camion che ha attaccato Alexandria, viene ferito alla gamba da un proiettile sparato da Sturgess. È stato affidato alle cure di Denise e per questo si rimetterà in sesto dopo l'assalto dei lupi e della mandria di vaganti ad Alexandria.
- Denise Cloyd (stagione 6), interpretata da Merritt Wever, doppiata da Alessia Amendola.
È una donna che vive ad Alexandria, aveva un fratello gemello di nome Dennis e i genitori alcolizzati. È una psichiatra che dopo la morte di Pete Anderson cerca di sostituirlo come nuovo medico della cittadina. Si fidanza con Tara dopo l'attacco dei lupi nella comunità. Inizierà a curare segretamente il leader dei lupi per fare un favore a Morgan. Durante l'invasione dei vaganti ad Alexandria salva la vita di Carl. Dopo questi avvenimenti la sua relazione con Tara diventa più salda e instaura un certo rapporto di amicizia con Daryl. Dopo la vicenda con i salvatori, chiede a Daryl e a Rosita di accompagnarla alla ricerca di forniture mediche, ma durante il viaggio viene accidentalmente colpita alla testa da una freccia scoccata dalla momentanea balestra di Dwight diretta a Daryl. Il suo corpo viene seppellito da Daryl e Carol ad Alexandria.
- Rick Grimes Jr. (stagione 9-11), interpretato da Antony Azor.
È il figlio di Rick e Michonne, nato nove mesi dopo la scomparsa del padre.
- Cane (stagione 9-11). È un cane da pastore belga domestico di Daryl.

### I Lupi
I Lupi sono un gruppo di selvaggi che razziano comunità e ne uccidono la gente per poi incidere sulla loro testa una W che è il loro simbolo.
- Capo dei Lupi (stagioni 5-6), interpretato da Benedict Samuel, doppiato da Paolo Vivio.
Durante l'assalto di Alexandria incontra Morgan (che aveva incontrato precedentemente insieme a un altro lupo) con cui avrà un breve scontro da cui uscirà sconfitto con Morgan che lo colpisce al volto con il suo bastone. Successivamente Morgan lo rinchiude in una casa di Alexandria e gli racconta di come ha superato i propri momenti di follia, sperando di aiutare il nemico a redimersi. Il capo dei lupi però rivela di essere stato ferito gravemente prima di assalire la comunità, dice inoltre che se non morirà, ucciderà Morgan e tutti i residenti di Alexandria. Nonostante la sua minaccia, Morgan chiede a Denise di curarlo e di nascondere il segreto. Approfitterà della colluttazione fra Carol e Morgan, per potersi liberare e prendere in ostaggio Denise, con la quale si allontana. Più tardi verrà morso al braccio sinistro da un vagante per salvare la donna. Denise gli dice che se tornassero all'infermeria, avrebbe potuto salvarlo, poiché ora crede che egli sia cambiato, ma durante il tragitto l'uomo viene colpito da Carol e decide di farsi sbranare per far fuggire Denise. Viene ritrovato da Morgan in stato di vagante e viene abbattuto dall'uomo, ponendo così la fine dei lupi.

### I Salvatori / Il Santuario
Il Santuario è una fabbrica ed è il luogo dove abitano i salvatori comandati da Negan, una sorta di dittatore. Lo scopo dei salvatori è quello di prendersi, soprattutto con la forza, i viveri dei sopravvissuti e delle comunità altrui.
- Sherry (stagioni 6-7), interpretata da Christine Evangelista, doppiata da Letizia Ciampa.
È una donna che insieme alla sorella Tina e il marito Dwight è fuggita dal Santuario. Insieme a Dwight ha dato fuoco alla foresta, in cui Daryl si era momentaneamente rifugiato, per eliminarne i vaganti che la infestavano. Dopo la morte della sorella lei e Dwight rubano la balestra e la moto di Daryl, ma prima di fuggire, la donna consegna all'arciere delle medicazioni per le sue ferite. In seguito lei è Dwight vengono trovati dai salvatori e portati di nuovo al Santuario, qui diventa una delle mogli di Negan e farà un test di gravidanza con esito negativo. Se abbia avuto rapporti con Negan o Dwight prima del test resta ignoto. Dopo aver scoperto che Daryl è stato messo in cella alla loro base, si scuserà con lui per tutto quello che gli hanno fatto. La donna è diventata moglie di Negan per salvare la vita di suo marito. Poi si scopre che è stata lei a far fuggire Daryl dal Santuario, approfittando della situazione che gran parte dei salvatori erano ad Alexandria, ed è fuggita prima che tornassero. Negan affida la missione di riportarla indietro a Dwight. Quando quest'ultimo arriva in quella che era la loro casa, prima che cominciasse l'apocalisse, trova un biglietto scritto da Sherry che gli dice addio. Dwight torna al Santuario e dice a Negan che Sherry è morta per colpa dei vaganti. Il suo destino al momento rimane sconosciuto.
- Paula (stagione 6), interpretata da Alicia Witt, doppiata da Stella Musy.
È una dei salvatori, appare per la prima volta quando attraverso un walkie-talkie comunica a Rick che hanno rapito Carol e Maggie. In passato era sposata e con 4 figli, faceva la segretaria ed era in ufficio con il suo capo quando la Guardia Nazionale aveva preso il controllo di Washington D.C. Fu il proprio il suo capo la sua prima vittima, poiché la sua codardia la avrebbe sicuramente condannata e perché già da tempo non la gratificava per i suoi sforzi. Detterà a Rick le condizioni per il rilascio di Carol e Maggie, ma Donnie che era stato ferito da quest'ultima vuole invece uccidere Carol. Paula allora inizia a litigare con l'uomo fino a lottare con lui e con l'aiuto di Maggie e Carol lo colpisce in testa con la sua pistola, facendolo svenire e successivamente morire. Sempre da Carol viene a sapere che il gruppo di Bud è stato eliminato da Daryl, Abraham e Sasha. Dopo che Maggie e Carol si liberano, inizia a inseguirle e a lottare con Carol, la quale le spara prima a una spalla e poi la infilza in una lancia insieme a un vagante che inizia a divorarle la faccia. Dopo essere resuscitata, viene abbattuta da Maggie.
- Roman (stagione 6), interpretato da Stuart Greer, doppiato da Gianluca Machelli.
È un membro dei salvatori e insieme a Jiro, Miles e altri compagni, bloccherà la strada a Carol, fuggita da Alexandria. Dopo che Carol ucciderà i suoi compagni, Roman, uscito ferito dallo scontro, lascia Jiro agonizzante sull'asfalto e si nasconde tra i cespugli, osservando Rick e Morgan, giunti in quel momento. Dopo che i due se ne vanno, Roman li segue tra i campi. Riuscirà a trovare Carol completamente stremata e la tramortisce, quindi le spara a un braccio e poi a una gamba per farla soffrire, ma prima di darle il colpo di grazia arriva Morgan che tenta di farlo ragionare. Roman mentre sta per ucciderla, viene a sua volta ucciso da Morgan che gli spara ripetutamente.
- Gavin (stagioni 7-8), interpretato da Jayson Warner Smith, doppiato da Alberto Bognanni.
È un membro dei salvatori e uno dei luogotenenti di Negan. Gavin ha una personalità normale, garbata ed educata. A differenza di Negan e Simon non dimostra segni di pazzia o follia. È incaricato di ricevere le provviste dal Regno. A causa di un melone mancante darà ordine a Jared di punire il gruppo di Ezekiel. Il salvatore ferirà mortalmente Benjamin, Gavin scoprirà il giorno dopo della morte del ragazzo e infuriato minaccia Jared di ucciderlo se non avesse obbedito agli ordini e non fosse tornato a casa a piedi. Gavin si scusa con Ezekiel e ritorna al Santuario. Nel momento in cui sta per essere ucciso da Morgan, attimi prima lo precede il piccolo Henry che lo infilza al collo con il suo bastone, Carol poi lo finisce per prevenire il risveglio.
- Jared (stagioni 7-8), interpretato da Joshua Mikel, doppiato da Sacha De Toni.
È un membro dei salvatori. È un ragazzo feroce e cerca rogne continuamente. Fa parte del gruppo di Gavin che è incaricato di prendere le provviste dal regno. Odia Richard e litigano quasi sempre durante gli incontri, per questo gli fa portare via una pistola e si prende il bastone di Morgan. Dopo aver ferito a morte Benjamin, Gavin lo manda a casa a piedi e disarmato con la minaccia di ucciderlo. Sempre su ordine di Gavin, restituisce a Morgan il suo bastone. Viene fatto prigioniero da Jesus che lo salva da Morgan e portato a Hilltop. Dopo l'assalto di Simon alla comunità riesce a fuggire insieme agli altri prigionieri eccetto Alden che viene lasciato indietro perché colpevole di aver fraternizzato con i nemici. Rimane intrappolato e divorato dai vaganti a causa di Morgan, il quale vendica la morte di Benjamin. Riappare un'ultima volta come allucinazione di Morgan in cui gli dice che anche se continua a uccidere non riuscirà a cambiare nulla.
- Laura (stagioni 7-10), interpretata da Lindsley Register, doppiata da Laura Amadei.
È una dei salvatori. Spiega come funziona il Santuario a Eugene, Laura si dimostra ospitale e tratta in modo garbato l'uomo. Scoprirà che Dwight è la talpa che aiuta la milizia avversaria e tenterà di ucciderlo senza riuscirci, dopodiché fugge nei boschi. Alcuni salvatori confermeranno a Dwight che Laura non è più tornata al Santuario. Verrà ritrovata da Negan e portata di nascosto al Santuario, la donna poi gli dirà che Dwight è la spia che aiuta Rick e la milizia. Nell'ultimo episodio dell'ottava stagione conscia che la milizia ha vinto la guerra decide di arrendersi insieme a molti altri. Successivamente inizia a lavorare al Santuario per la sua ricostruzione. Sei anni dopo la scomparsa di Rick, Laura si è trasferita ad Alexandria dove è diventata un membro del consiglio. Quando Beta attacca Alexandria uccidendo gran parte della popolazione Laura cerca di fermarlo ma viene inutilmente venendo uccisa.
- Arat (stagioni 7-9), interpretata da Elizabeth Ludlow, doppiata da Mattea Serpelloni.
È una dei salvatori e una dei luogotenenti di Negan. Uccide Olivia dopo che Negan le aveva ordinato di uccidere qualcuno a causa di Rosita che ha colpito Lucille con il proiettile fatto da Eugene nel tentativo di uccidere Negan. Sempre Negan le darà l'ordine di uccidere Gary e i salvatori che avevano seguito Simon nel cortile del Santuario. Dopo la guerra Arat sembra cambiata e rispetta le nuove regole di Rick. Tuttavia le donne di Oceanside la rapiscono per vendicarsi dello sterminio del loro popolo. Maggie e Daryl avrebbero potuto salvarla, ma lasciano che Cyndie la uccida per vendicare il suo fratellino, ucciso proprio da Arat. La ragazza aveva affermato di non aver avuto scelta, ma Cyndie le ha ricordato di come sorrise mentre uccideva suo fratello.
- Gary (stagioni 7-8), interpretato da Mike Seal.
È un membro dei salvatori. Picchia selvaggiamente Aaron insieme a David a causa di un malinteso. Sembra sia usato per i lavori sporchi come picchiare Dwight (poiché creduto colpevole di aver liberato Daryl). Nell'ottava stagione fa parte della squadra di Simon per bloccare la strada verso il regno e inoltre è lui a catturare Jerry. Per aver seguito Simon alla discarica e aver ucciso molti suoi residenti, Gary è stato dichiarato colpevole di aver disubbidito alle regole di Negan, così quest'ultimo lo fa uccidere da Arat e D.J. insieme agli altri salvatori che erano sotto il comando di Simon. Negan poi gli rompe il cervello per evitare che si trasformi.
- Frankie (stagioni 7-9), interpretata da Elyse Nicole DuFour, doppiata da Virginia Brunetti.
È una massaggiatrice e una delle mogli di Negan. Cerca di convincere Eugene a creare una pasticca di cianuro, che vuole usare su Negan, ma Eugene si rifiuta di aiutarla. Passati due anni dalla sconfitta dei Salvatori si è trasferita a Hilltop. Muore decapitata da Alpha.
- Regina (stagioni 8-9), interpretata da Traci Dinwiddie.
È una dei salvatori e luogotenenti di Negan. Dopo il tradimento di Eugene, tenterà di uccidere quest'ultimo, ma verrà fermata da Rosita che le spara un colpo di pistola. Attualmente deve camminare con un bastone a causa della ferita. Sarà una dei salvatori ancora fedeli a Negan e per questo si unisce al gruppo guidato da Jed. Sei anni dopo la scomparsa di Rick, la banda di Jed si è data alle rapine ad altri sopravvissuti e tra essi vi sono anche Carol ed Henry. Regina e gli altri compagni vengono dati alle fiamme da Carol poiché Jed aveva fatto del male a Henry.
- Gracie (stagione 8-11), interpretata da Anabelle Holloway.
È una neonata di circa cinque mesi il cui padre fa parte dei salvatori. Viene trovata da Rick nella culla della sua cameretta dopo che lo sceriffo le ha ucciso il padre. Viene portata a Hilltop da Aaron e in seguito ad Alexandria. Dopo la guerra Aaron è diventato suo padre adottivo.
- D.J. (stagioni 8-9), interpretato da Matt Mangum.
È un membro dei salvatori. Negan ordina a lui, Norris e Arat di uccidere Gary e tutti i salvatori che avevano seguito Simon nel cortile del Santuario. Durante il salto temporale sembra essere uno dei salvatori ancora fedeli a Negan e per questo si schiera dalla parte di Jed per prendere il controllo delle armi al campo del ponte, ma falliscono miseramente quando Rick e Carol li fermano. Durante i sei anni della scomparsa di Rick, D.J. si è trasferito ad Alexandria, dove ha ottenuto il ruolo di guardia. Scorta il gruppo di Magna a Hilltop. Muore cercando di salvare i civili rapiti da Alpha. Attacca il luogo dove erano nascosti, insieme a Otis, ma viene ucciso, poi decapitato e impalato.
- Justin (stagione 9), interpretato da Zach McGowan, doppiato da Riccardo Scarafoni.
È uno dei salvatori. Viene messo nel gruppo addetto alla costruzione del ponte. Mentre Henry sta distribuendo dell'acqua, Justin si lamenta della sua razione e spinge il ragazzo per poi rubargli la brocca, ma Henry lo colpisce con il suo bastone. Più tardi Justin viene mandato a suonare una sirena per distrarre un'orda di zombie, ma l'uomo non l'accende e dice che lo strumento non è stato caricato. Daryl a questo punto lo massacra con una padella anche perché durante il panico generale Aaron ha avuto un danno permanente al braccio con conseguente amputazione. Rick furioso esilierà Justin e lo minaccia nel caso fosse ritornato. Nel bosco incontra qualcuno che sembra conoscere, ma mentre chiede della loro presenza lì, viene prontamente attaccato e ucciso. Trasformatosi in uno zombie viene trovato da Maggie e Kal e abbattuto. In seguito si scopre che è stato ucciso dalle donne di Oceanside perché faceva parte del gruppo di Simon che ha sterminato gli uomini della loro comunità. Justin in particolare ha ucciso il marito di Beatrice.
- Jed (stagione 9), interpretato da Rhys Coiro, doppiato da Emiliano Reggente.
È uno dei salvatori. Viene messo nel gruppo addetto alla costruzione del ponte. Mentre si stava occupando di un mucchio di tronchi, sopraggiunge un'orda a causa di Justin che non ha suonato la sirena per distrarli. Jed preso dal panico mollerà i tronchi che schiacceranno il braccio di Aaron il quale dovrà farsi amputare l'arto. Più avanti, in seguito alle scomparse di Justin, Arat e altri salvatori Jed arriva a capire che dietro le misteriose morti vi è lo zampino di Oceanside. Dopo aver disarmato Alden, riunisce un gruppo di sostenitori di Negan per vendicare i compagni caduti, guida così un piccolo esercito al campo base per uccidere tutte le donne di Oceanside. Riuscirà a uccidere Kathy e a causare decine di morti tra i due schieramenti. Sei anni dopo la scomparsa di Rick, il Santuario è caduto in rovina e allora Jed, Regina e altri salvatori si sono dati alla vita da predone. Jed deruberà Carol ed Henry portandosi via anche la fede nuziale della donna, ma li risparmia restituendole il favore fatto sei anni prima. Tuttavia Carol scoverà il campo di Jed e darà fuoco a lui e a tutti i suoi compagni per aver fatto male a Henry durante la rapina.

### Hilltop
La comunità di Hilltop è una cittadina amministrata da Gregory e in seguito da Maggie Rhee.
- Wesley (stagioni 6-8), interpretato da Ilan Srulovicz.
È un abitante di Hilltop. Viene convinto da Enid a unirsi ad Alexandria per combattere contro Negan. Durante l'assalto a Hilltop dei salvatori, viene infettato da un salvatore e dopo la resurrezione viene abbattuto da Daryl.
- Bertie (stagione 6-11), interpretata da Kareen Cesay.
È una residente di Hilltop, dove svolge il ruolo di insegnante.
- Harlan Carson (stagioni 6-8), interpretato da R. Keith Harris, doppiato da Alessio Cigliano.
È il medico ginecologo della comunità. Farà un'ecografia a Maggie. Ha un fratello di nome Emmett, anch'egli medico. Emmett fa però parte dei Salvatori, poiché Negan era più interessato a lui. Dopo aver aiutato Maggie con i suoi dolori al ventre le suggerisce di restare a Hilltop fino alla fine della gravidanza. Dopo la morte di Emmett, a cui Harlan non sembra importare, Simon si reca a Hilltop dove rivela al medico della sua morte e che Negan lo vuole al Santuario come nuovo dottore. Viene quindi prelevato e portato dal capo dei salvatori. Gabriel e Harlan riusciranno a fuggire dal Santuario grazie a Eugene, ma lungo la strada per Hilltop vengono di nuovo catturati e Harlan viene ucciso da un salvatore mentre stava cercando di disarmarne uno. Il suo corpo viene abbandonato nel bosco a trasformarsi.
- Freddie (stagioni 6-8), interpretato da Brett Gentile, doppiato da Gianluca Crisafi.
È un residente di Hilltop. Ha perso la moglie prima dello scoppio dell'epidemia. Viene trovato da Abraham in un edificio, in pessimo stato a causa di una ferita, e viene riportato a Hilltop insieme ad altri coloni. Muore insieme ad Andy durante la guerra contro i salvatori.
- Kal (stagioni 6-9), interpretato da James Chen.
È una delle guardie al cancello e uno dei lancieri di Hilltop insieme a Eduardo.
- Eduardo (stagioni 6-8), interpretato da Peter Zimmerman.
È una delle guardie al cancello e uno dei lancieri di Hilltop insieme a Kal.
- Neil (stagioni 6-8), interpretato da Karl Funk.
È un abitante di Hilltop. Partecipa alla guerra contro i salvatori. Si unisce a Maggie, Jesus e Dianne per andare al Regno, ma lungo la strada vengono fermati da Simon e i suoi uomini. A causa del tradimento di Hilltop viene ucciso da Simon.
- Andy (stagioni 6-8), interpretato da Jeremy Palko, doppiato da Davide Albano.
È un abitante di Hilltop e insieme a Ethan, Crystal, Craig e altri 2 residenti è andato in missione per consegnare le provviste a Negan, con esiti negativi. Di ritorno a Hilltop assiste alla tentata uccisione di Gregory da parte di Ethan e alla fine di quest'ultimo per mano di Rick. Tenta quindi di strangolare Abraham che era intervenuto per fermarlo dall'uccidere Rick. Verrà fermato da Daryl che gli rompe un braccio e si unirà poi a Rick e gli altri insieme a Jesus, poiché è in grado di informarli su Negan e la sua base. Si unisce a Maggie e alla milizia per la guerra contro Negan e i salvatori dove perirà insieme a Freddie durante uno degli assalti.
- Oscar (stagioni 7-10), interpretato da Anthony Lopez.
È un abitante di Hilltop. Partecipa alla guerra totale contro i salvatori. Muore nello scontro finale contro i sussurratori.
- Hershel Rhee (stagioni 9-11).
È il figlio di Glenn e Maggie, nato dopo la guerra contro i salvatori. Sei anni dopo la scomparsa di Rick, Maggie lo porta con se alla comunità di Georgie.
- Marco (stagione 9-11), interpretato da Gustavo Gomez.
È un ragazzo residente a Hilltop.
- Tammy Rose (stagione 9), interpretata da Brett Butler, doppiata da Stefanella Marrama.
È la moglie di Earl e madre di Ken. Dopo la morte del figlio durante la missione Tammy viene manipolata da Gregory nell'incolpare Maggie e tentare di ucciderla durante la notte. Muore nell'assalto dei Sussurratori a Hilltop.
- Earl Sutton (stagioni 9-10), interpretato da John Finn, doppiato da Pierluigi Astore.
È il marito di Tammy e padre di Ken, tutti residenti a Hilltop di cui lui è il fabbro. Sconvolto dalla morte del figlio viene inizialmente convinto da Gregory ad'assassinare Maggie, cosa che compie da imbriaco, fallendo. È lui a salvare i bambini dall'attacco dei Sussurratori, ma viene morso. Cerca di resistere più a lungo che può e per non rischiare di perdere il controllo si suicida.

### Il Regno
Il Regno è una cittadina amministrata dal Re Ezekiel.
- Daniel (stagioni 6-8), interpretato da Daniel Newman, doppiato da Daniele Raffaeli.
È un esploratore del Regno che fa la conoscenza di Morgan, dopo che quest'ultimo aveva ritrovato il suo cavallo e aveva bisogno di aiuto per Carol, ferita dopo essersi scontrata con un membro dei salvatori. Fa da scudo a Ezekiel durante una sparatoria all'avamposto di Gavin, dove perisce insieme a molti altri soldati del Regno. Dopo la resurrezione viene abbattuto da Alvaro.
- Richard (stagione 7), interpretato da Karl Makinen, doppiato da Sergio Lucchetti.
È un abitante del Regno. Faceva parte di un altro gruppo in passato e in seguito alla morte della sua famiglia e dei suoi amici ha iniziato a non fidarsi di nessuno, ma dopo aver conosciuto Ezekiel ha cambiato atteggiamento. Teme molto per la salvaguardia della comunità minacciata da Negan e chiede quindi a Carol e Morgan di convincere Ezekiel ad assalire i nemici prima che siano loro a farlo, tuttavia riceve una risposta negativa da entrambi per vari motivi e l'uomo se ne va sconfortato in una roulotte nascosto nella foresta. La sua determinazione nel voler dimostrare a Ezekiel la malvagità di Negan coinvolge anche Daryl, ma quest'ultimo scopre che il piano dell'uomo metterebbe a rischio la vita di Carol, così i due lottano e l'alessandrino minaccia Richard di ucciderlo se fosse successo qualcosa alla sua amica. Durante però l'incontro con il gruppo di Gavin Morgan scopre che Richard ha deliberatamente nascosto una delle provviste per i salvatori causando la morte di Benjamin con lo scopo di istigare Ezekiel a ribellarsi. Morgan il giorno dopo per impedire altre morti uccide Richard strangolandolo davanti al gruppo di Gavin rivelandolo come traditore
- Benjamin (stagione 7), interpretato da Logan Miller, doppiato da Alessio Puccio.
È un ragazzo del Regno e fratello maggiore di Henry. Il padre era un caro amico di Ezekiel e morì in una missione a causa dei vaganti, così Ezekiel ha iniziato a prendersene cura e a farlo addestrare dai suoi guerrieri. Morgan inizierà a insegnargli l'aikido come Eastman fece con lui. Si prende cura di suo fratello minore. Viene ucciso da Jared come "punizione" perché il gruppo non aveva ricevuto la giusta dose di provviste richieste (che Richard a nascosto).
- Henry (stagioni 7-9), interpretato da Macsen Lintz (stagioni 7-9) e Matt Lintz (stagione 9), doppiato da Gabriele Meoni (stagioni 7-9) e da Mattia Fabiano (stagione 9).
È il fratello minore di Benjamin che dopo la morte del padre viene cresciuto dal suo fratello maggiore. Morgan inizierà ad addestrare anche lui nell'uso del bastone. Seguirà Carol di nascosto per salvare Ezekiel, in questa occasione uccide Gavin a sangue freddo infilzandolo al collo con il suo bastone per vendicare la morte di suo fratello. Quando capisce che Gavin non è colui che ha ucciso Benjamin, Henry esige il nome del reale assassino, ma Morgan convinto da Carol, convince a sua volta il ragazzino che è proprio Gavin l'assassino di suo fratello. Henry però non è convinto e continua a minacciare i salvatori, Alden a quel punto parla del proprio fratello morto in passato e convince il ragazzino a rinunciare alla vendetta. Jared gli ruba il fucile e ciò permette al nemico di fuggire insieme agli altri prigionieri. Il mattino seguente il ragazzo è sparito, probabilmente alla ricerca di Jared e gli altri fuggitivi, ma viene ritrovato e salvato da Carol. Dopo la guerra con i salvatori viene adottato da Carol e Ezekiel. Sei anni dopo la scomparsa di Rick, Henry ormai adolescente si preoccupa per la sua comunità in stato di deterioramento e litiga con Ezekiel che sembra ignorare la cosa. Su suggerimento di Carol, Henry si trasferirà a Hilltop per diventare l'apprendista di Earl. A Hilltop avverrà un feroce scontro con i Sussurratori e Henry incontrerà la figlia del leader, Lydia, con cui instaurerà un forte rapporto reciproco. Sebbene la forte ostilità verso di lei, Henry dimostrerà che si possono fidare di lei. Purtroppo durante il festival al Regno Henry viene rapito insieme ad'altri membri della comunità da i Sussurratori. Viene decapitato e la sua testa viene infilzata come segno di guerra da parte di Alfa.
- Shiva (stagioni 7-8).
È una tigre ed è l'animale domestico del Re Ezekiel. Venne salvata dal suo padrone quando la ritrovò circondata dai vaganti, affamata e assetata nella propria gabbia. Il suo intervento nel finale della settima stagione permette a Rick e Carl di salvarsi dalle grinfie di Negan che metterà lei stessa in fuga insieme ai soldati di Ezekiel e ai coloni di Hilltop. Durante la guerra totale sbrana diversi salvatori. Dopo la morte di diversi membri del Regno, si sacrifica venendo divorata da un'orda di vaganti per salvare Ezekiel, Jerry e Carol.
- Dianne (stagione 7-11), interpretata da Kerry Cahill.
È una donna che abita nel Regno ed è anche una delle guardie del Re, trasferitasi a Hiltop dopo la guerra.
- Alvaro (stagioni 7-8), interpretato da Carlos Navarro, doppiato da Marco Bassetti.
È un abitante e guardia del Regno. Partecipa alla guerra contro i salvatori. Dopo aver abbattuto Daniel e salvato Ezekiel, viene colpito a morte dal salvatore Gunther.
- Nabila (stagione 7-11), interpretata da Nadine Marissa.
È una donna che vive nel Regno. È sposata con Jerry con cui ha 3 figli.

### Oceanside
Oceanside è una comunità costituita da sole donne guidata da Natania. Combatterono e persero contro i Salvatori di Negan, ed essi per punizione uccisero tutti gli uomini e bambini della comunità. Le donne rimaste, costrette a lavorare per i Salvatori, sono riuscite a fuggire e a stabilirsi in una zona costiera.
- Cyndie (stagione 7-11), interpretata da Sydney Park, doppiata da Joy Saltarelli.
È la nipote di Natania. Salva Tara dall'essere uccisa dalle proprie compagne in più di un'occasione e la accompagna nel punto dove la ragazza e Heath si sono separati. Suo fratello minore e sua madre sono stati uccisi dagli uomini di Negan. Aiuta Tara a fuggire da Oceanside, ma quando riesce nel suo intento, viene presa da Beatrice e Kathy. Quando Tara fa ritorno insieme a Rick e a molti altri, Cyndie pensa subito che l'amica ha tradito la promessa, ma quando scopre che ella e gli altri vogliono un'alleanza o anche solo le armi, è una delle poche a favore della richiesta. Va persino contro sua nonna a cui sferra un pugno per salvare Tara e insieme a essa uccide alcuni vaganti attirati dalle esplosioni. Prima che il gruppo di Alexandria si allontani, Cyndie dice a Tara che lei vuole unirsi con loro e anche molte altre sono disposte a farlo. Insieme alle altre donne e Aaron raggiunge Hilltop in tempo per difenderla dall'ultimo assalto dei salvatori. Dopo la guerra con i salvatori Cyndie e le donne aiutano nella costruzione di un ponte che colleghi le varie comunità. Inoltre insieme a Enid prende lezioni di medicina da Siddiq. Dopo la morte di Gregory per mano di Maggie, lei e le altre donne decidono di vendicare i propri cari, rapendo e uccidendo i salvatori che ai tempi sterminarono il loro gruppo sotto il comando di Simon. Cyndie ucciderà Arat, responsabile della morte di suo fratello.
- Rachel Ward (stagione 7-11), interpretata da Mimi Kirkland e Avianna Mynhier, doppiata da Agnese Marteddu.
È una bambina che fa parte della comunità, molto amica di Cyndie. È abile nella pesca ed è decisa a uccidere tutti gli invasori della sua comunità a qualunque costo e non nasconde la sua ira nei confronti di Tara. Durante il ritorno di Tara e del suo gruppo, darà prova delle sue abilità uccidendo alcuni vaganti.
- Natania (stagioni 7-8), interpretata da Deborah May, doppiata da Angiola Baggi.
È la leader della comunità di Oceanside, nonna di Cyndie. Sua figlia e suo nipote sono stati uccisi dagli uomini di Negan. Diede l'ordine di eliminare ogni straniero che si fosse avventurato nei pressi del loro confine. Darà l'ordine di uccidere Tara per paura che la ragazza potesse fare la spia sulla posizione della comunità, ma sua nipote Cyndie salverà la vita alla donna. Rifiuta categoricamente un'alleanza con Rick. Nell'ottava stagione Natania, dopo avere trovato Aaron nei pressi di Oceanside, cerca di ucciderlo poiché aveva messo piede nel suo territorio ma prima di poterlo fare Enid le spara per prima uccidendola sul colpo.
- Jules (stagione 10-11), interpretata da Alex Sgambati, doppiata da Chiara Oliviero.
È una delle donne della comunità.

### Gruppo di Magna
È un gruppo composto da cinque sopravvissuti guidati da una donna di nome Magna. Vengono salvati da Judith Grimes da un branco di vaganti e condotti ad Alexandria.
- Kelly (stagioni 9-11), interpretata da Angel Theory, doppiata da Giulia Franceschetti.
È la sorella di Connie, entrambe fanno parte del gruppo di Magna. La sua arma principale è una fionda. A causa di Magna lei e il gruppo vengono cacciati da Alexandria e scortati verso Hilltop.
- Luke (stagioni 9-11), interpretato da Dan Fogler, doppiato da Nanni Baldini.
È l'unico uomo che fa parte del gruppo di Magna. In passato era un insegnante di musica e possiede vari strumenti musicali. A causa di Magna lui e il gruppo vengono cacciati da Alexandria e scortati verso Hilltop.

### I Sussurratori
I Sussurratori sono un gruppo di sopravvissuti che vivono nella natura insieme ai vaganti, mimetizzandosi tra loro usandone la pelle per coprirsi e sussurrandosi tra loro. Vivono in modo primitivo, infatti non usano neanche i loro nomi, inoltre attaccano chiunque invada il loro territorio guidando orde di vaganti sui vari sopravvissuti. La loro leader è una donna che si fa chiamare Alpha e permette a tutti di seguire il proprio istinto naturale senza applicare leggi di alcun tipo.
- Dante (stagione 10), interpretato Juan Javier Cardenas, doppiato da Paolo Vivio.
È una spia dei Sussurratori. Si infiltra nella comunità di Hilltop facendosi passare per un medico assumendo un comportamento sopra le righe per sembrare più amichevole possibile. Di nascosto egli manomette la pompa idrica facendo ammalare tutta la comunità. Siddiq lo scopre ma Dante lo uccide prima che possa fare qualcosa. Scoperta la sua vera natura, grazie a Rosita viene imprigionato e poi ucciso a sangue freddo da Gabriel senza esitazione.
- Mary/Gamma (stagione 10), interpretata da Thora Birch, doppiata da Perla Liberatori.
È la terza in comando del gruppo. Entra nelle grazie di Alpha dopo aver sacrificato sua sorella agli zombie nel tentativo di salvare sua figlia neonata, che verrà poi trovata e salvata da Aaron. Sarà infatti l'affetto per la nipote che convincerà Mary a fare combutta con Aaron rivelandogli i segreti di Alpha per sconfiggere lei e i sussurratori. Viene scoperta e poi uccisa da Beta per aver tradito Alpha.

### I Mietitori
I Mietitori sono un gruppo di uomini mascherati guidati da Pope, cha danno la caccia al gruppo di Maggie.
- Pope (stagione 11), interpretato da Ritchie Coster, doppiato da Marco Mete.
È il capo dei Mietitori. È un uomo religioso e assetato di sangue, in passato stava combattendo in Afghanistan insieme al resto della sua squadra, finendo abbandonati dal governo. Nello scontro con i Mietitori, viene ucciso da Leah per assumere il comando.
- Leah Shaw (stagione 10-11), interpretata da Lynn Collins, doppiata da Emanuela D'Amico.
È un membro dei Mietitori ed era proprietaria di Cane che ha stretto un legame amorevole con Daryl. Nello scontro uccide Pope e poi incolpa Daryl, Maggie e il suo gruppo per attaccare. Nel seguito Lance incontra Leath proponendo un patto, così lei accetta con l'intenzione di rivendicarsi contro Maggie ma viene uccisa da Daryl.
- Brandon Carver (stagione 11), interpretato da Alex Meraz.
È un membro dei Mietitori, segue fedelmente gli ordini di Leah e Pope. Nutre ostilità nei confronti di Daryl ma viene ucciso da Maggie.

### Commonwealth
Il Commonwealth è una piccola città dove vivono numerosi abitanti. La sua comunità principale è una città situata in Ohio ed è guidata dalla governatrice Pamela Milton.
- Lance Hornsby (stagione 11), interpretato da Josh Hamilton, doppiato da Roberto Certomà.
È il rappresentante del Commonwealth. È un uomo intelligente, astuto e manipolatore per il quale ha mandato Shira per usare Eugene a ottenere la sua posizione di Alexandria. Alla fine viene ucciso da Daryl e Carol nel tentativo di ucciderli.
- Max "Stephanie" Mercer (stagione 10-11), interpretata da Margot Bingham, doppiata da Emanuela Damasio (stagione 10) e da Ilaria Egitto (stagione 11).
È la segreteria di Pamela e sorella minore di Mercer. Si rivelerà essere stata lei a comunicare con Eugene alla radio.
- Pamela Milton (stagione 11), interpretata da Laila Robins, doppiata da Tiziana Avarista.
È la governatrice del Commonwealth. È una donna politica e determinata a ricostruire un futuro migliore.
- Sebastian Milton (stagione 11), interpretato da Teo Rapp-Olson.
È il figlio di Pamela. È un ragazzo viziato ed egoista a causa dei rapporti con sua madre alla via politica. Alla fine viene morso da uno zombie dopo aver essere stato smascherato da Max e Eugene alla sua vera natura.